# Primarias presidenciales del Partido Demócrata de 2020
Las primarias demócratas de 2020 constituyen el proceso de selección por el que los miembros del Partido Demócrata de Estados Unidos eligen a su candidato para las elecciones presidenciales de Estados Unidos de 2020. Los candidatos para la presidencia de Estados Unidos y la vicepresidencia son elegidos mediante una serie de primarias y asambleas (en inglés: caucus) que concluirán con la Convención Nacional Demócrata de 2020. 
A fin de asegurar la nominación, un candidato tendrá que recibir al menos 1991 de los 3979 delegados. Si en la Convención Nacional Demócrata ningún candidato consigue los delegados necesarios, se procederá a una segunda votación, donde los delegados que apoyaron a candidatos que tengan difícil la elección podrían cambiar su voto y donde entrarían los controvertidos superdelegados. En esta segunda votación será necesario obtener 2376 de los 4750 delegados y superdelegados.
En estas primarias, los votos de los superdelegados no se tendrán en cuenta, a menos que ningún candidato llegue a ser nominado con los delegados elegidos en primarias y caucus de cada estado. Este nuevo sistema de votación será apliacado por primera vez desde las elecciones primarias de 1984 (cuando se creó esta figura). El proceso electoral se reformó debido a la controversia que hubo en las primarias de 2016, donde la gran mayoría de estos apoyó a Hillary Clinton frente a Bernie Sanders, incluso votando distinto a la votación popular de sus respectivos estados. La pandemia de enfermedad por coronavirus hizo que en muchos estados las primarias se suspendieran indefinidamente, y en varios estados ya no se realizarán, afectando a todo el proceso de elección.[cita requerida]
Joe Biden se convirtió en el presunto nominado del partido Demócrata luego de que Bernie Sanders y Tulsi Gabbard, los dos últimos contendientes a la nominación, suspendieran sus campañas presidenciales el 8 de abril y el 19 de marzo de 2020 respectivamente.
El 11 de agosto de 2020, Joe Biden, el candidato demócrata a la presidencia, anunció formalmente que seleccionó a la senadora y excandidata a la nominación presidencial demócrata Kamala Harris para ser su compañera de fórmula en las elecciones presidenciales de noviembre del mismo año.

## Antecedentes
Después de la derrota de Hillary Clinton en las elecciones previas, el partido demócrata se mostraba sin un líder claro. Seguían produciéndose  divisiones en el partido como consecuencia de las primarias de 2016 en donde se enfrentaban Clinton contra el senador independiente por Vermont, Bernie Sanders. Entre la elección de 2016 y las de 2018, los demócratas del Senado han cambiado a una posición política de izquierda en asuntos como las matrículas universitarias, atención sanitaria e inmigración.
Esta división entre el "establishment" y las alas progresistas del partido se ha reflejado en varias elecciones previas a las primarias de 2020, especialmente en 2017 con la elección para Presidente del Comité Nacional Demócrata entre Tom Pérez y el progresista Keith Ellison respaldado por Sanders: Pérez fue elegido presidente, pero Ellison fue nombrado vicepresidente, un papel en gran parte ceremonial. En 2018, varios distritos de la Cámara de Representantes de los Estados Unidos que los demócratas esperaban obtener de la mayoría republicana tenían elecciones primarias contenciosas. Estos choques fueron descritos por Elena Schneider, de Politico, como una "guerra civil demócrata". Mientras tanto, ha habido un cambio general hacia la izquierda con respecto a la matrícula universitaria, la atención médica y la inmigración entre los demócratas en el Senado, que probablemente acumulen credenciales para la próxima elección primaria.
Pérez ha comentado que el campo de la primaria de 2020 probablemente se dividirá en dos dígitos, rivalizando con el tamaño de la primaria del GOP de 2016, que consistió de 17 candidatos principales. Tras el movimiento Me Too, se espera que varias candidatas ingresen a la carrera, lo que aumenta la probabilidad de que los demócratas nominen a una mujer por segunda vez consecutiva. También se especuló que la mejor apuesta de los demócratas para derrotar al presidente Trump sería nominar a su propia celebridad o empresario sin experiencia en el gobierno, sobre todo a Oprah Winfrey después de su memorable discurso en la 75.ª entrega de los Globos de Oro.
El tema de la edad ha sido mencionado entre los candidatos más probables: el exvicepresidente Joe Biden, la senadora por Massachusetts, Elizabeth Warren y el senador por Vermont, Bernie Sanders, quienes tendrán 78, 71 y 79 años de edad respectivamente el día de la toma de posesión. El exlíder de la minoría en el Senado, Harry Reid (quien cumplirá 81 años el día de la inauguración) describió al trío como «el hogar de un anciano», expresando la necesidad de nuevas caras para intensificar y dirigir el partido.

## Candidatos

### Nominado
| Nombre | Nombre    | Nacimiento                                              | Experiencia | Estado   | Resultados | Resultados   | Resultados | Campaña                                                        | Ref    |
| Nombre | Nombre    | Nacimiento                                              | Experiencia | Estado   | Delegados  | Voto popular | Estados y territorios ganados | Campaña                                                        | Ref    |
| ------ | --------- | ------------------------------------------------------- | --- | -------- | ---------- | ------------ | --- | -------------------------------------------------------------- | ------ |
|        | Joe Biden | 20 de noviembre de 1942 (82 años) Scranton, Pensilvania | Vicepresidente de los Estados Unidos (2009-2017) Senador por Delaware (1973-2009) Candidato a la presidencia en 1988 y 2008 | Delaware | 2,716      | 16,255,014   | 43 (AL, AK, AZ, AR, NC, SC, SD, DE, Fl, GA, GU, HI, ID, Il, IN, VI, KS, KY, ME, MD, MA, MI, MN, MS, MO, MT, NE, NY, NJ, NM, OH, OK, OR, PA, RI, TN, TX, VA, WV, WA, DC, WI y WY) | Candidatura anunciada: 25 de abril de 2019 (Campaña • Website) | [ 19 ] |

### Retirados durante las primarias
Los candidatos en esta sección suspendieron su campaña después del inicio de las primarias.
| Nombre | Nombre            | Nacimiento                                             | Experiencia | Estado        | Resultados | Resultados   | Resultados                          | Campaña | Ref                  |
| Nombre | Nombre            | Nacimiento                                             | Experiencia | Estado        | Delegados  | Voto popular | Estados y territorios ganados       | Campaña | Ref                  |
| ------ | ----------------- | ------------------------------------------------------ | --- | ------------- | ---------- | ------------ | ----------------------------------- | --- | -------------------- |
|        | Bernie Sanders    | 8 de septiembre de 1941 (83 años) Brooklyn, Nueva York | Senador por Vermont (desde 2007) Representante por Vermont (1991-2007) Alcalde de Burlington, Vermont (1981-1989) Candidato a la presidencia en 2016 | Vermont       | 1,112      | 9,177,315    | 8 (CA, CO, ND, MP, NV, NH, UT y VT) | Candidatura anunciada: 19 de febrero de 2019 Campaña suspendida: 8 de abril de 2020 Respaldó a Joe Biden (Campaña • Website)                                                                             | [ 21 ] [ 5 ]         |
|        | Tulsi Gabbard     | 1 de abril de 1981 (44 años) Leloaloa, Samoa Americana | Representante por Hawái (desde 2013) | Hawái         | 2          | 253,535      | 0                                   | Candidatura anunciada: 11 de enero de 2019 Campaña suspendida: 19 de marzo de 2020 Respaldó a Joe Biden (Campaña • Website) inscripción                                                                  | [ 22 ] [ 23 ] [ 6 ]  |
|        | Elizabeth Warren  | 22 de junio de 1949 (76 años) Oklahoma City, Oklahoma  | Senadora por Massachusetts (desde 2013) Asesora especial para la CFBP (2010-2011) Presidenta del panel de supervisión del Congreso (2010-2011)       | Massachusetts | 63         | 2,751,288    | 0                                   | Comité formado: 31 de diciembre de 2018 Candidatura anunciada: 9 de febrero de 2019 Campaña suspendida: 5 de marzo de 2020 (Campaña • Website) inscripción                                               | [ 24 ] [ 25 ] [ 26 ] |
|        | Michael Bloomberg | 14 de febrero de 1942 (83 años) Boston, Massachusetts  | Alcalde de Nueva York (2002-2013) CEO, presidente y accionista mayoritario de Bloomberg L.P. Multimillonario                                         | Nueva York    | 49         | 2,469.207    | 1 (AS)                              | Candidatura anunciada: 24 de noviembre de 2019 Campaña suspendida: 4 de marzo de 2020 Respaldó a Joe Biden (Campaña • Website)                                                                           | [ 28 ] [ 27 ]        |
|        | Amy Klobuchar     | 25 de mayo de 1960 (65 años) Plymouth, Minnesota       | Senadora por Minnesota (desde 2007) Fiscal de Distrito de Hennepin (1999-2007)                                                                       | Minesota      | 7          | 516,900      | 0                                   | Candidatura anunciada: 10 de febrero de 2019 Campaña suspendida: 2 de marzo de 2020 Respaldó a Joe Biden (Campaña • Website)                                                                             | [ 30 ] [ 31 ]        |
|        | Pete Buttigieg    | 19 de enero de 1982 (43 años) South Bend, Indiana      | Alcalde de South Bend, Indiana (2012-2020) | Indiana       | 21         | 900,515      | 1 (IA)                              | Comité formado: 23 de enero de 2019 Candidatura anunciada: 14 de abril de 2019 Campaña suspendida: 1 de marzo de 2020 Respaldó a Joe Biden (Campaña • Website)                                           | [ 33 ] [ 34 ] [ 35 ] |
|        | Tom Steyer        | 27 de junio de 1957 (68 años) Nueva York, Nueva York   | Filántropo y multimillonario | California    | 0          | 255,525      | 0                                   | Candidatura anunciada: 9 de julio de 2019 Campaña suspendida: 29 de febrero de 2020 (Campaña • Website)                                                                                                  | [ 36 ] [ 37 ]        |
|        | Deval Patrick     | 31 de julio de 1956 (69 años) Chicago, Illinois        | Gobernador de Massachusetts (2007-2015) | Massachusetts | 0          | 25,152       | 0                                   | Candidatura anunciada: 14 de noviembre de 2019 Campaña suspendida: 12 de febrero de 2020 Respaldó a Joe Biden (Campaña • )                                                                               | [ 39 ] [ 40 ]        |
|        | Andrew Yang       | 13 de enero de 1975 (50 años) Schenectady, Nueva York  | Emprendedor Fundador de Venture for America | Nueva York    | 0          | 148,536      | 0                                   | Candidatura anunciada: 6 de noviembre de 2017 Campaña suspendida: 11 de febrero de 2020 Respaldó a Joe Biden frameless\|150px (Campaña • Website Archivado el 24 de febrero de 2018 en Wayback Machine.) | [ 41 ] [ 42 ]        |
|        | Michael Bennet    | 28 de noviembre de 1964 (60 años) Nueva Delhi, India   | Senador por Colorado (desde 2009) Superintendente de las Escuelas Públicas de Denver (2005-2009)                                                     | Colorado      | 0          | 53,861       | 0                                   | Candidatura anunciada: 2 de mayo de 2019 Campaña suspendida: 11 de febrero de 2020 (Campaña • Website)                                                                                                   | [ 43 ] [ 44 ]        |

### Retirados antes de las primarias
Los candidatos en esta sección suspendieron su campaña antes del inicio de las primarias.
| Nombre              | Nacimiento                                              | Experiencia | Estado        | Campaña | Ref                         |
| ------------------- | ------------------------------------------------------- | --- | ------------- | --- | --------------------------- |
| Eric Swalwell       | 16 de noviembre de 1980 (44 años) Sac City, Iowa        | Representante por California (desde 2013)                                                                                                  | California    | Candidatura anunciada: 8 de febrero de 2019 Campaña suspendida: 8 de julio de 2019 (Campaña • Website)                                                                                      | [ 45 ] [ 46 ]               |
| Mike Gravel         | 13 de mayo de 1930 (95 años) Springfield, Massachusetts | Senador por Alaska (1969-1981) Candidato a la presidencia en 2008                                                                          | Alaska        | Comité formado: 19 de marzo de 2019 Candidatura anunciada: 4 de abril de 2019 Campaña suspendida: 6 de agosto de 2019Respaldó a Gabbard y Sanders (Campaña • Website])                      | [ 48 ] [ 49 ] [ 50 ] [ 51 ] |
| John Hickenlooper   | 7 de febrero de 1952 (73 años) Narberth, Pensilvania    | Gobernador de Colorado (2011-2019) Alcalde de Denver (2003-2011)                                                                           | Colorado      | Candidatura anunciada: 4 de marzo de 2019 Campaña suspendida: 15 de agosto de 2019 Respaldó a Michael Bennet (Campaña • Website)                                                            | [ 53 ] [ 54 ]               |
| Jay Inslee          | 9 de febrero de 1951 (74 años) Seattle, Washington      | Gobernador de Washington (desde 2012) Representante por el 1.º distrito (1999-2012) y 4.º distrito (1993-1995) de Washington               | Washington    | Candidatura anunciada: 1 de marzo de 2019 Campaña suspendida: 21 de agosto de 2019 (Campaña • Website)                                                                                      | [ 55 ] [ 56 ]               |
| Seth Moulton        | 24 de octubre de 1978 (46 años) Salem, Massachusetts    | Representante por Massachusetts (desde 2015)                                                                                               | Massachusetts | Candidatura anunciada: 22 de abril de 2019 Campaña suspendida: 23 de agosto de 2019 Respaldó a Joe Biden (Campaña • Website)                                                                | [ 58 ] [ 59 ]               |
| Kirsten Gillibrand  | 9 de diciembre de 1966 (58 años) Albany, Nueva York     | Senadora por Nueva York (desde 2009) Representante por Nueva York (2007-2009)                                                              | Nueva York    | Comité formado: 15 de enero de 2019 Candidatura anunciada: 17 de marzo de 2019 Campaña suspendida: 28 de agosto de 2019 Respaldó a Joe Biden (Campaña • Website) inscripción                | [ 61 ] [ 62 ] [ 63 ]        |
| Bill de Blasio      | 8 de mayo de 1961 (64 años) Nueva York, Nueva York      | Alcalde de Nueva York (desde 2014) | Nueva York    | Candidatura anunciada: 16 de mayo de 2019 Campaña suspendida: 20 de septiembre de 2019 Respaldó a Bernie Sanders (Campaña • Website)                                                        | [ 65 ] [ 66 ]               |
| Tim Ryan            | 16 de julio de 1973 (52 años) Niles, Ohio               | Representante por Ohio (desde 2003) | Ohio          | Candidatura anunciada: 4 de abril de 2019 Campaña suspendida: 24 de octubre de 2019 Respaldó a Joe Biden (Campaña • Website)                                                                | [ 68 ] [ 69 ]               |
| Beto O'Rourke       | 26 de septiembre de 1972 (52 años) El Paso, Texas       | Representante por Texas (2013-2019) | Texas         | Candidatura anunciada: 14 de marzo de 2019 Campaña suspendida: 1 de noviembre de 2019 Respaldó a Joe Biden (Campaña • Website)                                                              | [ 71 ] [ 72 ]               |
| Wayne Messam        | 7 de junio de 1974 (51 años) South Bay, Florida         | Alcalde de Miramar, Florida (desde 2015)                                                                                                   | Florida       | Comité formado: 13 de marzo de 2019 Candidatura anunciada: 28 de marzo de 2019 Campaña suspendida: 20 de noviembre de 2019 (Campaña • Website)                                              | [ 73 ] [ 74 ] [ 75 ]        |
| Joe Sestak          | 12 de diciembre de 1951 (73 años) Secane, Pensilvania   | Representante por Pensilvania (2007-2011)                                                                                                  | Pensilvania   | Candidatura anunciada: 22 de junio de 2019 Campaña suspendida: 1 de diciembre de 2019 Respaldó a Amy Klobuchar (Campaña • Website)                                                          | [ 77 ] [ 78 ]               |
| Steve Bullock       | 11 de mayo de 1966 (59 años) Helena, Montana            | Gobernador de Montana (desde 2013) Presidente de la Asociación Nacional de Gobernadores (desde 2018) Fiscal general de Montana (2009-2013) | Montana       | Candidatura anunciada: 14 de mayo de 2019 Campaña suspendida: 2 de diciembre de 2019 (Campaña • Website)                                                                                    | [ 79 ] [ 80 ]               |
| Kamala Harris       | 20 de octubre de 1964 (60 años) Oakland, California     | Senadora por California (desde 2017) Fiscal general de California (2011-2017) Fiscal de Distrito de San Francisco (2004-2011)              | California    | Candidatura anunciada: 21 de enero de 2019 Campaña suspendida: 3 de diciembre de 2019 Respaldó a Joe Biden (Campaña • Website) inscripción                                                  | [ 82 ] [ 83 ]               |
| Julián Castro       | 16 de septiembre de 1974 (50 años) San Antonio, Texas   | Secretario de Vivienda y Desarrollo Urbano (2014-2017) Alcalde de San Antonio, Texas (2009-2014)                                           | Texas         | Candidatura anunciada: 12 de enero de 2019 Campaña suspendida: 2 de enero de 2020 Respaldó a Elizabeth Warren (Campaña • Website) inscripción                                               | [ 85 ] [ 86 ]               |
| Marianne Williamson | 9 de julio de 1952 (73 años) Houston, Texas             | Escritora y activista Fundadora de Project Angel Food Cofundadora de Peace Alliance                                                        | California    | Comité formado: 15 de diciembre de 2018 Candidatura anunciada: 28 de enero de 2019 Campaña suspendida: 10 de enero de 2020 Respaldó a Bernie Sanders (Campaña • Website)                    | [ 88 ] [ 89 ]               |
| Cory Booker         | 27 de abril de 1969 (56 años) Washington D. C.          | Senador por Nueva Jersey (desde 2013) Alcalde de Newark, Nueva Jersey (2006-2013)                                                          | Nueva Jersey  | Candidatura anunciada: 1 de febrero de 2019 Campaña suspendida: 13 de enero de 2020 Respaldó a Joe Biden (Campaña • Website)                                                                | [ 91 ] [ 92 ]               |
| John Delaney        | 16 de abril de 1963 (62 años) Wood-Ridge, New Jersey    | Representante por Maryland (2013-2019) | Maryland      | Candidatura anunciada: 28 de julio de 2017 Campaña suspendida: 31 de enero de 2020 Respaldó a Joe Biden (Campaña • Website Archivado el 29 de mayo de 2018 en Wayback Machine.) inscripción | [ 94 ] [ 95 ]               |

### Rehusó ser candidato
- Stacey Abrams, representante estatal de Georgia[96][97]

- Michael Avenatti, abogado de California[98]

- Tammy Baldwin, senadora por Wisconsin (desde 2013)[99]

- Jerry Brown, gobernador de California (1975-1983; 2011-2019)[100]

- Sherrod Brown, senador por Ohio (desde 2007); representante por el 13.º distrito congresional de Ohio[101]

- Jimmy Carter, Presidente de los Estados Unidos (1977-1981); gobernador de Georgia (1971-1975)[102]

- Bob Casey Jr., senador por Pensilvania (desde 2007)[103] (respaldó a Biden)

- Hillary Clinton, candidata demócrata a la presidencia en 2016; secretaria de Estado de EE. UU. 2009-2013; senadora por Nueva York 2001-2009 y ex primera dama 1993-2001.[104][105][106][107][108]

- Roy Cooper,  gobernador de Carolina del Norte (desde 2017)[109]

- Andrew Cuomo, gobernador de Nueva York (desde 2011); Secretario de Vivienda y Desarrollo Urbano de los Estados Unidos (1997-2001)[110] (respaldó a Biden)

- Rahm Emanuel, alcalde de Chicago (2011-2019); Jefe de Gabinete de la Casa Blanca (2009-2010); Consejero superior del presidente de los Estados Unidos (1993-1998)[111]

- Al Franken, senador por Minnesota (2009-2018)[112]

- Eric Garcetti, alcalde de Los Ángeles, California (desde 2013)[113]

- Andrew Gillum, alcalde de Tallahassee, Florida (2014-2018)[114]

- Al Gore, Vicepresidente de los Estados Unidos (1993-2001); senador por Tennessee (1985-1993); represente por Tennessee (1977-1985); candidato demócrata a presidente de los Estados Unidos en 2000[115]

- Luis Gutiérrez, representante por Illinois (1993-2019)[116]

- Eric Holder, Fiscal general de los Estados Unidos (2009-2015)[117][118][107]

- Tim Kaine, senador por Virginia (desde 2013); gobernador de Virginia (2006-2010); candidato demócrata a Vicepresidente en 2016; presidente del Comité Nacional Demócrata (2009-2011)[119]

- Joe Kennedy III, representante por Massachusetts[120] (respaldó a Warren)[121]

- John Kerry, secretario de Estado de EE . UU. 2013-2017; senador por Massachusetts (1985-2013); candidato demócrata a la presidencia en 2004[122][123]

- Mitch Landrieu, alcalde de Nueva Orleans (2010-2018); vicegobernador de Luisiana (2004-2010)[124]

- Terry McAuliffe, gobernador de Virginia (2014-2018); presidente del Comité Nacional Demócrata (2001-2005)[125]

- Jeff Merkley, senador por Oregón (desde 2009)[126]

- Chris Murphy, senador por Connecticut (desde 2013)[127]

- Phil Murphy, gobernador de Nueva Jersey (desde 2018)[128] (respaldó a Booker)[129]

- Gavin Newsom, gobernador de California (desde 2019)[130] (respaldó a Harris)

- Michelle Obama, Primera dama de los Estados Unidos (2009-2017)[131]

- Martin O'Malley, gobernador de Maryland (2007-2015); alcalde de Baltimore (1999-2007); candidato a presidente en 2016[132] (respaldó a O'Rourke)[133]

- Joe Sanberg, emprendedor e inversionista de California[134]

- Joe Scarborough, conductor de televisión; representante republicano por Florida (1995-2001)[135]

- Adam Schiff, representante por California (desde 2001)[136]

- Howard Schultz, ex-CEO de Starbucks (1986-2000; 2008-2017) de Washington[137] (puede contender como independiente)[138]

- Jon Tester, senador por Montana (desde 2007)[139] (respaldó a Bullock)[140]

- Maxine Waters, representante California (desde 1991)[141][142]

- Oprah Winfrey, periodista, presentadora de televisión, productora, actriz, empresaria, filántropa y crítica de libros de California[143]

- Mark Zuckerberg, empresario y programador de California[144]

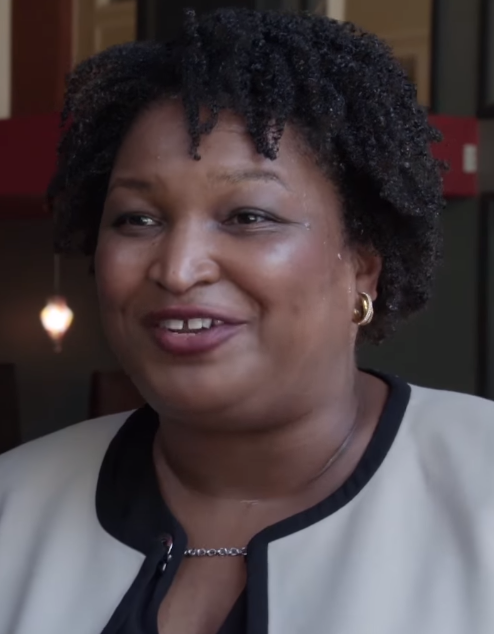
Representante Stacey Abrams de Georgia
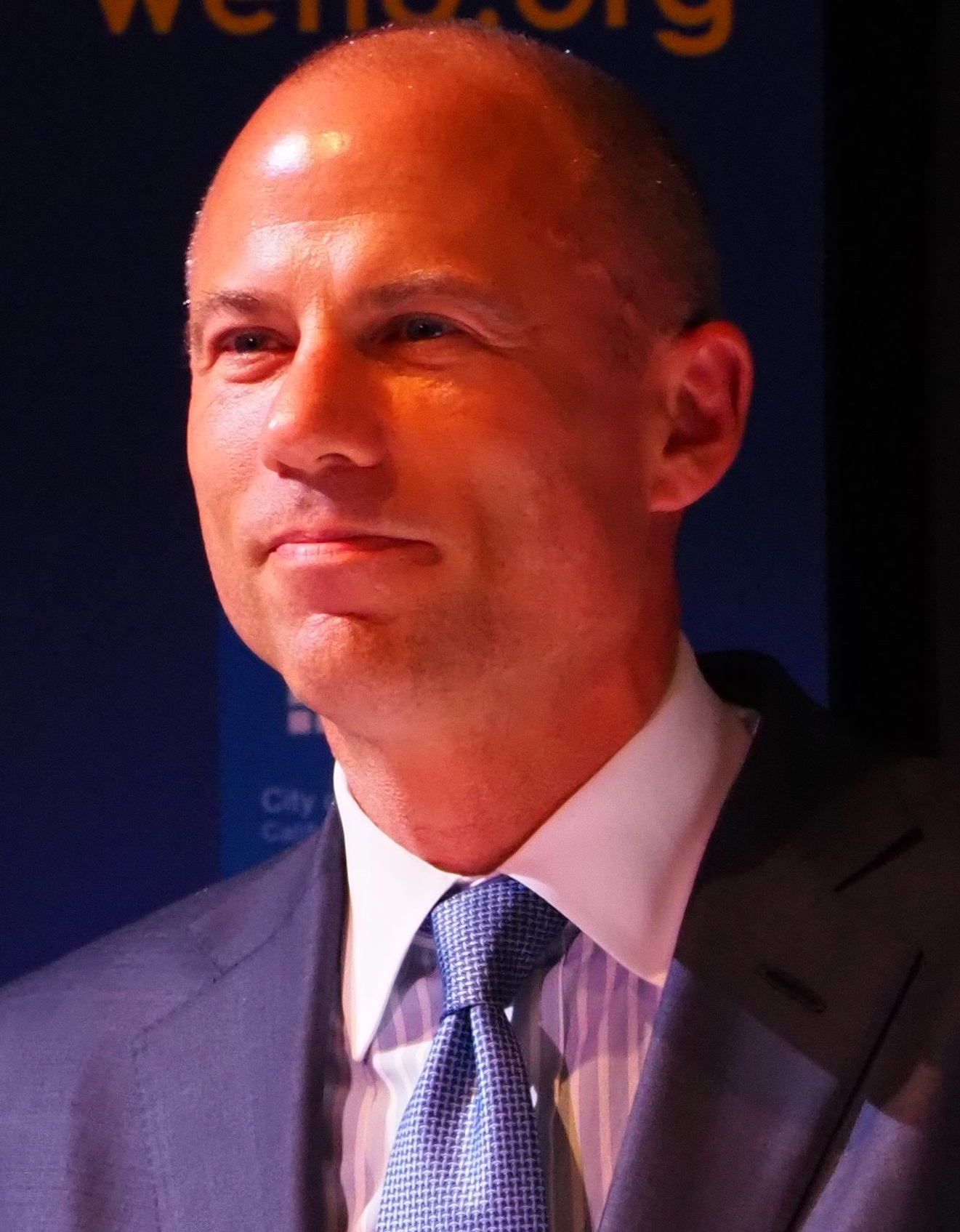
Abogado Michael Avenatti de California
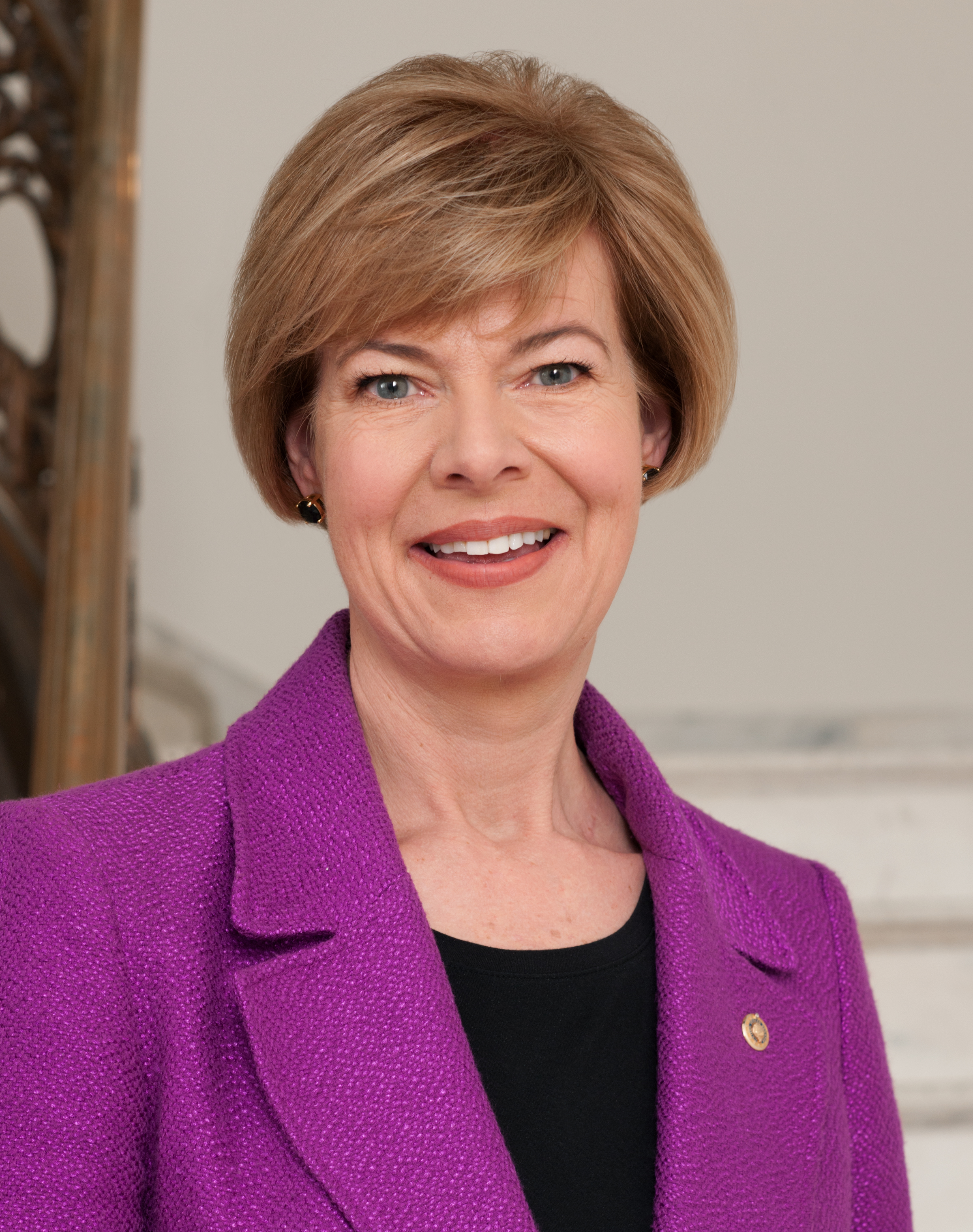
Senadora Tammy Baldwin de Wisconsin
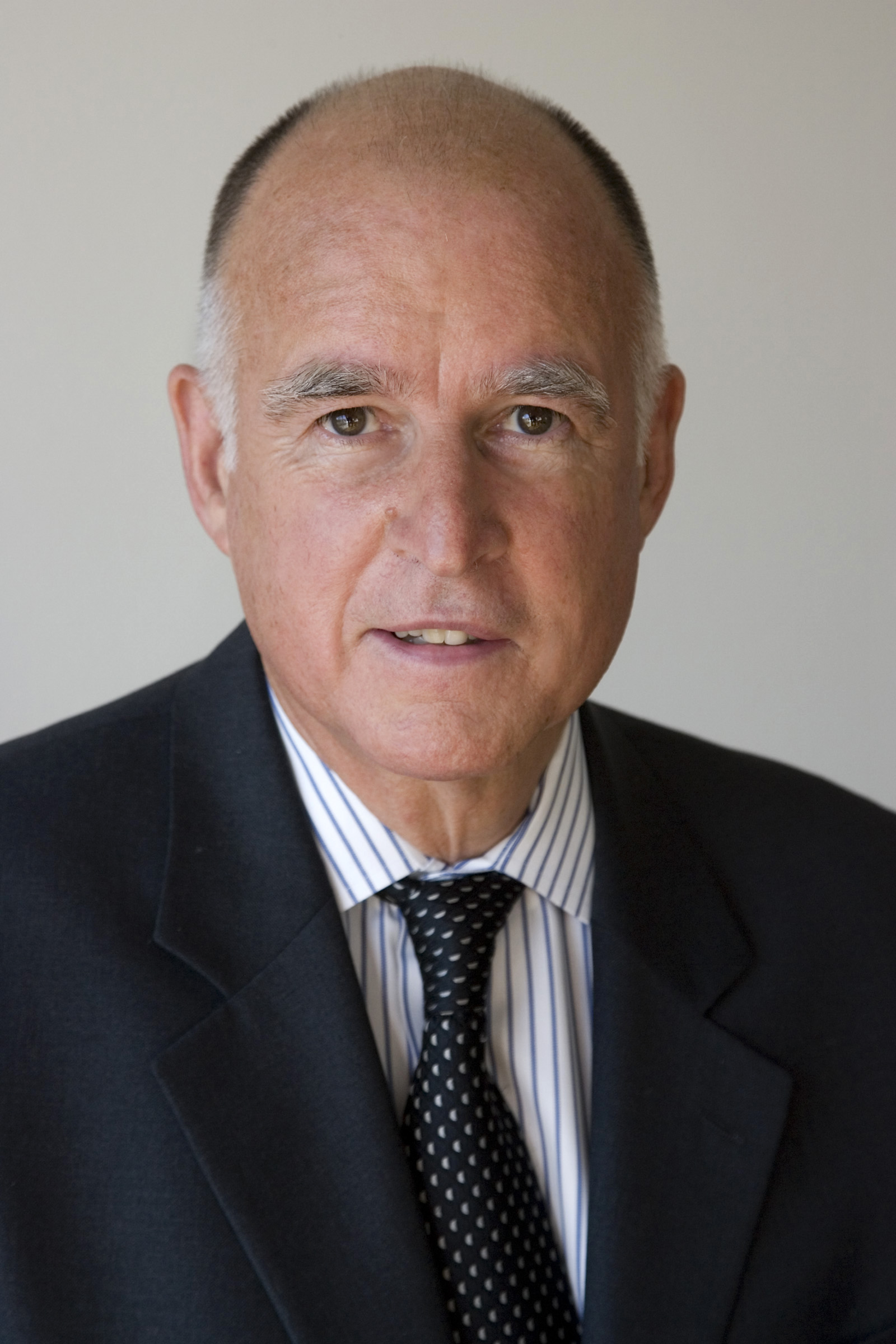
Gobernador Jerry Brown de California
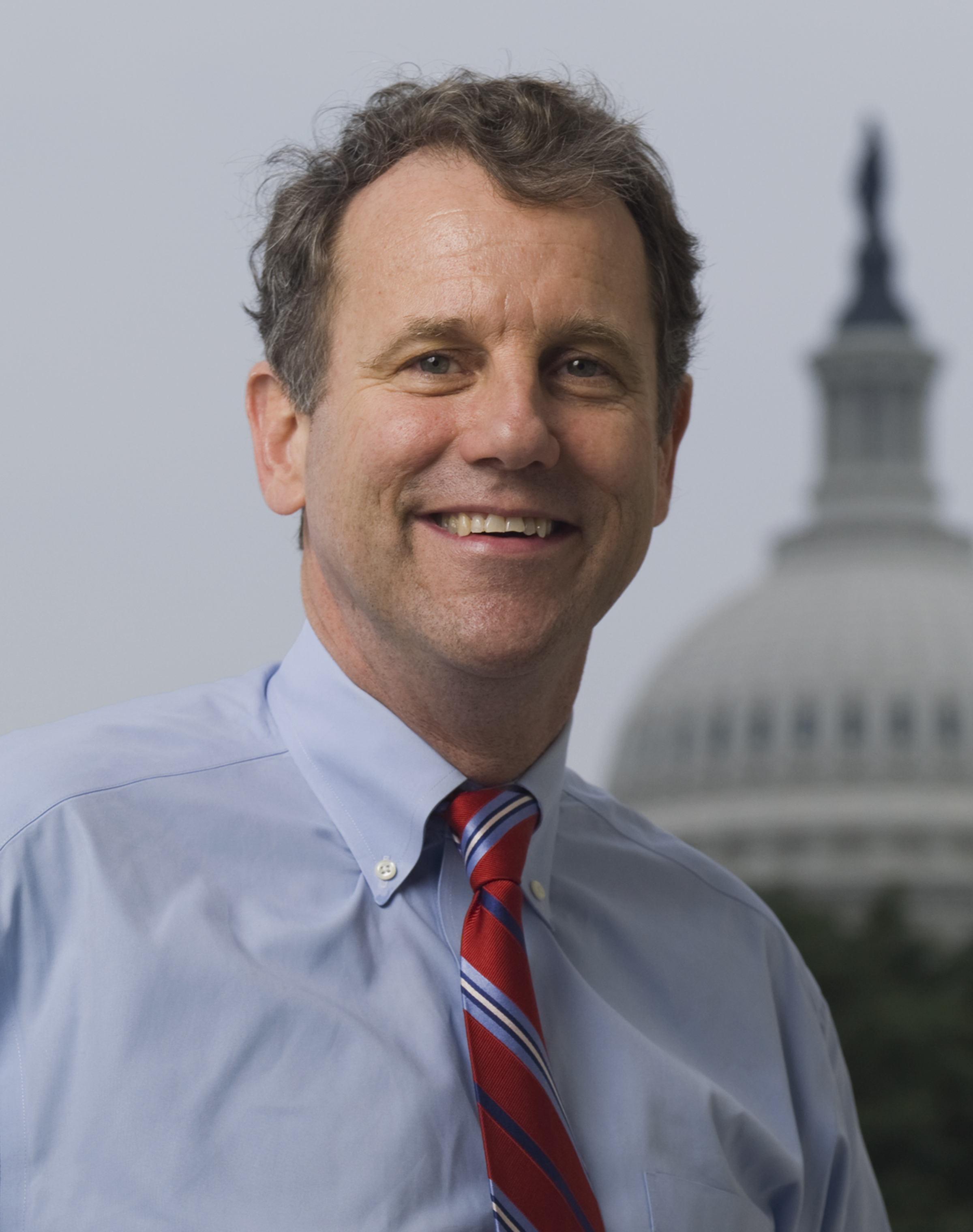
Senador Sherrod Brown de Ohio
Presidente Jimmy Carter de Georgia
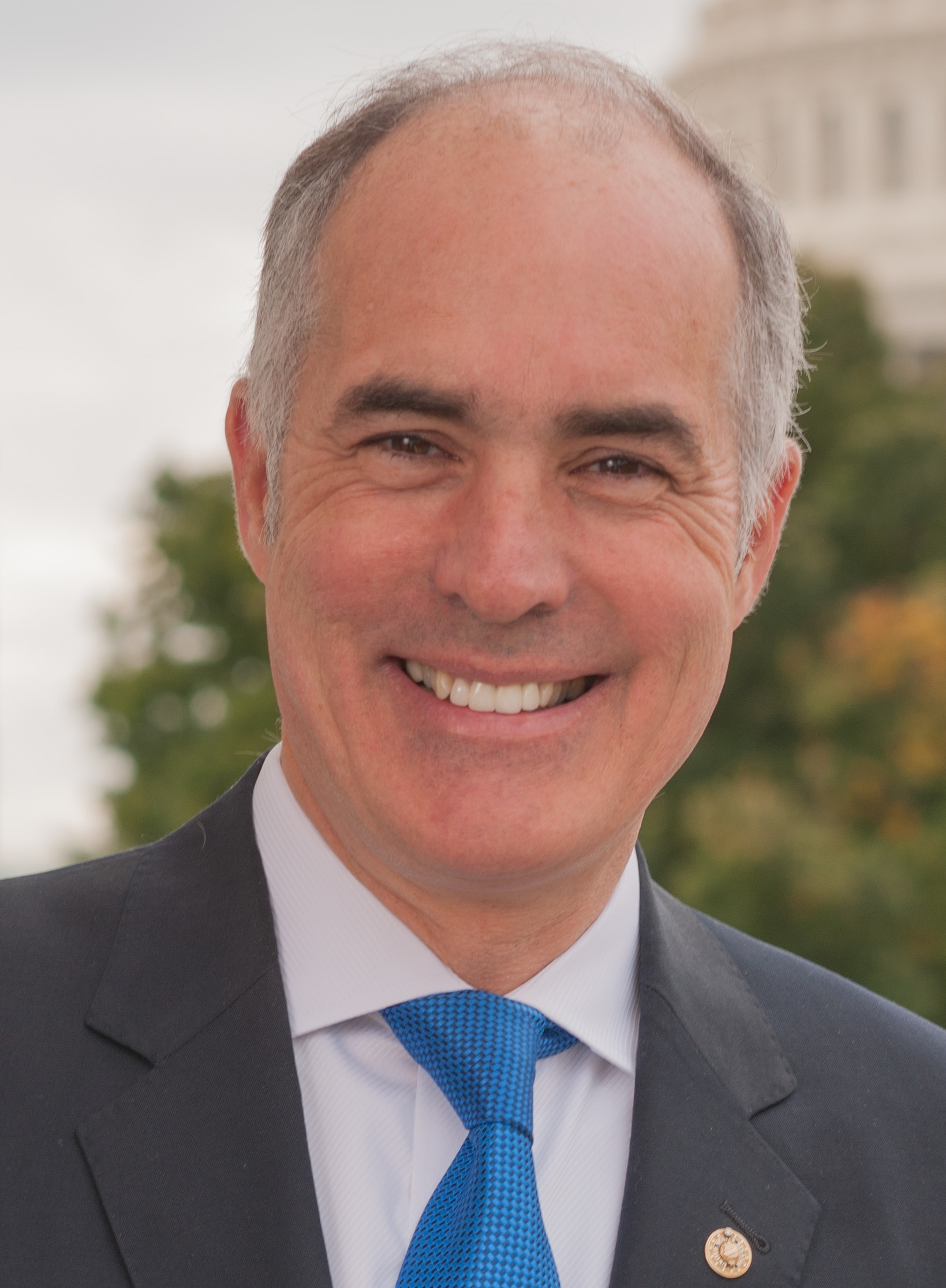
Senador Bob Casey Jr. de Pensilvania
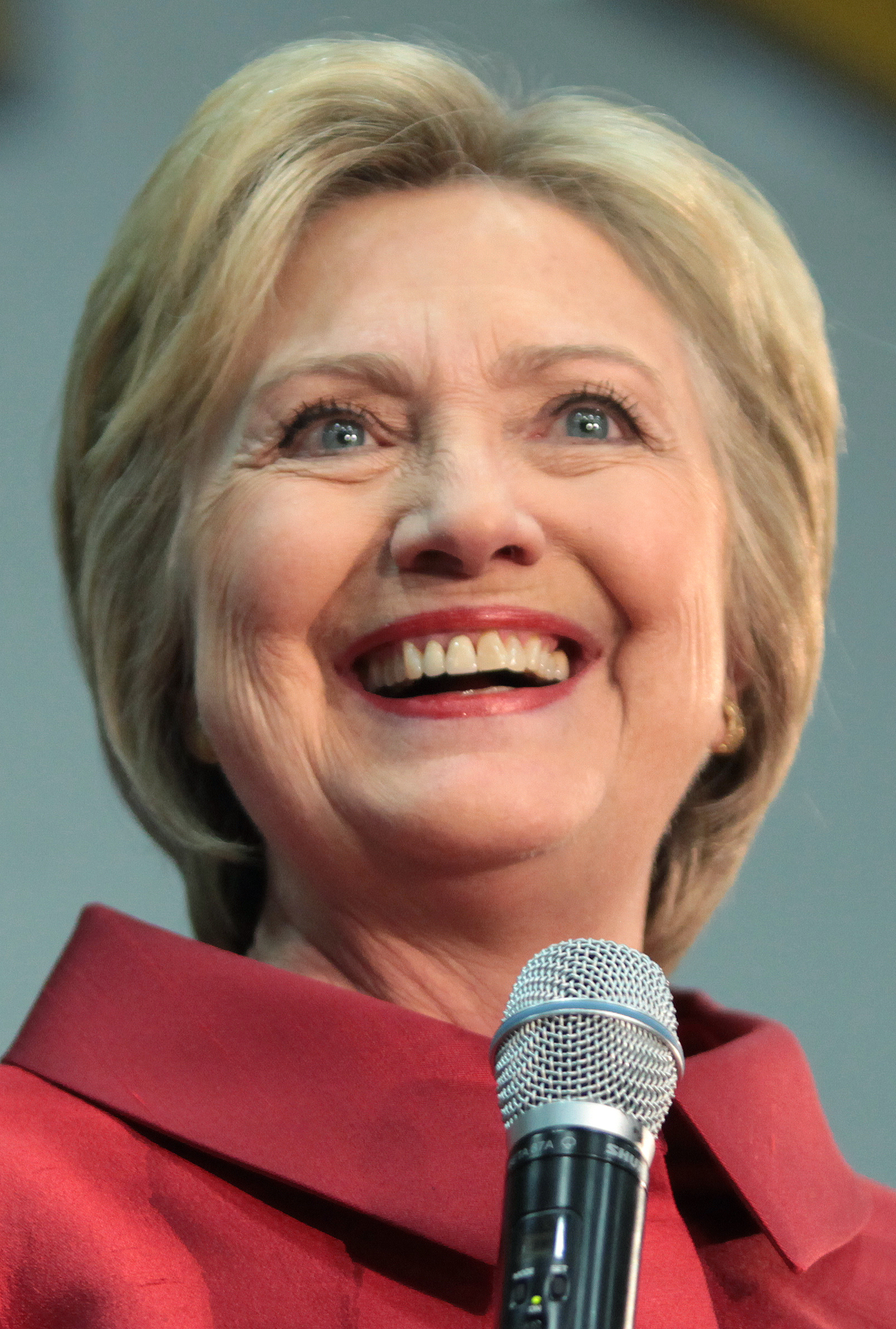
Secretaria Hillary Clinton de Nueva York
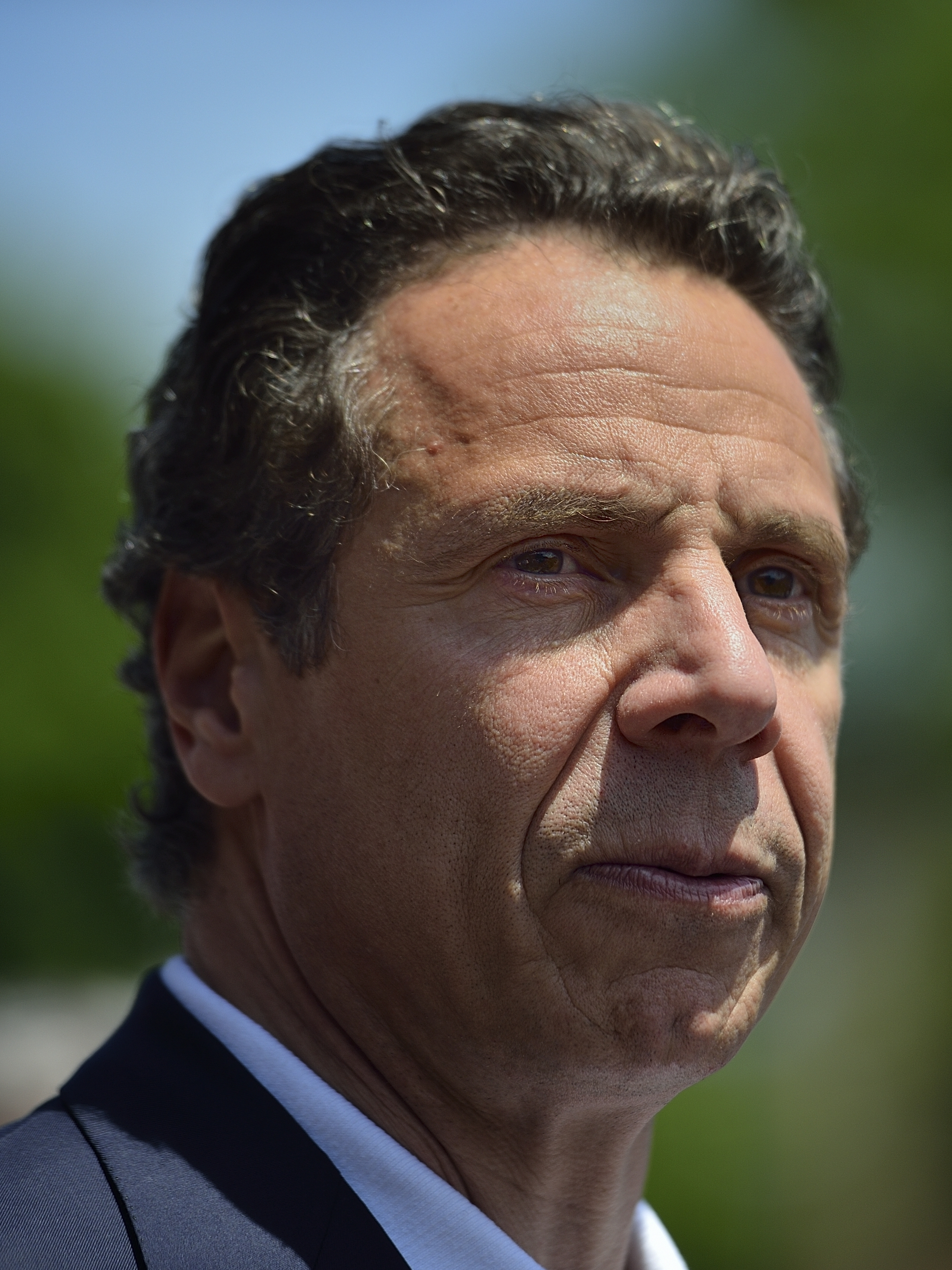
Gobernador Andrew Cuomo de Nueva York
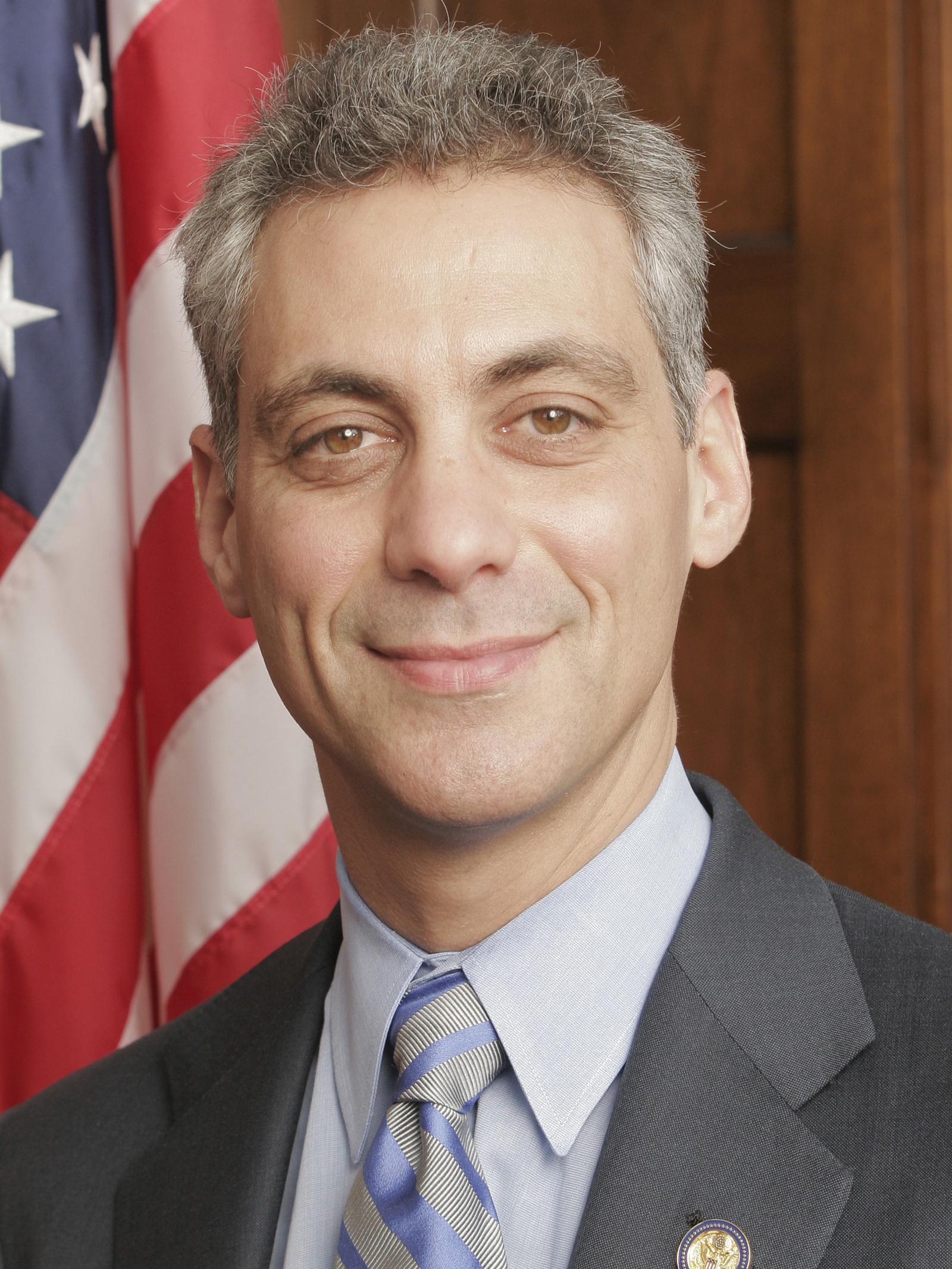
Alcalde Rahm Emanuel de Illinois
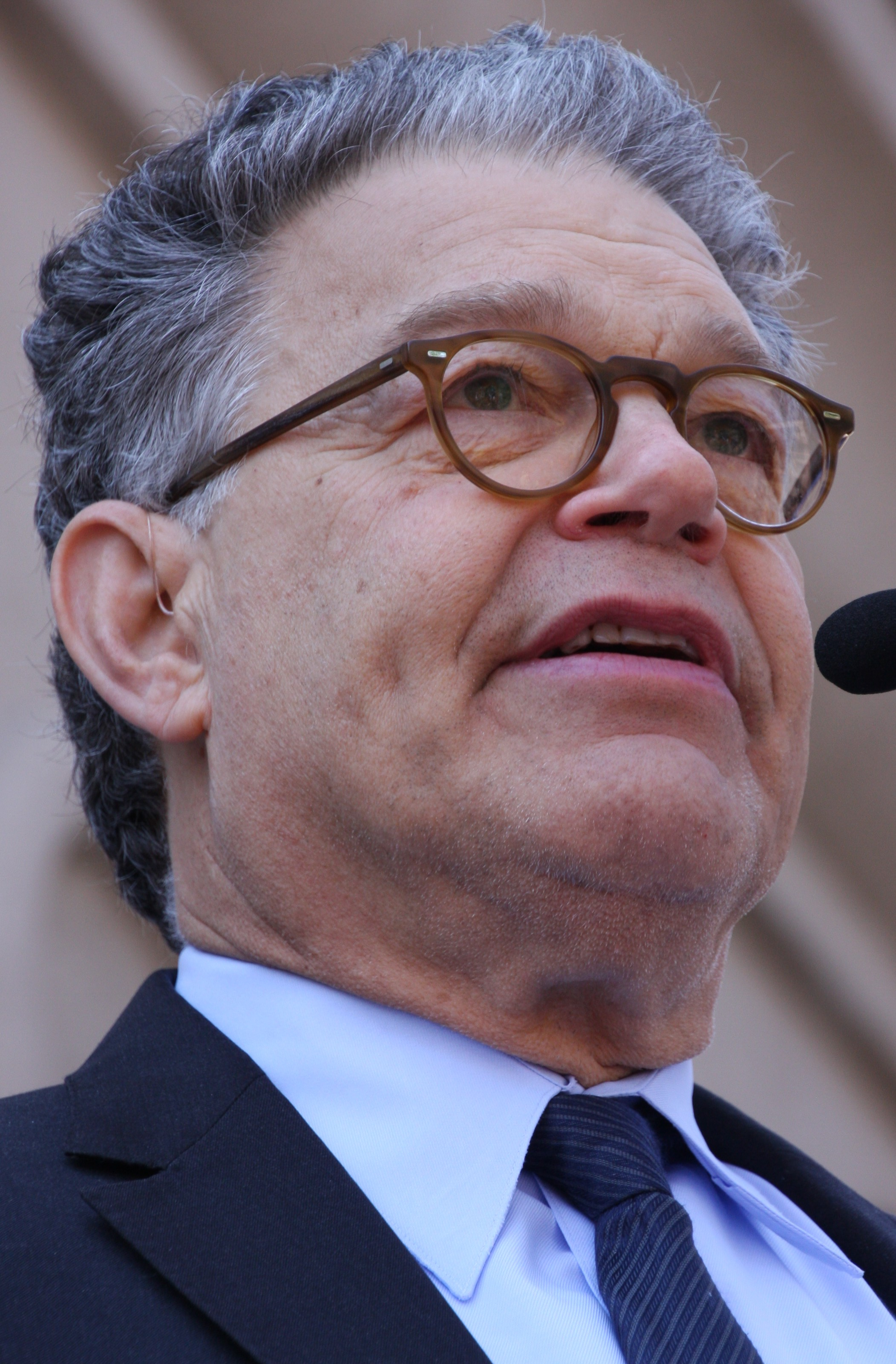
Senador Al Franken de Minnesota
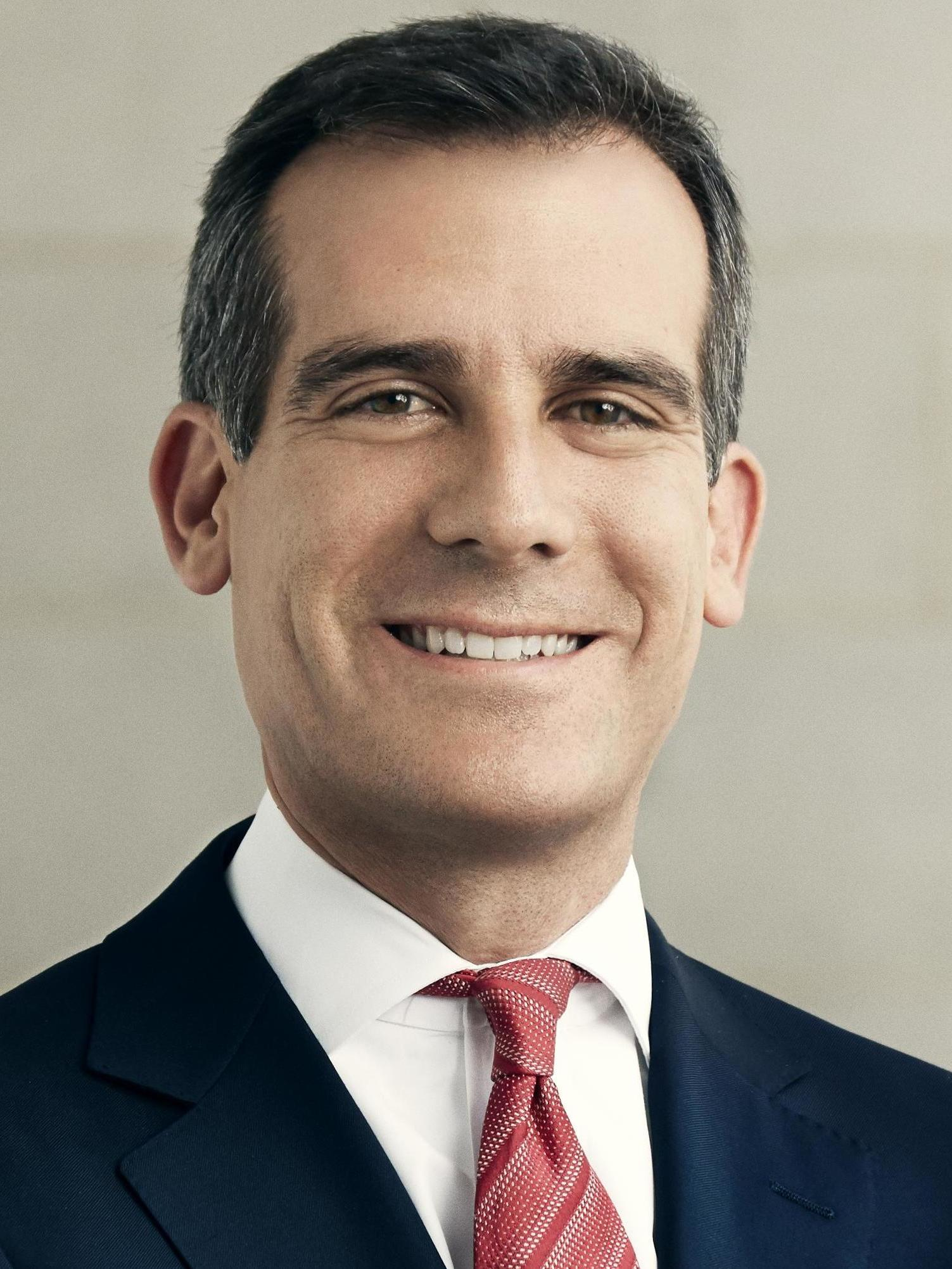
Alcalde Eric Garcetti de California
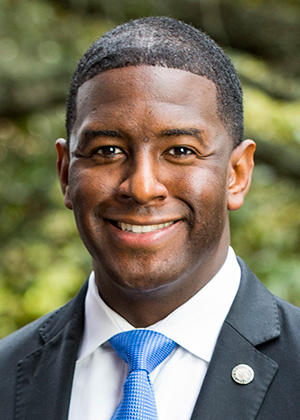
Alcalde Andrew Gillum de Florida
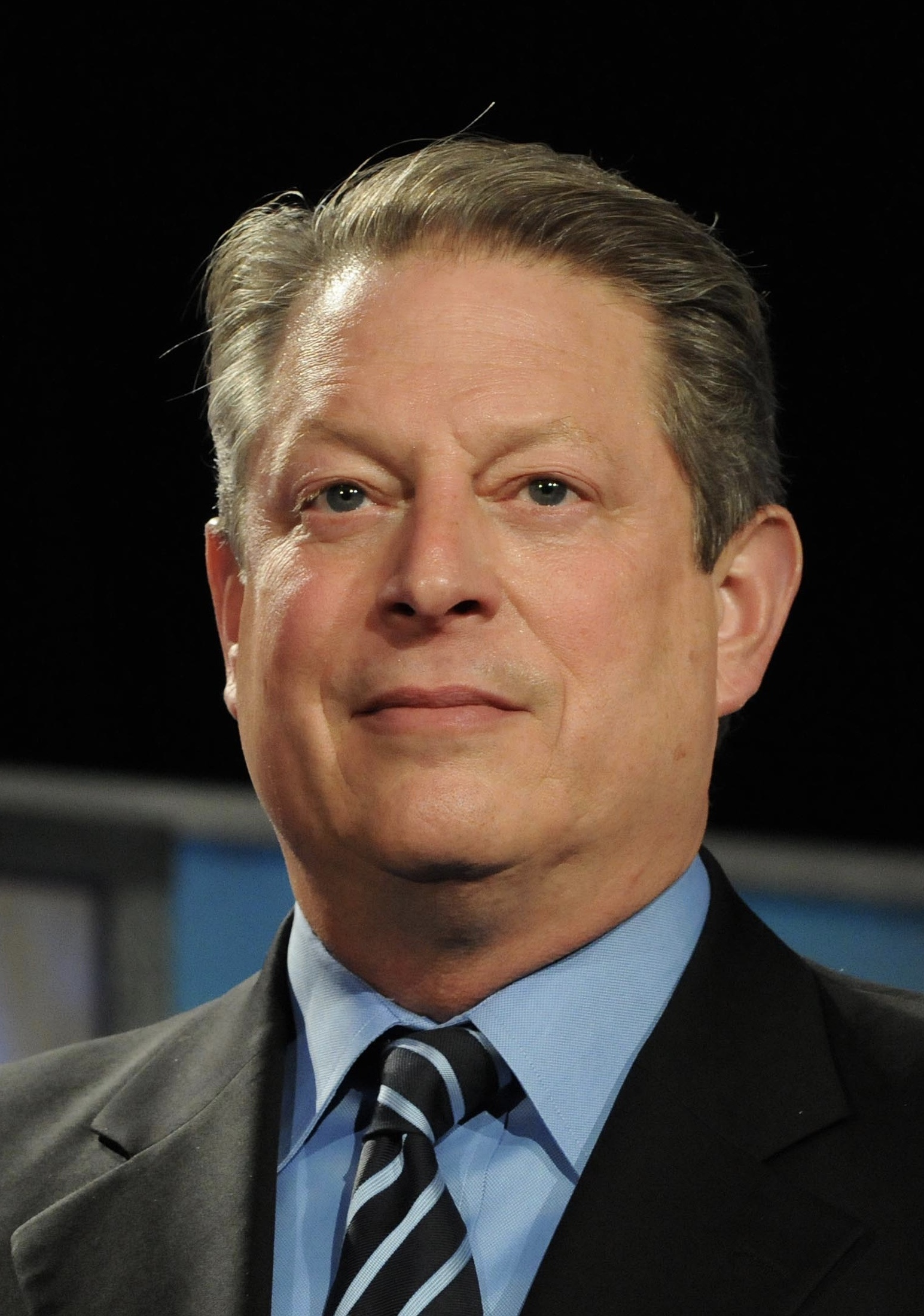
Vicepresidente Al Gore de Tennessee
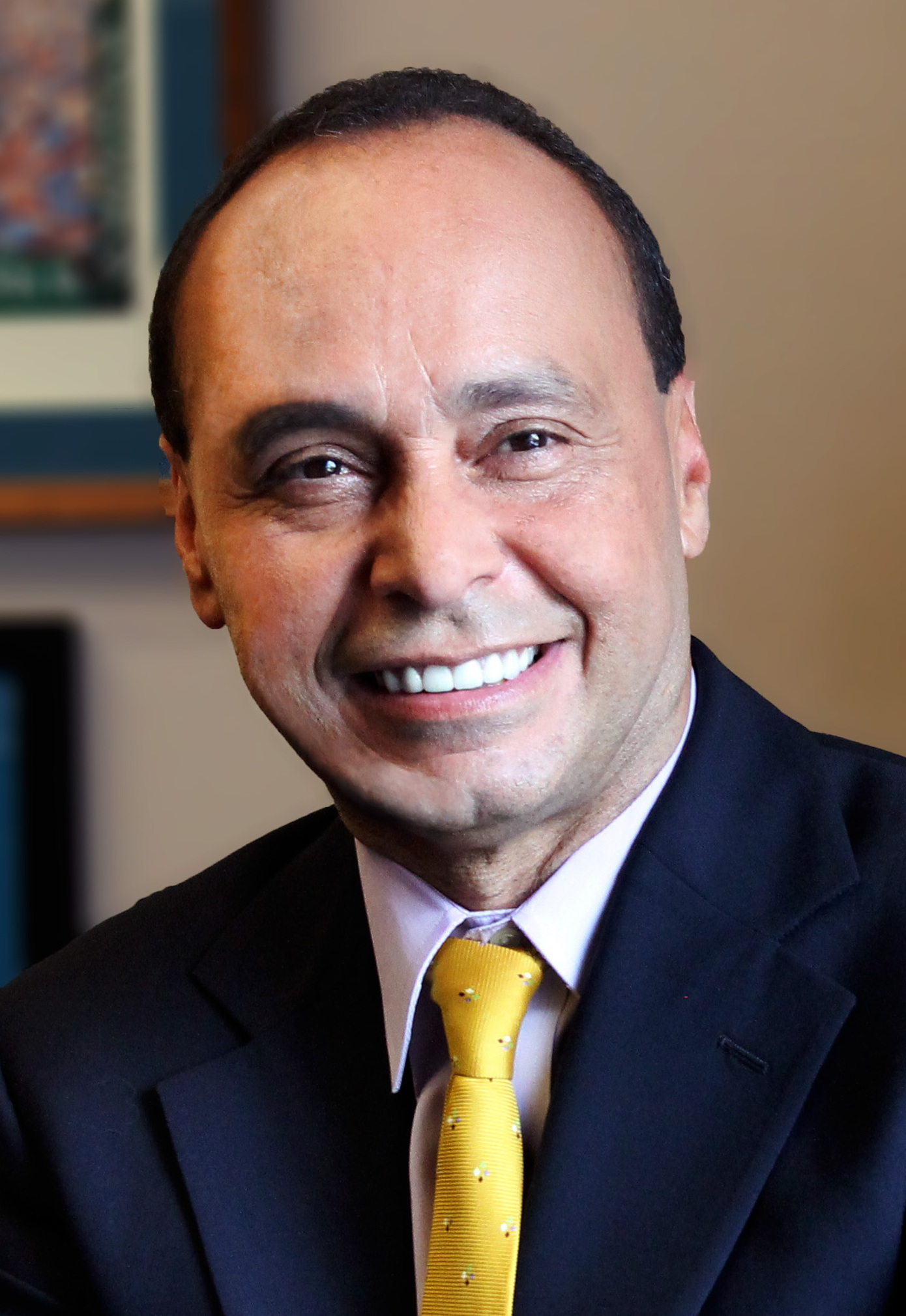
Representante Luis Gutiérrez de Illinois
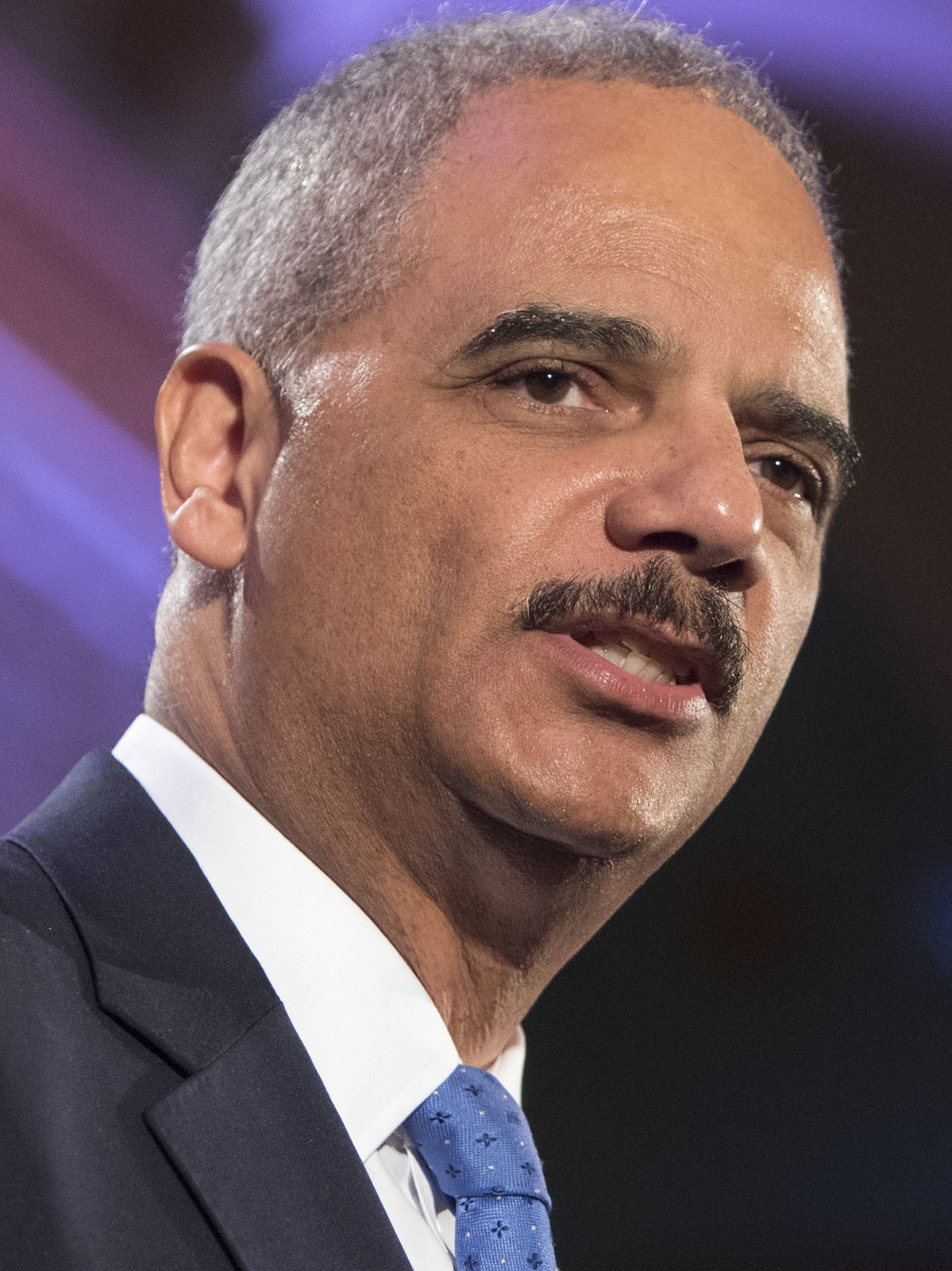
Fiscal Eric Holder del Distrito de Columbia
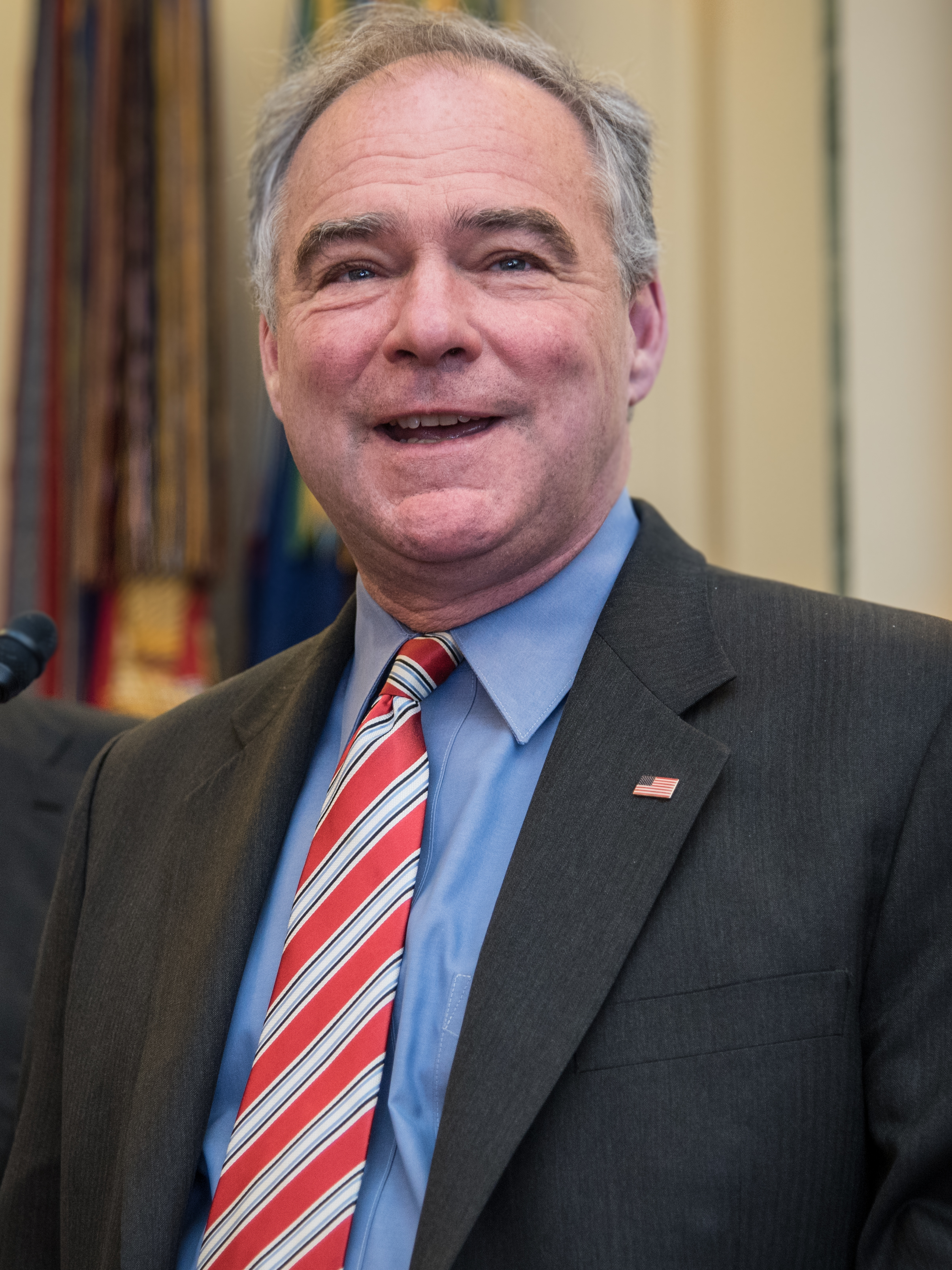
Senador Tim Kaine de Virginia
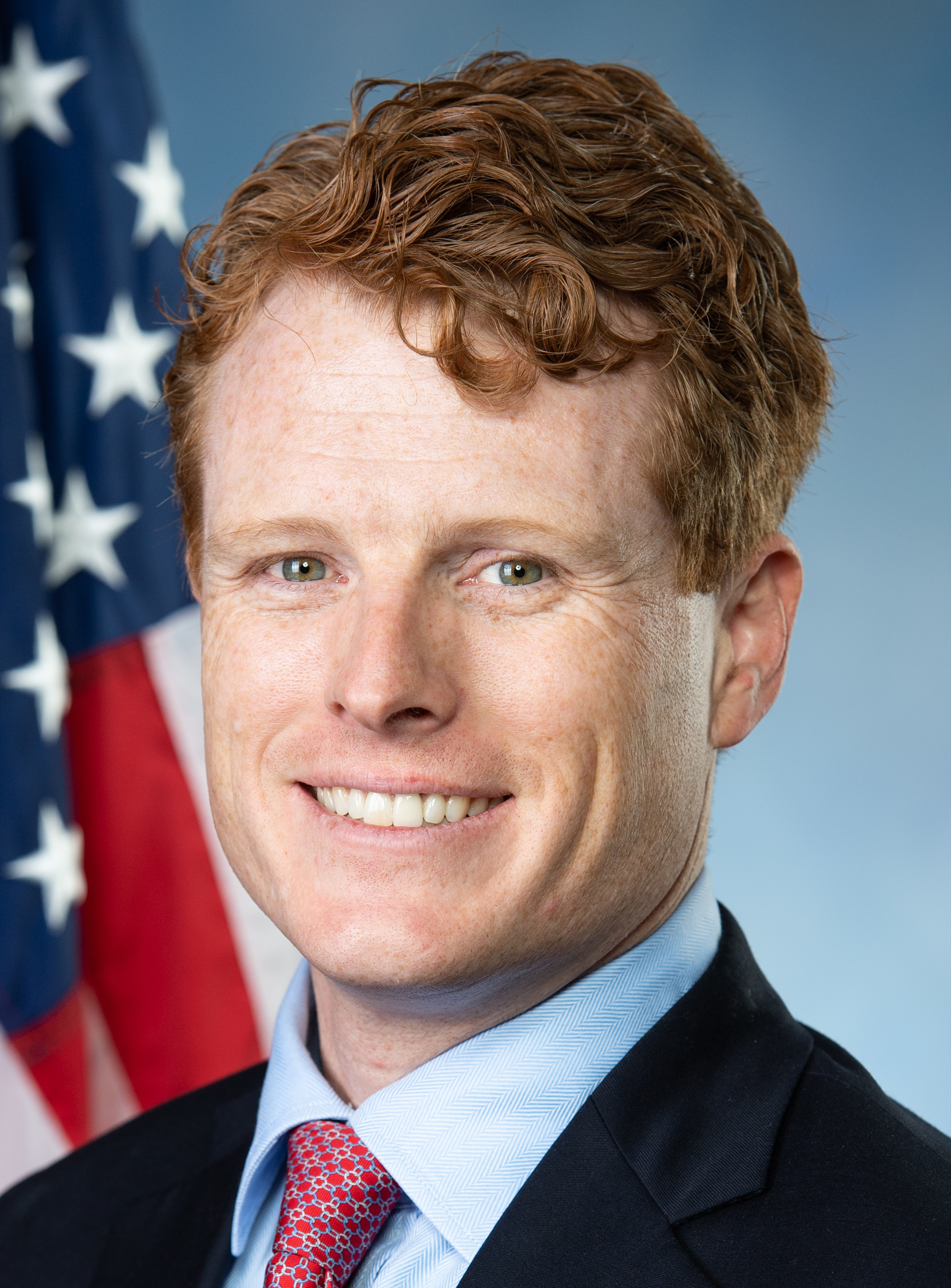
Representante Joe Kennedy III de Massachusetts
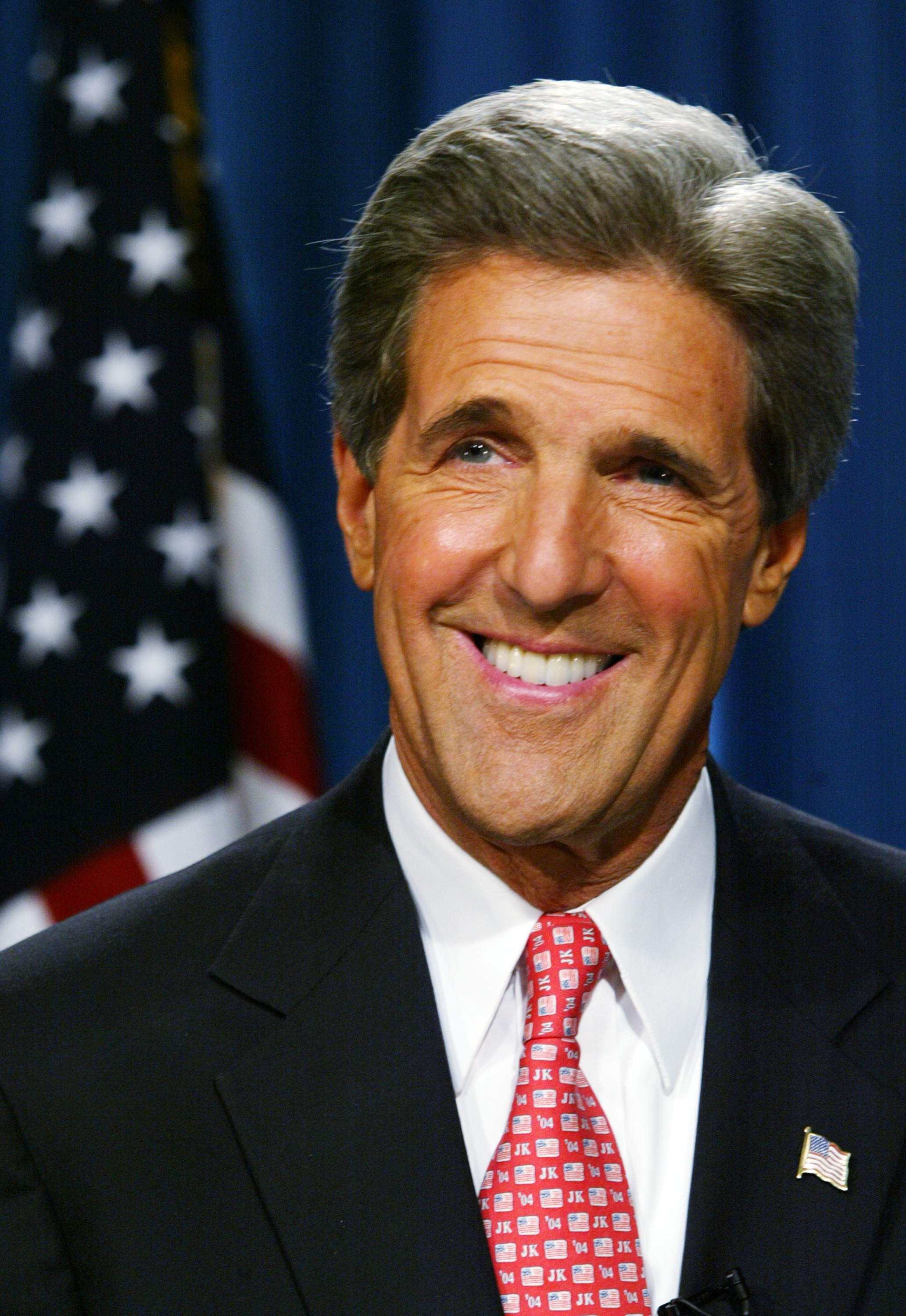
Secretario John Kerry de Massachusetts
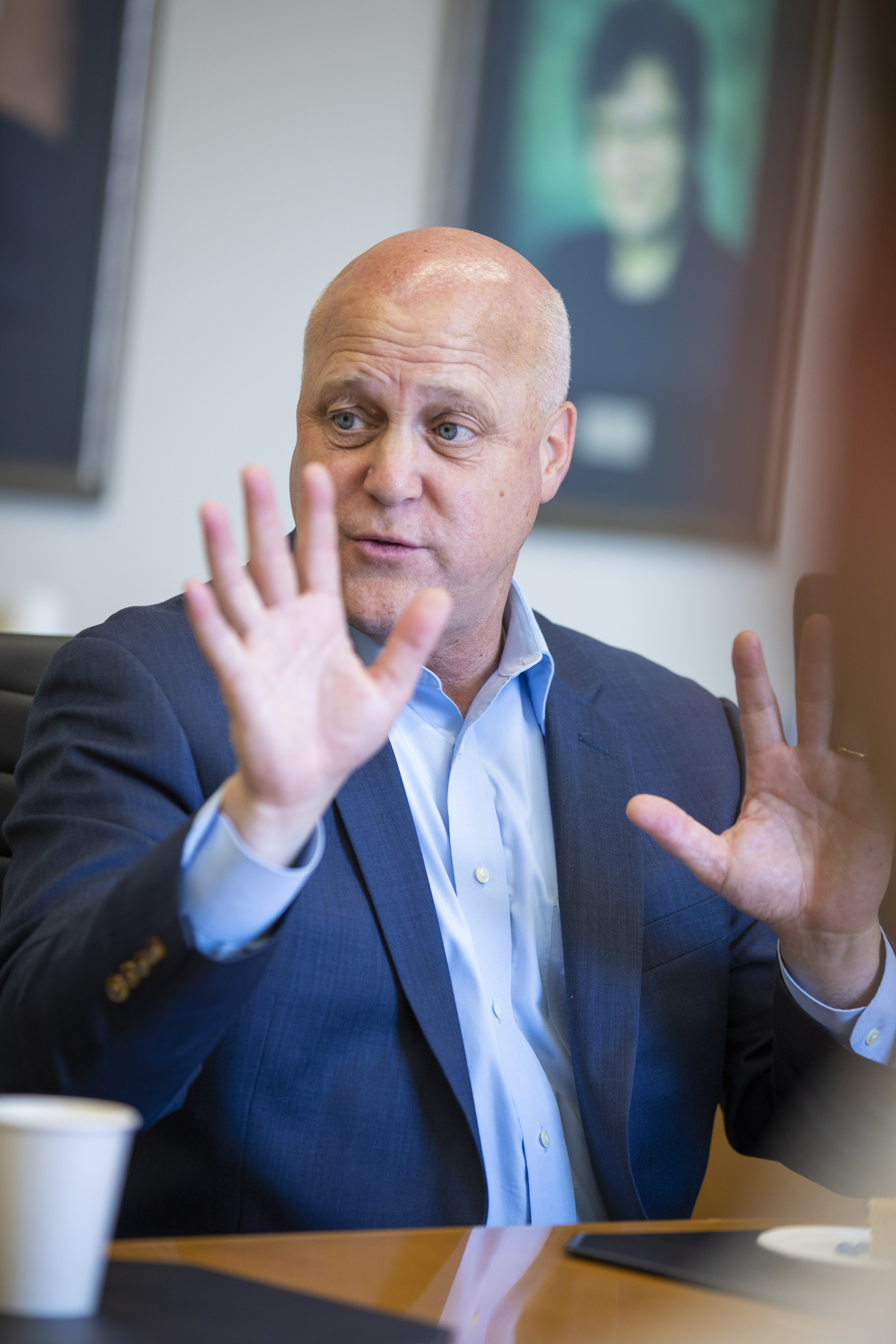
Alcalde Mitch Landrieu de Luisiana
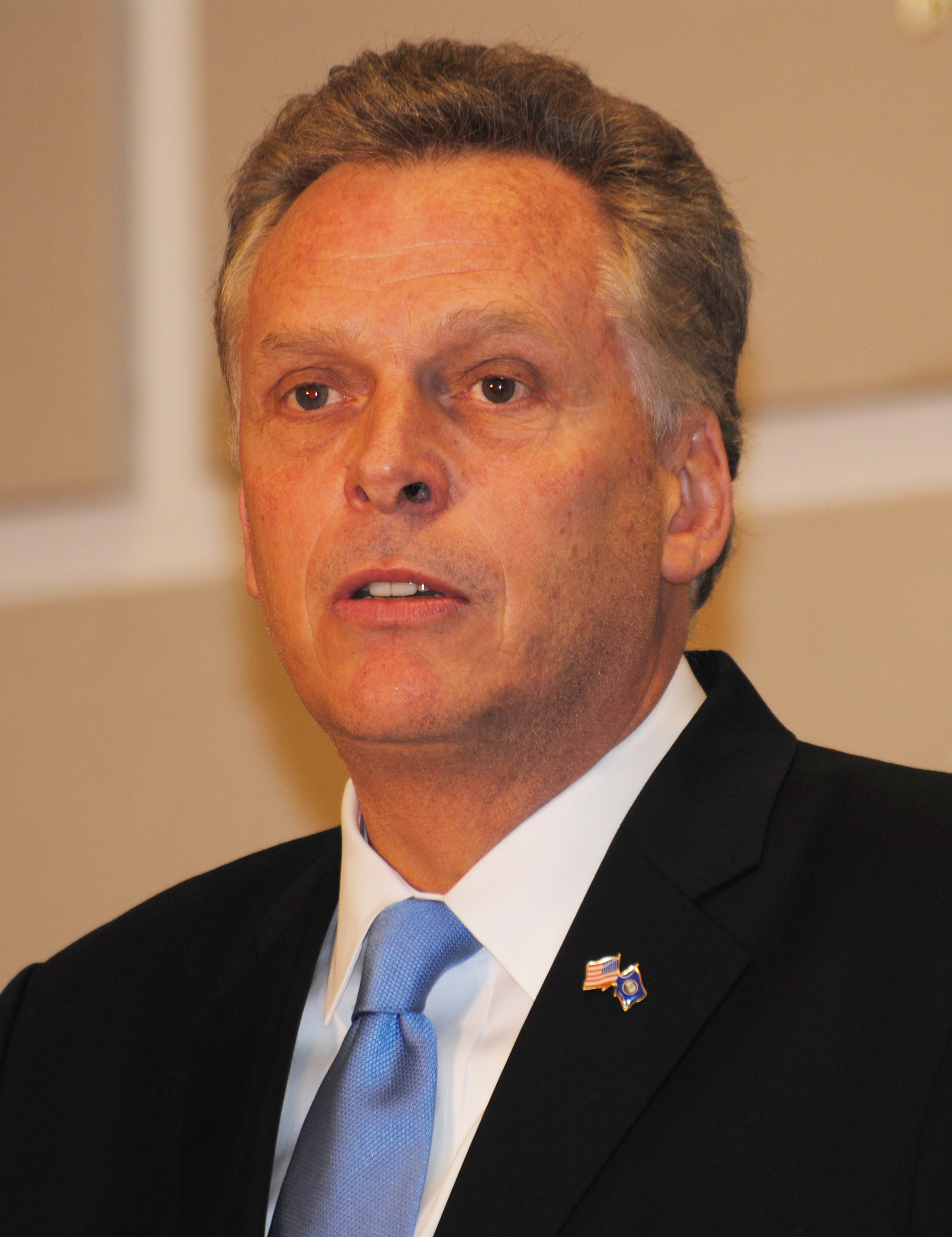
Gobernador Terry McAuliffe de Virginia
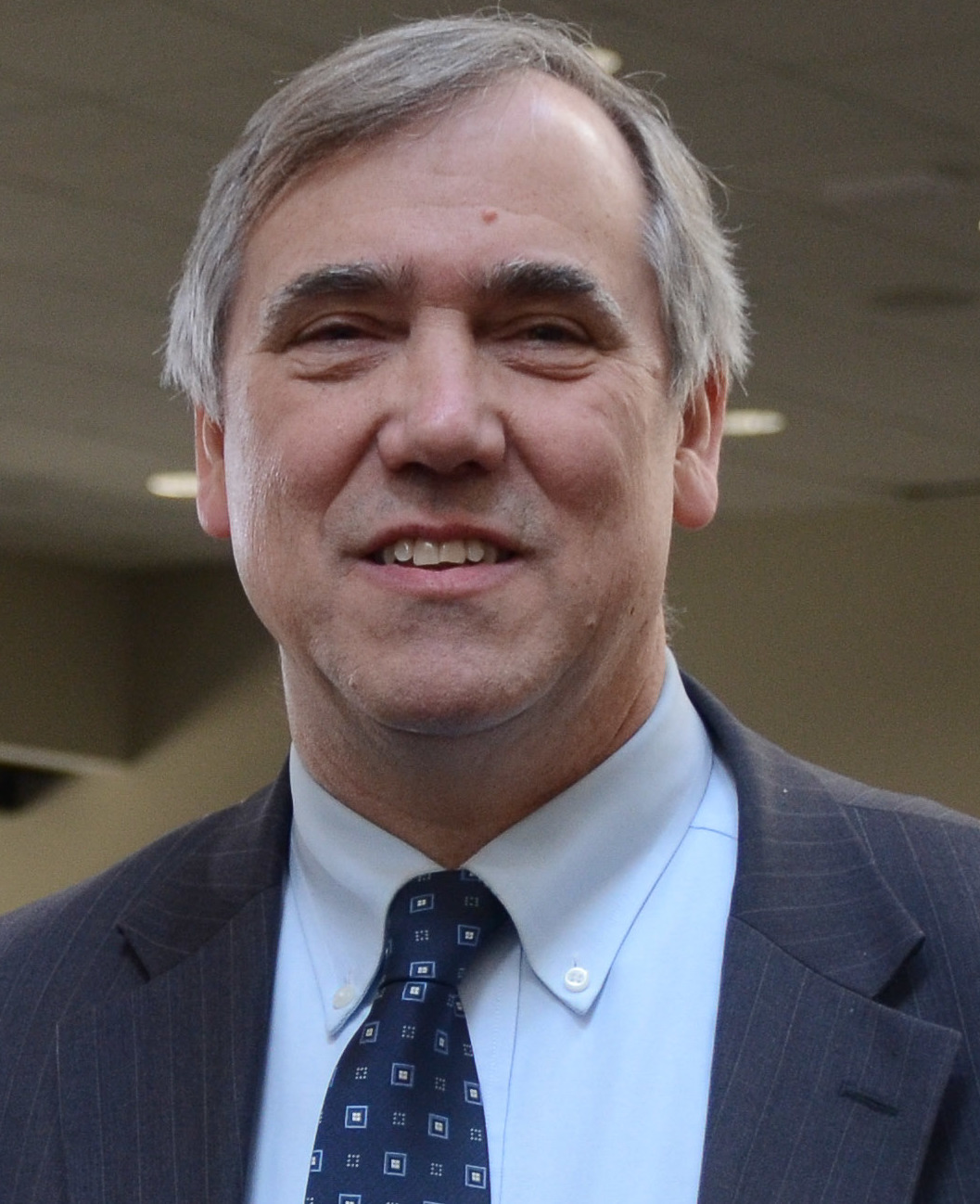
Senador Jeff Merkley de Oregón
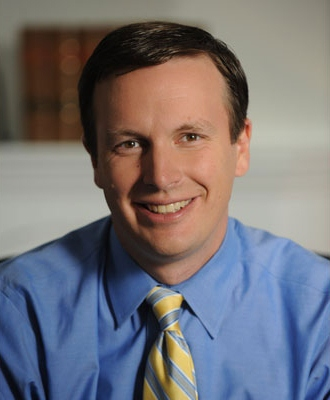
Senador Chris Murphy de Connecticut
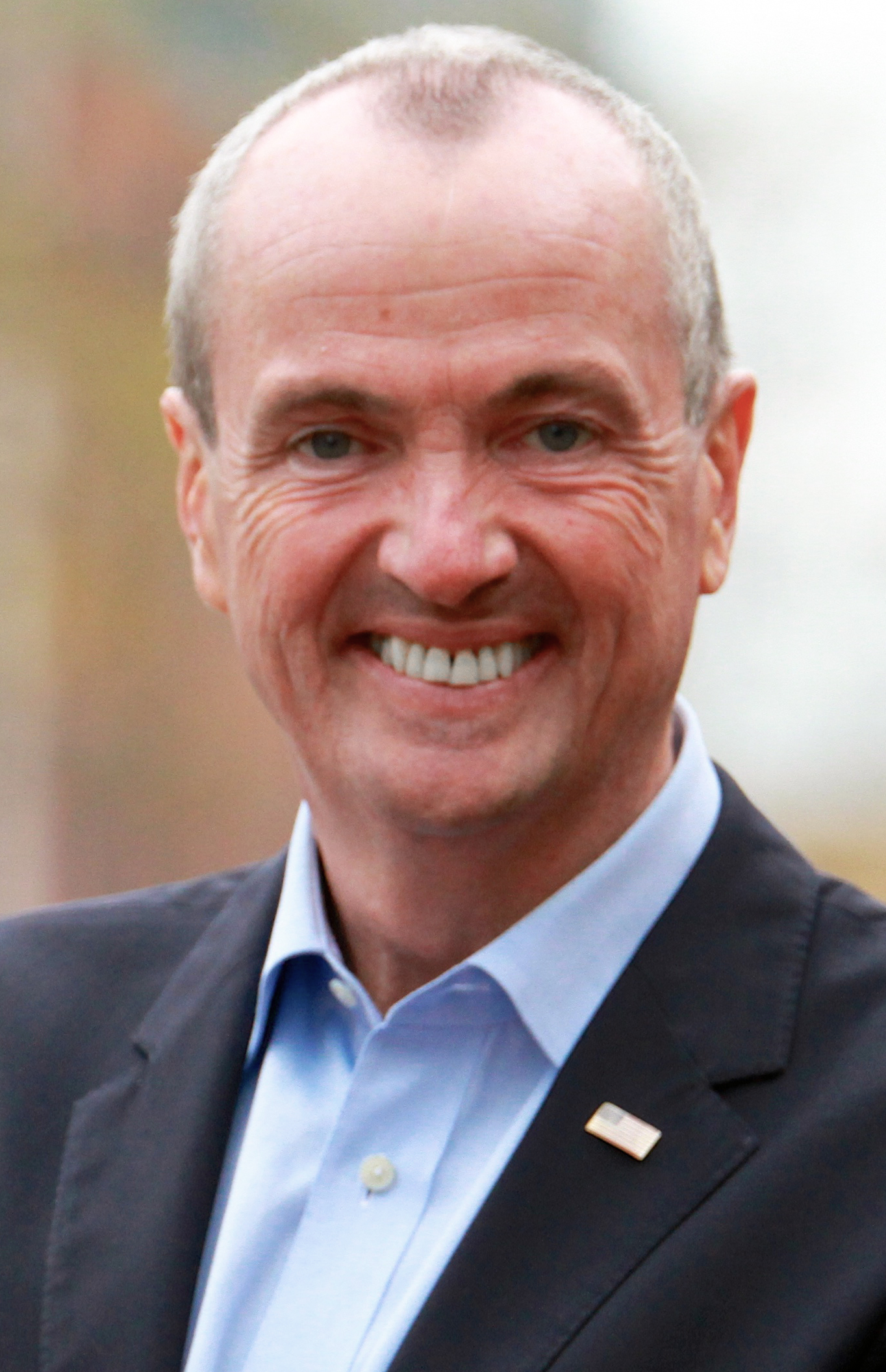
Senador Phil Murphy de Nueva Jersey
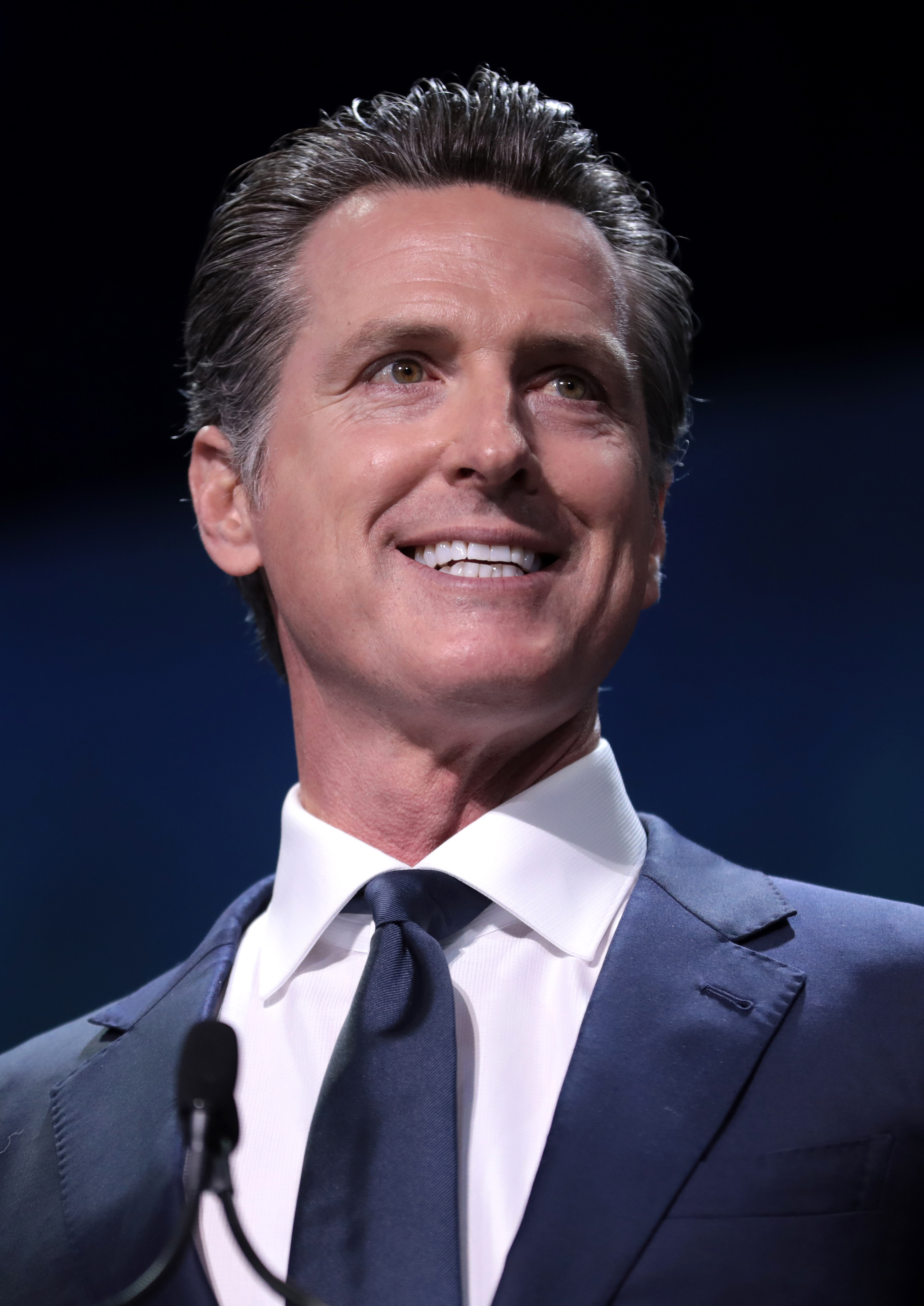
Gobernador Gavin Newsom de California
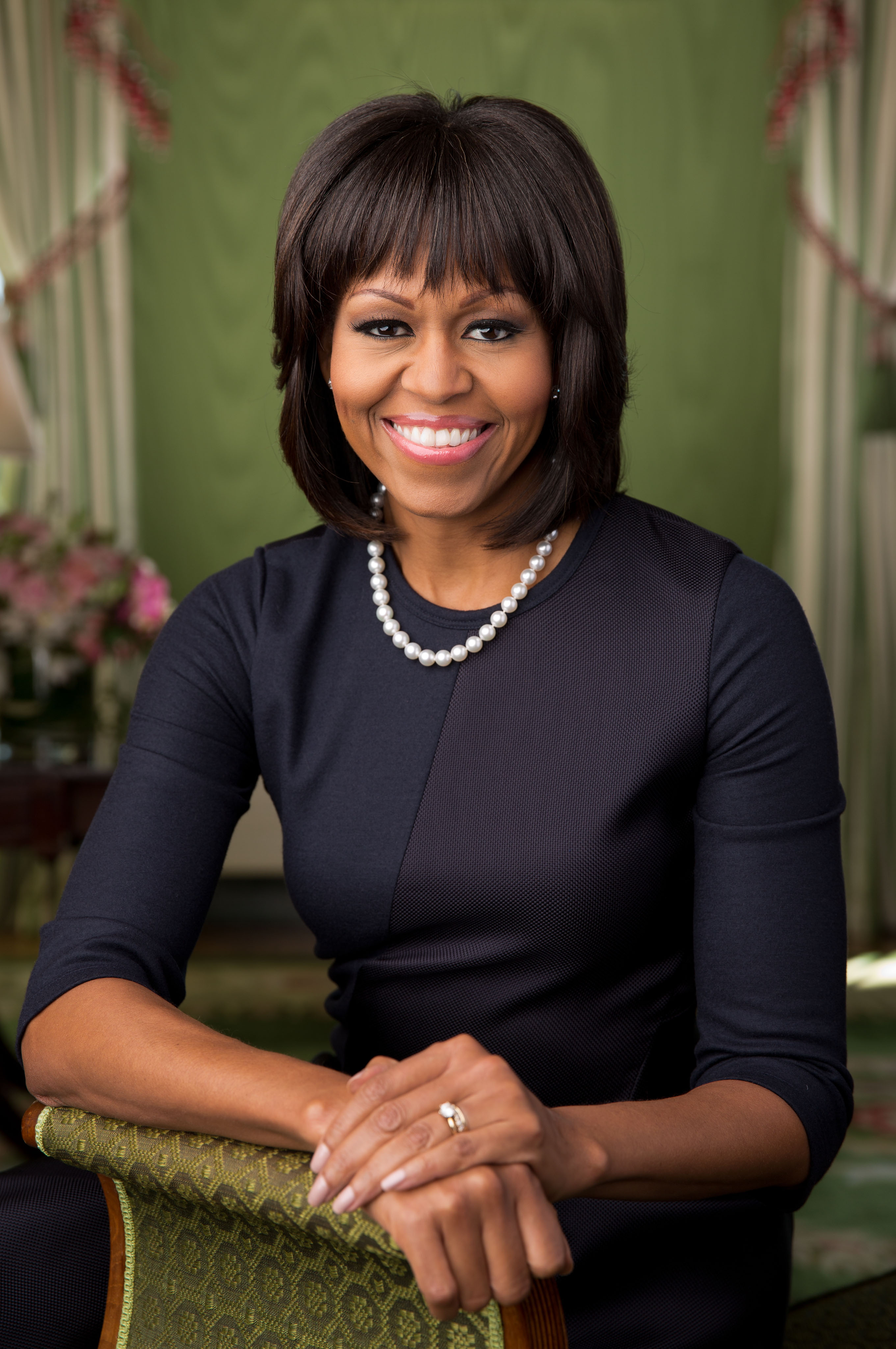
Primera dama Michelle Obama de Illinois
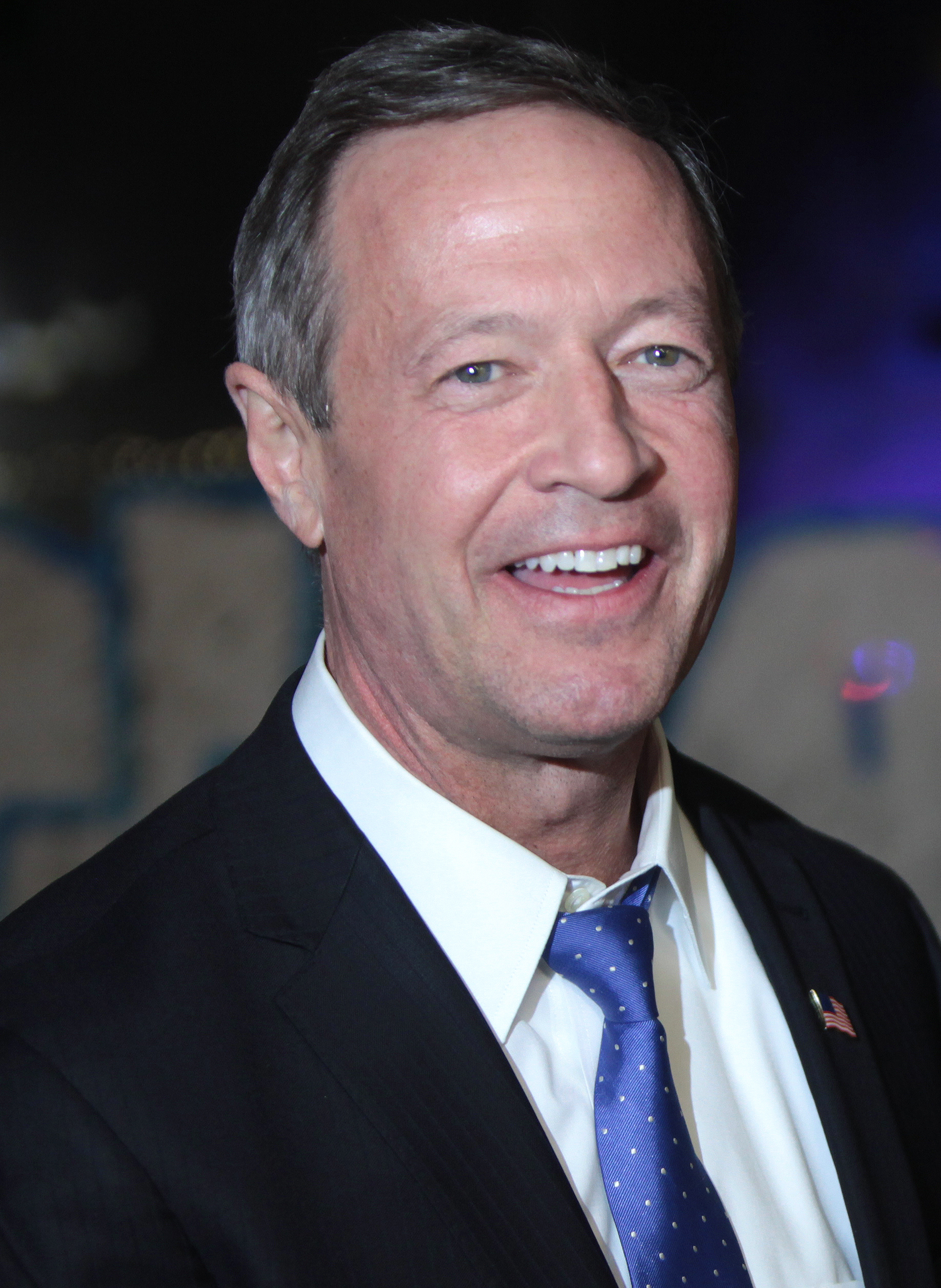
Gobernador Martin O'Malley de Maryland
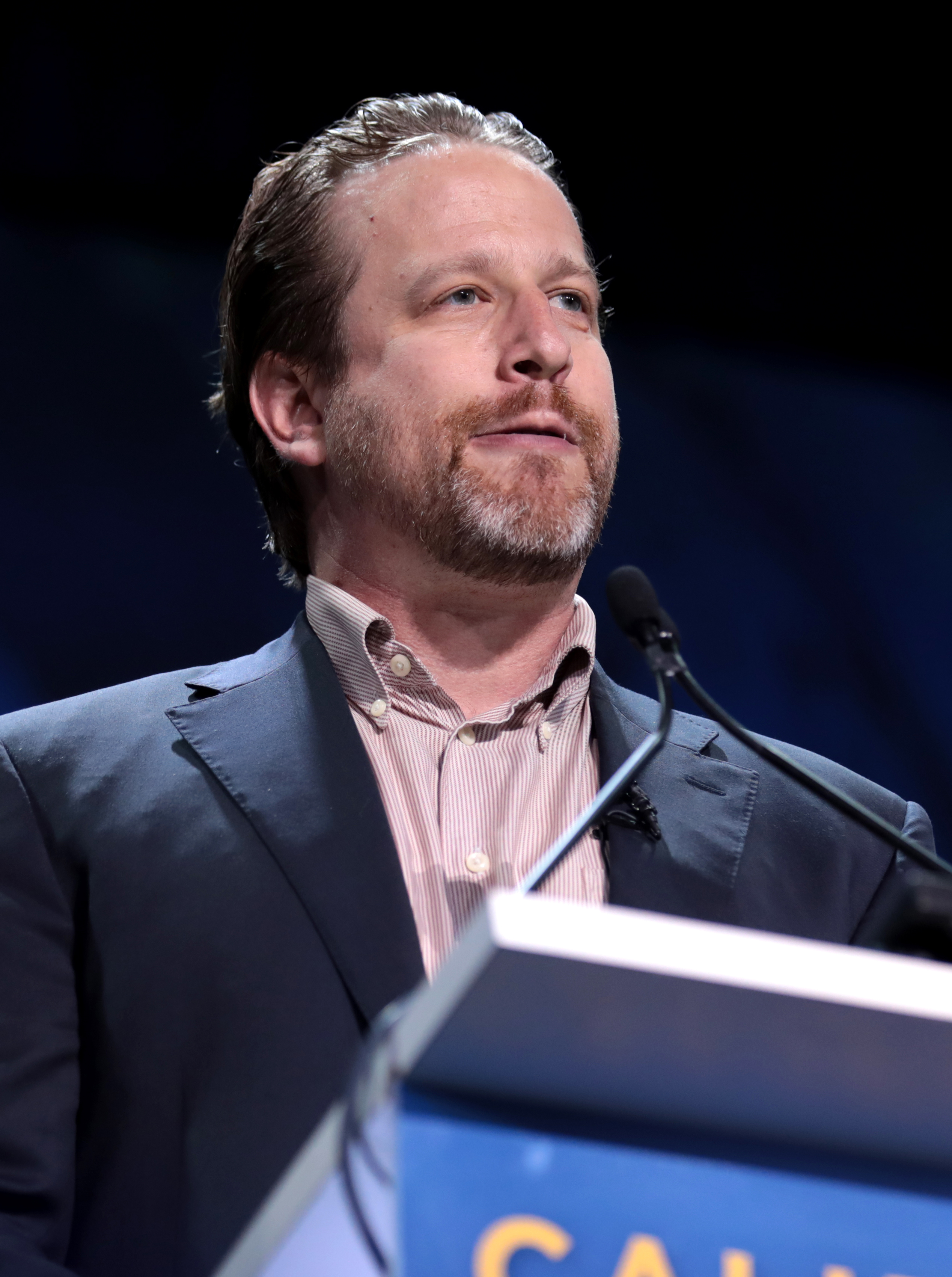
Emprendedor Joe Sanberg de California
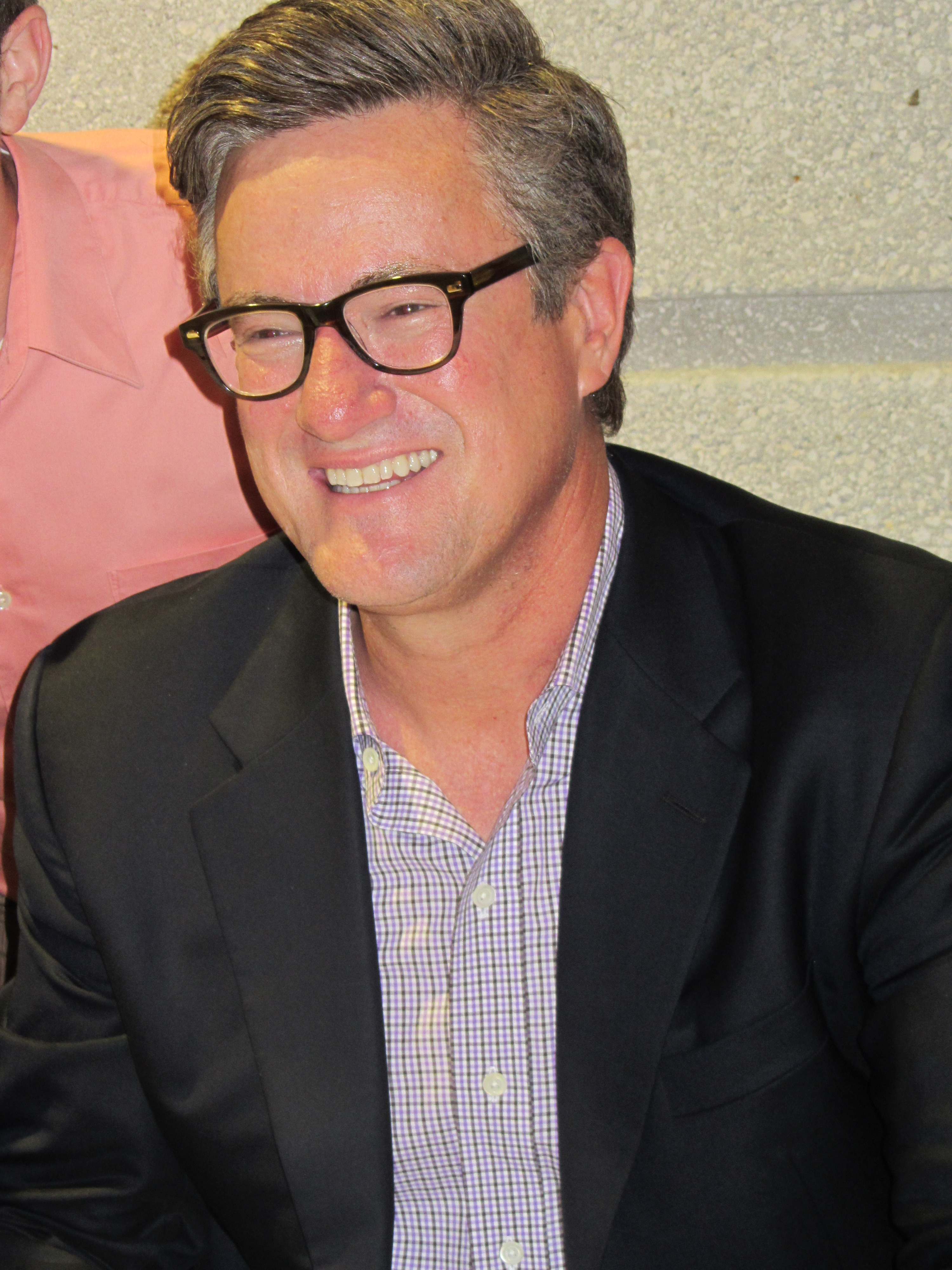
Conductor y representante Joe Scarborough de Florida
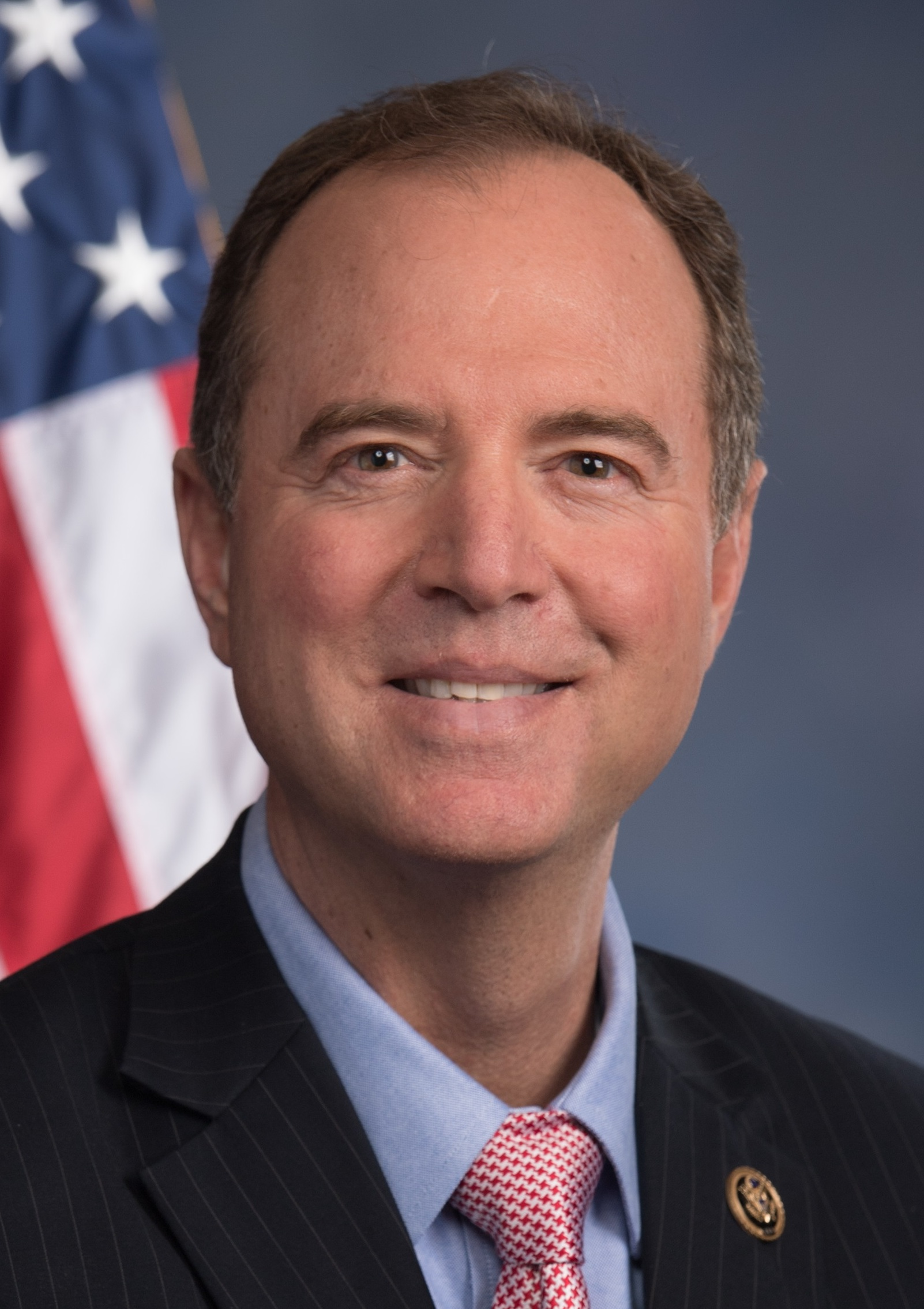
Representante Adam Schiff de California
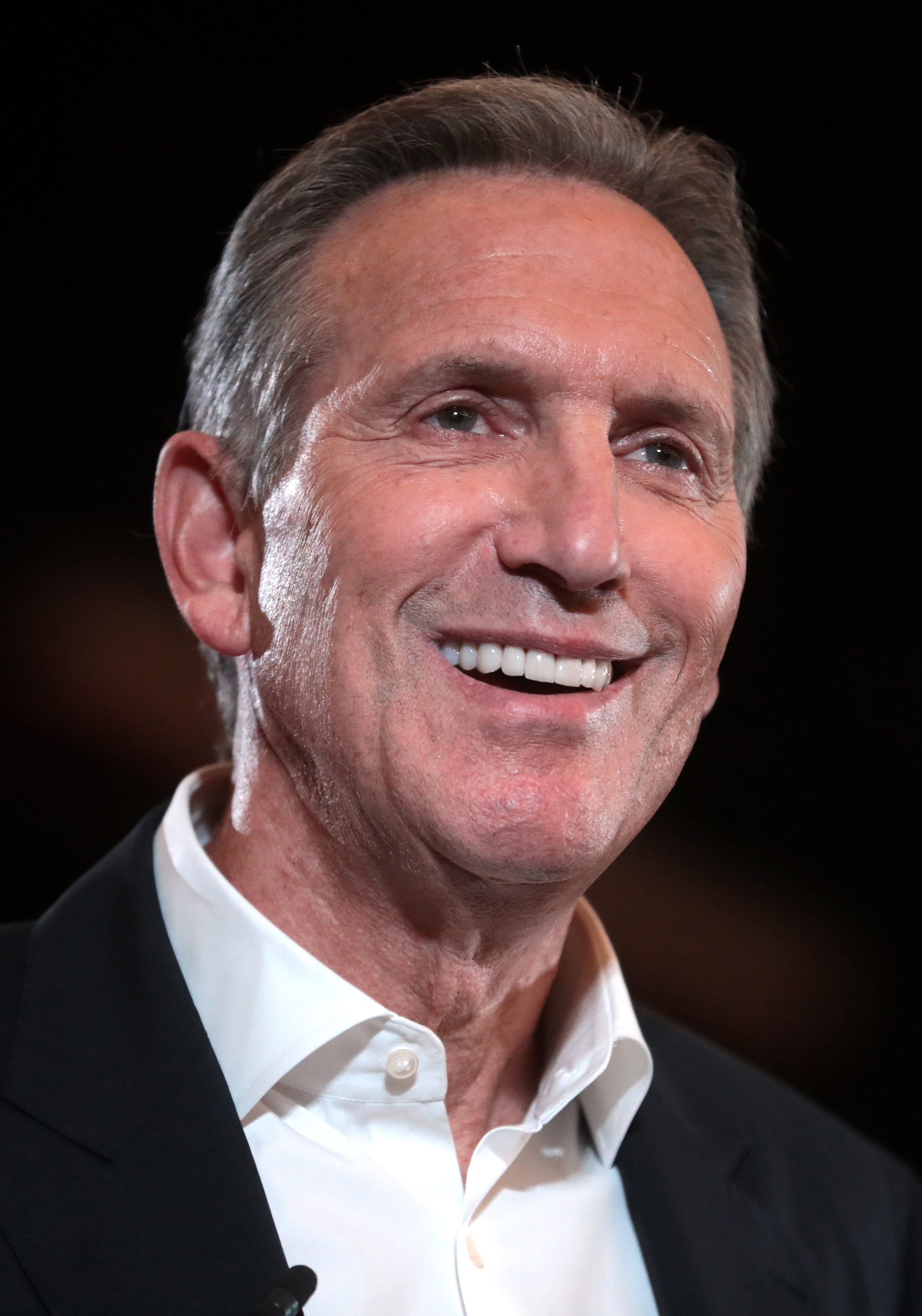
Empresario Howard Schultz de Washington
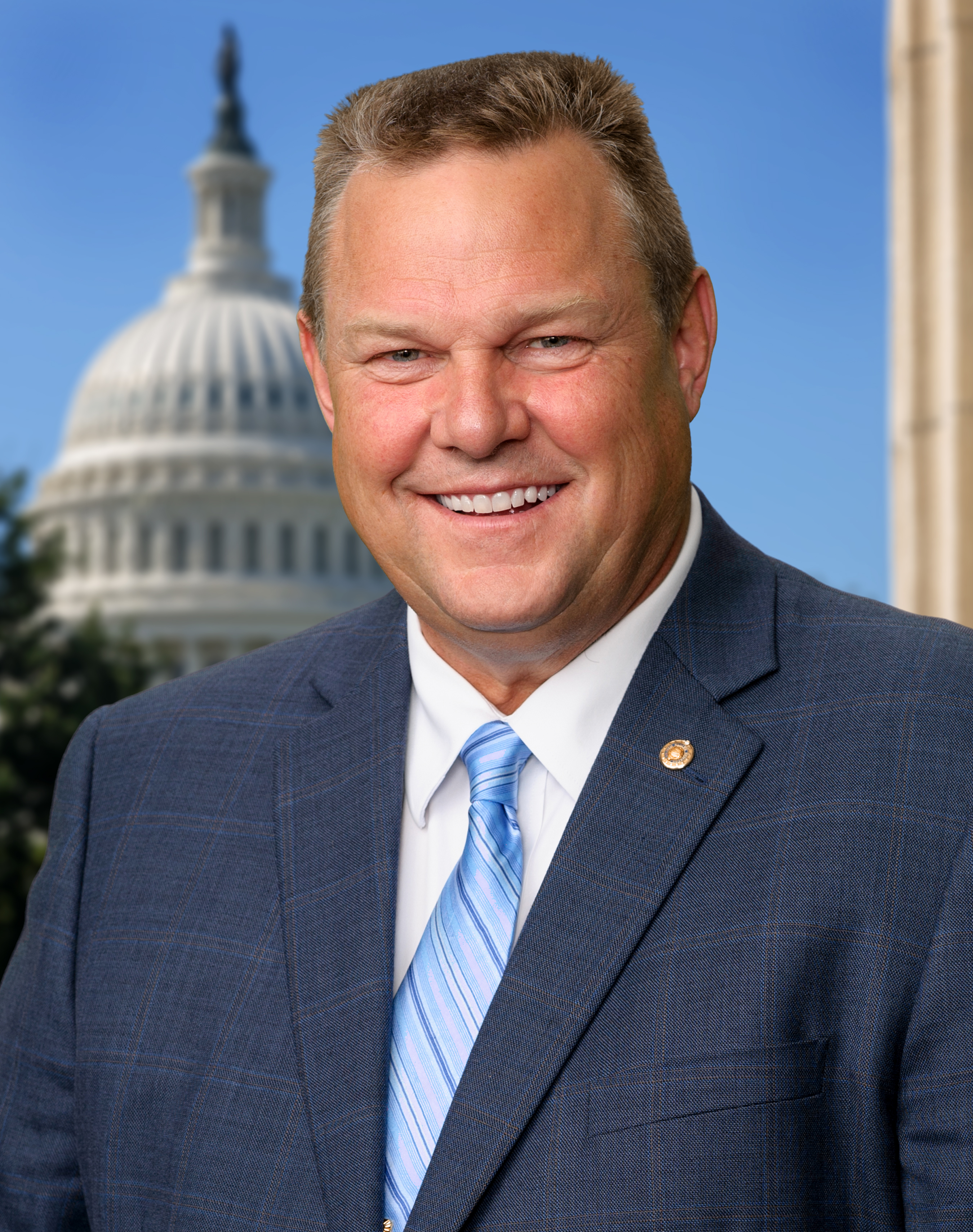
Senador Jon Tester de Montana
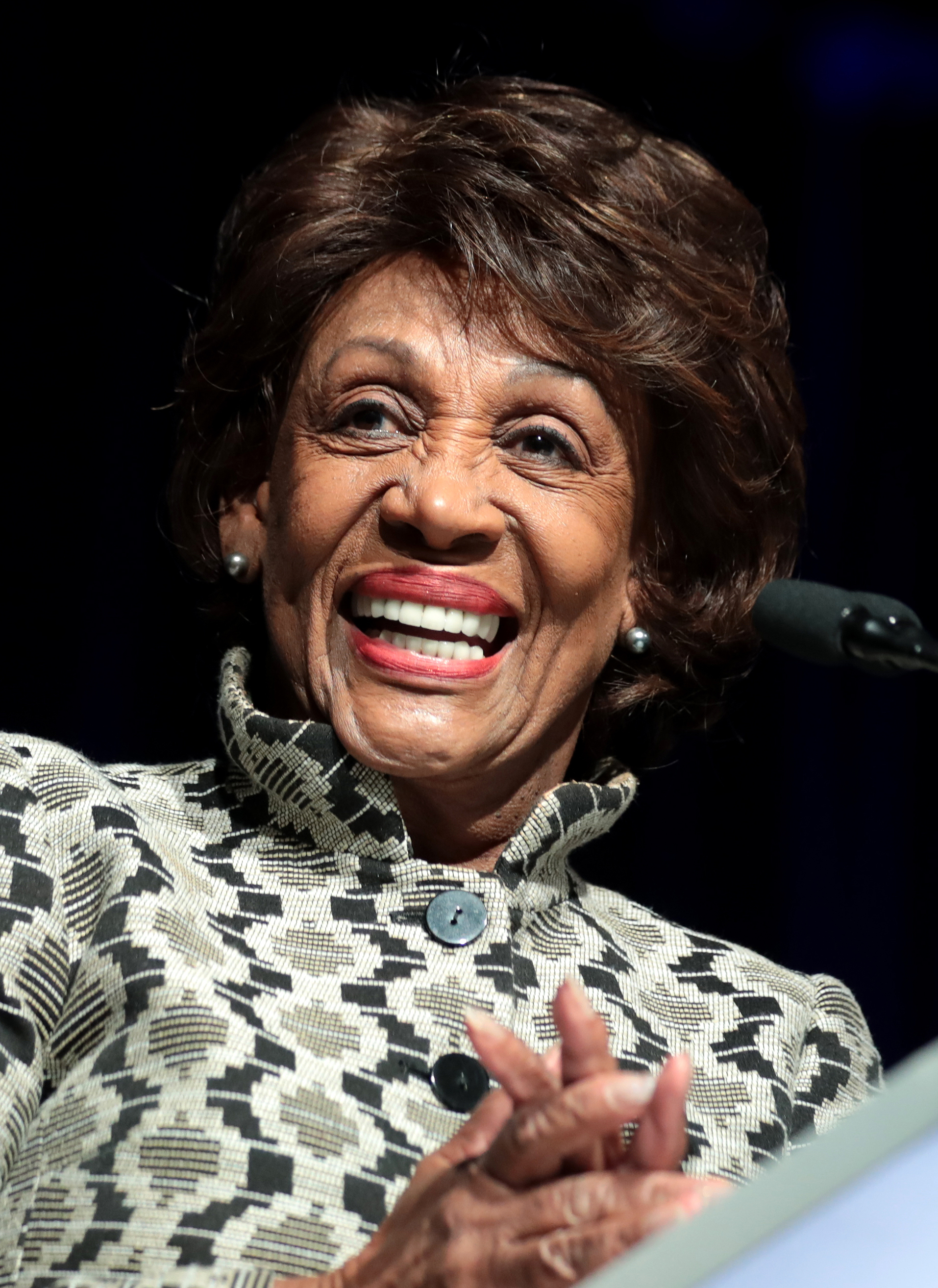
Representante Maxine Waters de California
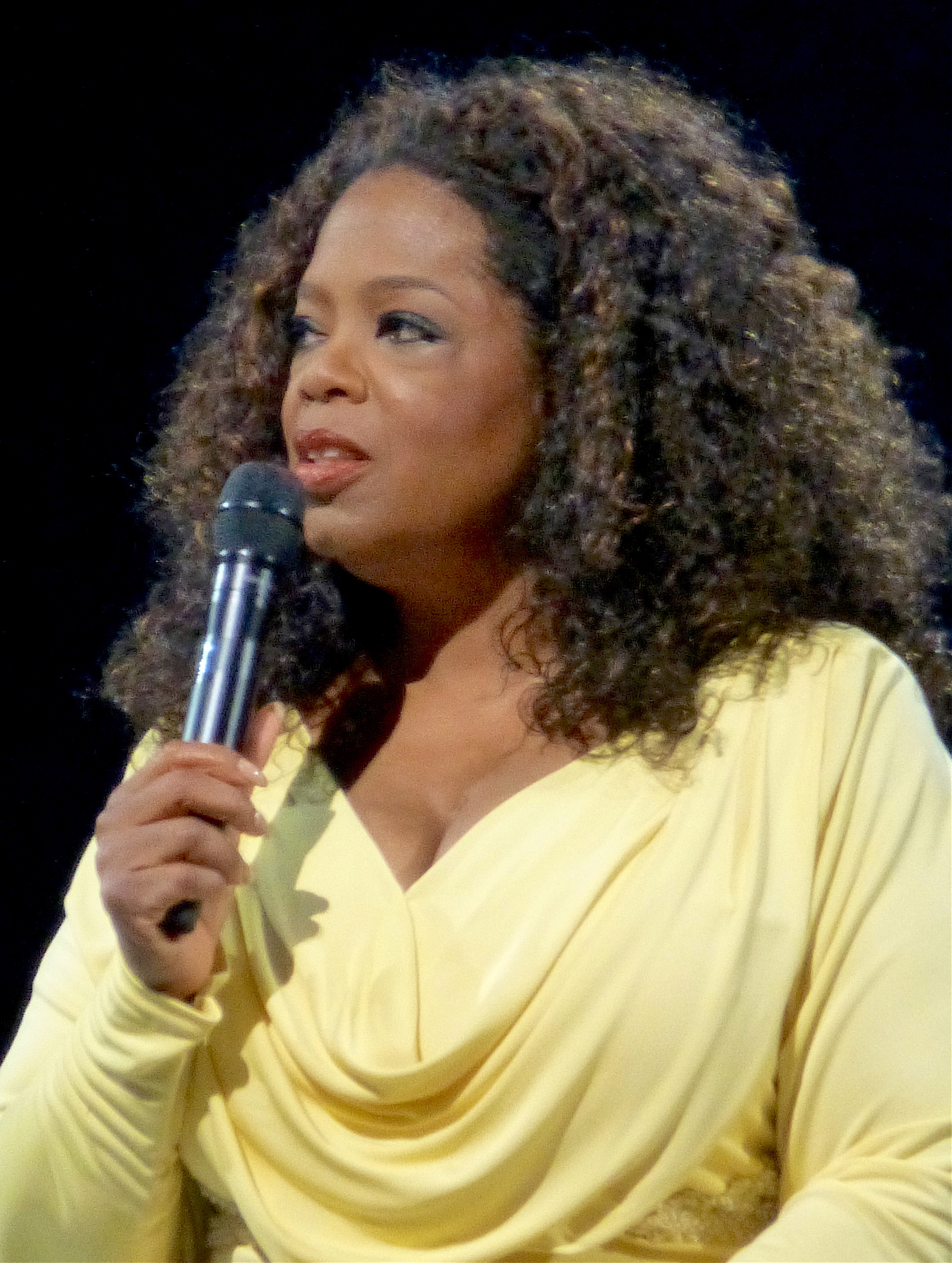
Presentadora Oprah Winfrey de California
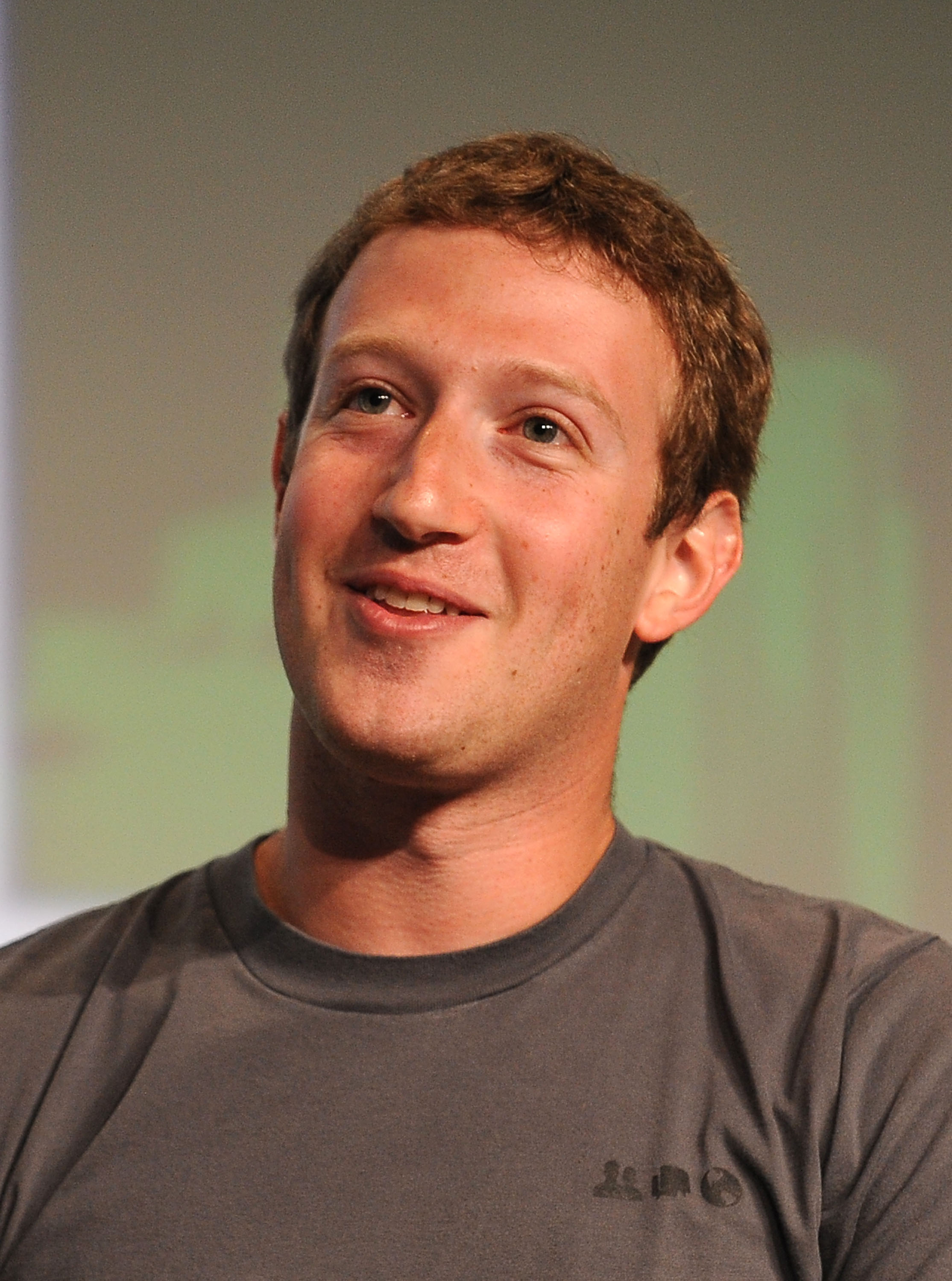
Empresario Mark Zuckerberg de California

## Convención Nacional Demócrata

### Posibles sitios de convenciones
Las ofertas para la Convención Nacional se solicitaron en el otoño de 2017, y los finalistas se anunciaron a principios de la primavera siguiente. La oferta ganadora se revelaría, en un principio, en el verano de 2018.
- Houston, Texas
- Miami Beach, Florida
- Milwaukee, Wisconsin

### Sitio de convención
El 11 de marzo de 2019, el Comité Nacional Demócrata seleccionó la ciudad de Milwaukee, Wisconsin como sede para la Convención Nacional Demócrata de 2020 en vista de la elecciones presidenciales de Estados Unidos de 2020.

## Debates
El 20 de diciembre de 2018, Tom Pérez, el presidente del Comité Nacional Demócrata, anunció el calendario preliminar para una serie de debates oficiales, que comenzará en junio de 2019.

### Programación de debates
| Número | Fecha                    | Horario (ET) | Índice de audiencia (en millones) | Ubicación                                               | Patrocinador(es)                                      | Moderador(es)                                                              | Referencia(s)                   |
| ------ | ------------------------ | ------------ | --------------------------------- | ------------------------------------------------------- | ----------------------------------------------------- | -------------------------------------------------------------------------- | ------------------------------- |
| 1A     | 26 de junio de 2019      | 9–11 p. m.   | ~24.3 millones                    | Arsht Center Miami, Florida                             | NBC News MSNBC Telemundo                              | José Díaz-Balart Savannah Guthrie Lester Holt Rachel Maddow Chuck Todd     | [ 147 ] [ 148 ]                 |
| 1B     | 27 de junio de 2019      | 9–11 p. m.   | ~27.1 millones                    | Arsht Center Miami, Florida                             | NBC News MSNBC Telemundo                              | José Díaz-Balart Savannah Guthrie Lester Holt Rachel Maddow Chuck Todd     | [ 147 ] [ 148 ]                 |
| 2A     | 30 de julio de 2019      | 8-10 p. m.   | ~11.5 millones                    | Fox Theatre Detroit, Míchigan                           | CNN                                                   | Dana Bash Don Lemon Jake Tapper                                            | [ 149 ] [ 150 ]                 |
| 2B     | 31 de julio de 2019      | 8-10 p. m.   | ~13.8 millones                    | Fox Theatre Detroit, Míchigan                           | CNN                                                   | Dana Bash Don Lemon Jake Tapper                                            | [ 149 ] [ 150 ]                 |
| 3      | 12 de septiembre de 2019 | 8-11 p. m.   | ~14.04 millones                   | H&PE Arena, Universidad del Sur de Texas, Houston,Texas | ABC News Univision                                    | Lindsay Davis David Muir Jorge Ramos George Stephanopoulos                 | [ 151 ] [ 152 ] [ 153 ] [ 154 ] |
| 4      | 15 de octubre de 2019    | 8-11 p. m.   | ~8.34 millones                    | Otterbein University Westerville, Ohio                  | CNN The New York Times                                | Anderson Cooper Erin Burnett Marc Lacey                                    | [ 155 ] [ 156 ] [ 157 ]         |
| 5      | 20 de noviembre de 2019  | 9-11 p. m.   | ~7.9 millones                     | Tyler Perry Studios, Atlanta, Georgia                   | MSNBC The Washington Post                             | Rachel Maddow Andrea Mitchell Ashley Parker Kristen Welker                 | [ 158 ] [ 159 ] [ 160 ]         |
| 6      | 19 de diciembre de 2019  | 8-11 p. m.   | ~6.17 millones                    | Universidad Loyola Marymount, Los Ángeles, California   | Político PBS                                          | Tim Alberta Yamiche Alcindor Amna Nawaz Judy Woodruff                      | [ 161 ] [ 162 ] [ 163 ]         |
| 7      | 14 de enero de 2020      | 9-11 p. m.   | ~11.3 millones                    | Drake University, Des Moines, Iowa                      | CNN The Des Moines Register                           | Wolf Blitzer Brianne Pfannenstiel Abby Phillip                             | [ 164 ] [ 165 ] [ 166 ]         |
| 8      | 7 de febrero de 2020     | 8-11 p. m.   | ~11.0 millones                    | St. Anselm College, Mánchester, Nuevo Hampshire         | ABC News WMUR-TV Apple News                           | Linsey Davis Monica Hernandez David Muir Adam Sexton George Stephanopoulos | [ 164 ] [ 167 ] [ 168 ]         |
| 9      | 19 de febrero de 2020    | 9-11 p. m.   | ~33.2 millones                    | Le Théâtre des Arts, Paris Las Vegas, Las Vegas, Nevada | NBC News MSNBC The Nevada Independent                 | Vanessa Hauc Lester Holt Hallie Jackson Jon Ralston Chuck Todd             | [ 164 ] [ 169 ] [ 170 ] [ 171 ] |
| 10     | 25 de febrero de 2020    | 8-10 p. m.   | ~36.6 millones                    | Gaillard Center, Charleston, Carolina del Sur           | CBS News Congressional Black Caucus Institute Twitter | Margaret Brennan Major Garrett Gayle King Norah O'Donnell Bill Whitaker    | [ 164 ] [ 172 ] [ 173 ] [ 174 ] |
| 11     | 15 de marzo de 2020      | 8-10 p. m.   |                                   | CNN Studio, Washington D. C.                            | CNN Univision Congressional Hispanic Caucus BOLD      | Dana Bash Jake Tapper Ilia Calderón                                        | [ 175 ] [ 176 ]                 |
| 12     | [ 177 ]                  | [ 177 ]      | [ 177 ]                           | [ 177 ]                                                 | [ 177 ]                                               | [ 177 ]                                                                    | [ 177 ]                         |

#### Participantes
| Candidato       | | | | | | | | | | | | | | | |
| Candidato       | P Presente A Ausente I Invitado O Invitado a otro debate N No invitado NC No en contienda Ab Abandona la contienda | P Presente A Ausente I Invitado O Invitado a otro debate N No invitado NC No en contienda Ab Abandona la contienda | P Presente A Ausente I Invitado O Invitado a otro debate N No invitado NC No en contienda Ab Abandona la contienda | P Presente A Ausente I Invitado O Invitado a otro debate N No invitado NC No en contienda Ab Abandona la contienda | P Presente A Ausente I Invitado O Invitado a otro debate N No invitado NC No en contienda Ab Abandona la contienda | P Presente A Ausente I Invitado O Invitado a otro debate N No invitado NC No en contienda Ab Abandona la contienda | P Presente A Ausente I Invitado O Invitado a otro debate N No invitado NC No en contienda Ab Abandona la contienda | P Presente A Ausente I Invitado O Invitado a otro debate N No invitado NC No en contienda Ab Abandona la contienda | P Presente A Ausente I Invitado O Invitado a otro debate N No invitado NC No en contienda Ab Abandona la contienda | P Presente A Ausente I Invitado O Invitado a otro debate N No invitado NC No en contienda Ab Abandona la contienda | P Presente A Ausente I Invitado O Invitado a otro debate N No invitado NC No en contienda Ab Abandona la contienda | P Presente A Ausente I Invitado O Invitado a otro debate N No invitado NC No en contienda Ab Abandona la contienda | P Presente A Ausente I Invitado O Invitado a otro debate N No invitado NC No en contienda Ab Abandona la contienda | P Presente A Ausente I Invitado O Invitado a otro debate N No invitado NC No en contienda Ab Abandona la contienda | P Presente A Ausente I Invitado O Invitado a otro debate N No invitado NC No en contienda Ab Abandona la contienda |
| Candidato       | 1A | 1B | 2A | 2B | 3 | 4 | 5 | 6 | 7 | 8 | 9 | 10 | 11 | 12 | |
| --------------- | --- | --- | --- | --- | --- | --- | --- | --- | --- | --- | --- | --- | --- | --- | --- |
| J. Biden        | O | P | O | P | P | P | P | P | P | P | P | P | P | | |
| B. Sanders      | O | P | P | O | P | P | P | P | P | P | P | P | P | | |
| T. Gabbard      | P | O | O | P | N | P | P | N | N | N | N | N | N | Ab | |
| E. Warren       | P | O | P | O | P | P | P | P | P | P | P | P | Ab | Ab | |
| M. Bloomberg    | NC | NC | NC | NC | NC | NC | NC | N | N | N | P | P | Ab | Ab | |
| A. Klobuchar    | P | O | P | O | P | P | P | P | P | P | P | P | Ab | Ab | Ab |
| P. Buttigieg    | O | P | P | O | P | P | P | P | P | P | P | P | Ab | Ab | Ab |
| T. Steyer       | NC | NC | N | N | N | P | P | P | P | P | N | P | Ab | Ab | Ab |
| D. Patrick      | NC | NC | NC | NC | NC | NC | NC | N | N | N | Ab | Ab | Ab | Ab | |
| A. Yang         | O | P | O | P | P | P | P | P | N | P | Ab | Ab | Ab | Ab | |
| M. Bennet       | O | P | O | P | N | N | N | N | N | N | Ab | Ab | Ab | Ab | |
| J. Delaney      | P | O | P | O | N | N | N | N | N | Ab | Ab | Ab | Ab | Ab | |
| C. Booker       | P | O | O | P | P | P | P | N | N | Ab | Ab | Ab | Ab | Ab | |
| M. Williamson   | O | P | P | O | N | N | N | N | Ab | Ab | Ab | Ab | Ab | Ab | |
| J. Castro       | P | O | O | P | P | P | N | N | Ab | Ab | Ab | Ab | Ab | Ab | |
| K. Harris       | O | P | O | P | P | P | P | Ab | Ab | Ab | Ab | Ab | Ab | Ab | |
| S. Bullock      | N | N | P | O | N | N | N | Ab | Ab | Ab | Ab | Ab | Ab | Ab | |
| J. Sestak       | NC | NC | N | N | N | N | N | Ab | Ab | Ab | Ab | Ab | Ab | Ab | |
| W. Messam       | N | N | N | N | N | N | N | Ab | Ab | Ab | Ab | Ab | Ab | Ab | |
| B. O'Rourke     | P | O | P | O | P | P | Ab | Ab | Ab | Ab | Ab | Ab | Ab | Ab | |
| T. Ryan         | P | O | P | O | N | N | Ab | Ab | Ab | Ab | Ab | Ab | Ab | Ab | |
| B. de Blasio    | P | O | O | P | N | Ab | Ab | Ab | Ab | Ab | Ab | Ab | Ab | Ab | |
| K. Gillibrand   | O | P | O | P | Ab | Ab | Ab | Ab | Ab | Ab | Ab | Ab | Ab | Ab | |
| S. Moulton      | N | N | N | N | Ab | Ab | Ab | Ab | Ab | Ab | Ab | Ab | Ab | Ab | |
| J. Inslee       | P | O | O | P | Ab | Ab | Ab | Ab | Ab | Ab | Ab | Ab | Ab | Ab | |
| J. Hickenlooper | O | P | P | O | Ab | Ab | Ab | Ab | Ab | Ab | Ab | Ab | Ab | Ab | |
| M. Gravel       | N | N | N | N | Ab | Ab | Ab | Ab | Ab | Ab | Ab | Ab | Ab | Ab | |
| E. Swalwell     | O | P | Ab | Ab | Ab | Ab | Ab | Ab | Ab | Ab | Ab | Ab | Ab | Ab | |
| Referencia(s)   | [ 178 ] [ 179 ] | [ 178 ] [ 179 ] | [ 180 ] | [ 180 ] | [ 181 ] | [ 182 ] | [ 183 ] | [ 184 ] | [ 185 ] | [ 186 ] | [ 187 ] | [ 188 ] | [ 189 ] | | |

## Plataformas de los candidatos
Bernie Sanders defiende un programa para luchar contra el cambio climático reduciendo drásticamente las emisiones de carbono. Su plataforma pretende gastar 16,3 billones de dólares en cuestiones medioambientales para conseguir un 100% de energía limpia para las industrias de la energía y el transporte en 2030 y una economía totalmente descarbonizada veinte años después. El cambio climático se convertiría en una "emergencia nacional", se harían inversiones masivas en investigación y desarrollo o en energías renovables. La fracturación hidráulica quedaría prohibida en Estados Unidos, al igual que la importación y exportación de combustibles fósiles. Se gravarían masivamente las actividades de las empresas y grandes fortunas vinculadas a la energía que no respeten los criterios ecológicos y se trabajaría con la Comisión de Bolsa y Valores (SEC) para redirigir las inversiones a fondos verdes.

## Encuestas
El siguiente gráfico representa la evolución de las encuestas nacionales de primaria realizadas desde el comienzo de 2019 utilizando regresión local (LOESS). Los escenarios utilizados excluyen los que no se incluye a Biden, aquellos en los que se probó o se sometieron a prueba a Clinton u Obama, y las encuestas de composición abierta. Solo los candidatos que hayan sido incluidos en al menos 10 encuestas nacionales completadas desde enero de 2019 son incluidos.
Gráficas adicionales se pueden encontrar en .
| Fuente             | Fecha actualizada   | Fechas aplicadas  | Joe Biden | Bernie Sanders | Tulsi Gabbard | No sabe |
| ------------------ | ------------------- | ----------------- | --------- | -------------- | ------------- | ------- |
| 270toWin           | 18 de marzo de 2020 | Mar 11-18 de 2020 | 55.0%     | 34.4%          | 3.3%          | 7.3%    |
| FiveThirtyEight    | 18 de marzo de 2020 | Mar 11-18 de 2020 | 51.3%     | 32.5%          | 3.4%          | 12.8%   |
| RealClear Politics | 17 de marzo de 2020 | Mar 8-16 de 2020  | 55.7%     | 34.8%          | 3.2%          | 6.3%    |
| Promedio           | Promedio            | Promedio          | 54.0%     | 33.9%          | 3.3%          | 8.8%    |

## Cronología

### 2017

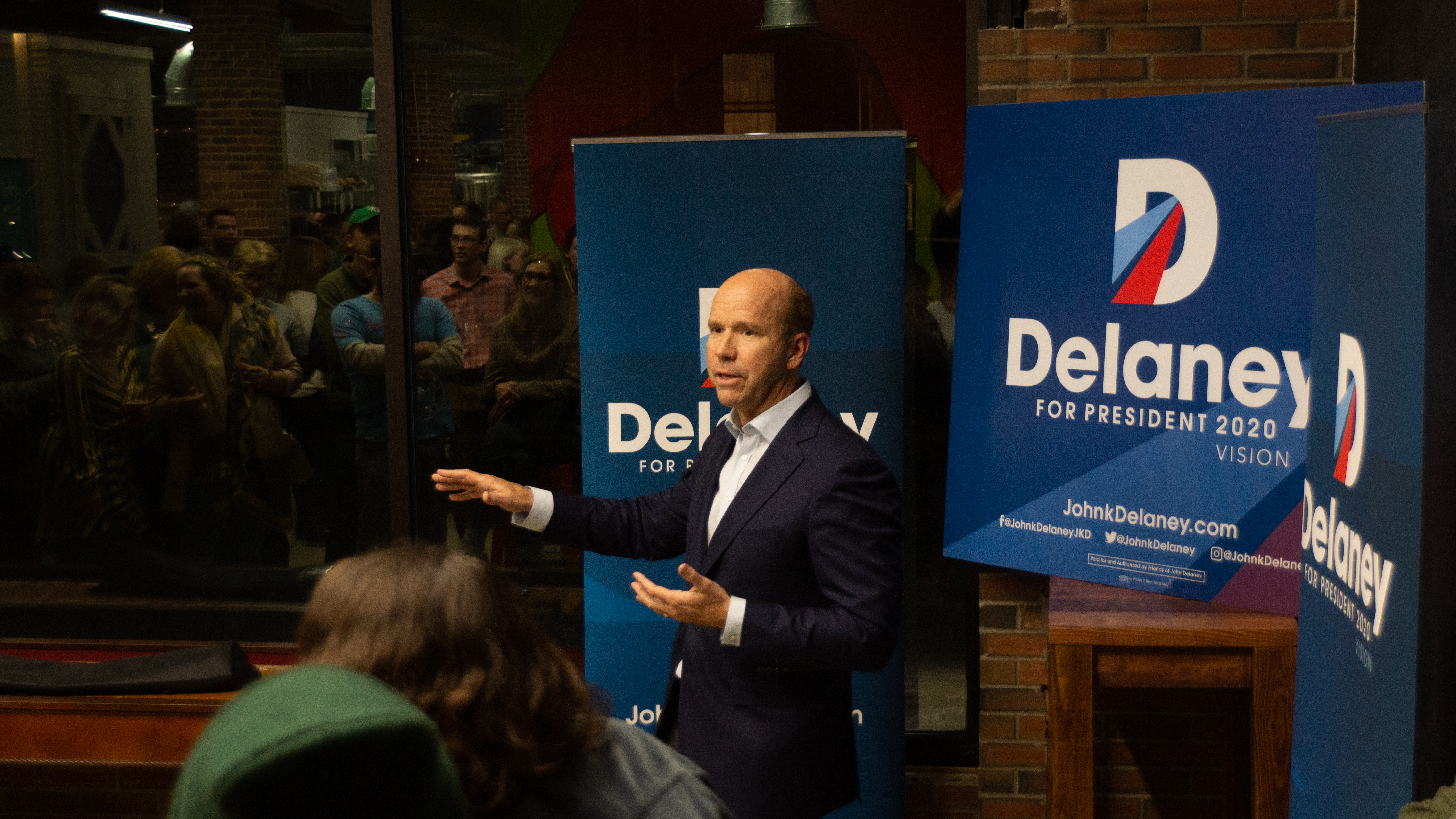
Delaney fue el primer candidato mayor en anunciar su campaña, dos años y medio antes de las Asambleas de Iowa de 2020.

Después de la elección de Donald Trump en 2016 inició la especulación de quién podría ser el rival de Trump en 2020. Conforme se fueron confirmando los miembros del gabinete de Trump en el Senado la atención se centró en seis senadores que conformaron el llamado "Hell-No Caucus" (apodado así por Político en 2018). El grupo mencionado estaba conformado por los senadores Cory Booker, Kirsten Gillibrand, Kamala Harris, Elizabeth Warren y Bernie Sanders, dado que votaron abrumadoramente para rechazar a los nominados para el gabinete presidencial, como con Rex Tillerson, Betsy DeVos y Mike Pompeo.
- 28 de julio: el representante John Delaney de Maryland anunció su candidatura en una editorial de The Washington Post, la cual rompió el récord como la candidatura anunciada con mayor tiempo de anticipación en la historia.[192]
- 6 de noviembre: Andrew Yang, empresario de Nueva York, anuncia su candidatura.[193]

### 2018
En agosto de 2018 el Partido Demócrata y cadenas televisivas iniciaron pláticas sobre las posibles fechas y sitios para los debates y elecciones primarias del siguiente año. Se realizaron cambios al rol que juegan los superdelegados, en donde se decidió que solo votarían si en la primera votación ninguno de los candidatos obtiene la mayoría de los delegados requeridos para asegurar la nominación.
El 6 de noviembre de 2018, las elecciones intermedias de 2018 ocurrieron en donde se eligieron 35 senadores y 435 representantes. Estas elecciones se caracterizaron por la aparición de una llamada "ola azul", en donde los Demócratas obtuvieron la mayoría de en Cámara de Representantes pero perdieron dos senadores en el Senado.

#### Agosto
- 25 de agosto: el Partido Demócrata inició a planear los debates del siguiente año.[194]

#### Noviembre
- 6 de noviembre: ocurren las elecciones intermedias de 2018 para renovar 35 senadores y 435 representantes.
- 11 de noviembre: el senador estatal Richard Ojeda de Virginia Occidental anuncia su candidatura.[197]
- 15 de noviembre: guía espiritual, autora y conferencista Marianne Williamson de California forma un comité exploratorio.[198]
- 19 de noviembre: Ojeda lanza su rally de inicio de campaña en Louisville, Kentucky.[199]

#### Diciembre
- 12 de diciembre: el exsecretario de Vivienda y Desarrollo Urbano, Julián Castro de Texas forma un comité exploratorio.[200]
- 31 de diciembre: la senadora Elizabeth Warren de Massachusetts forma un comité exploratorio.[201]

### 2019

#### Enero

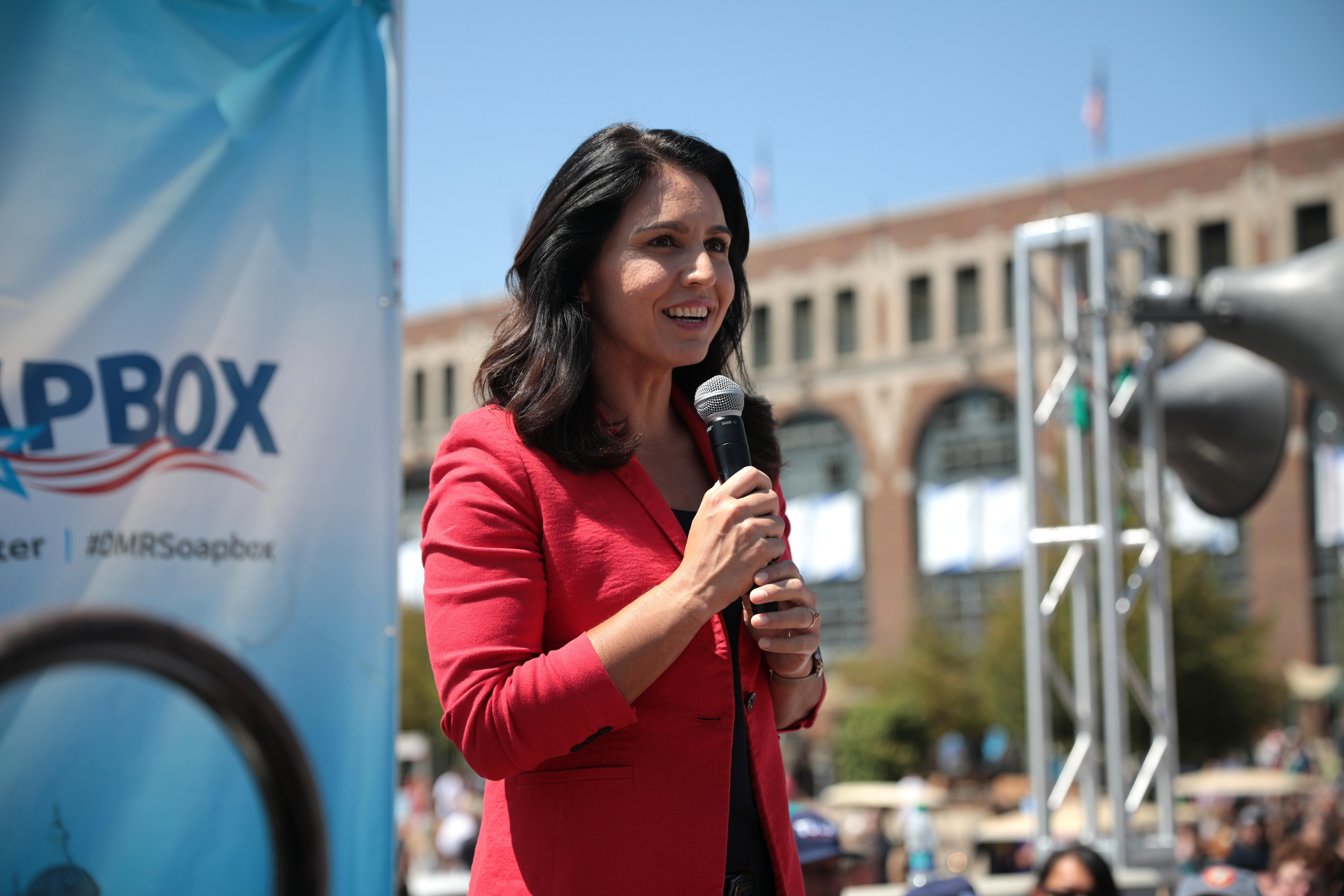
Gabbard fue la primera en anunciar su candidatura en 2019.

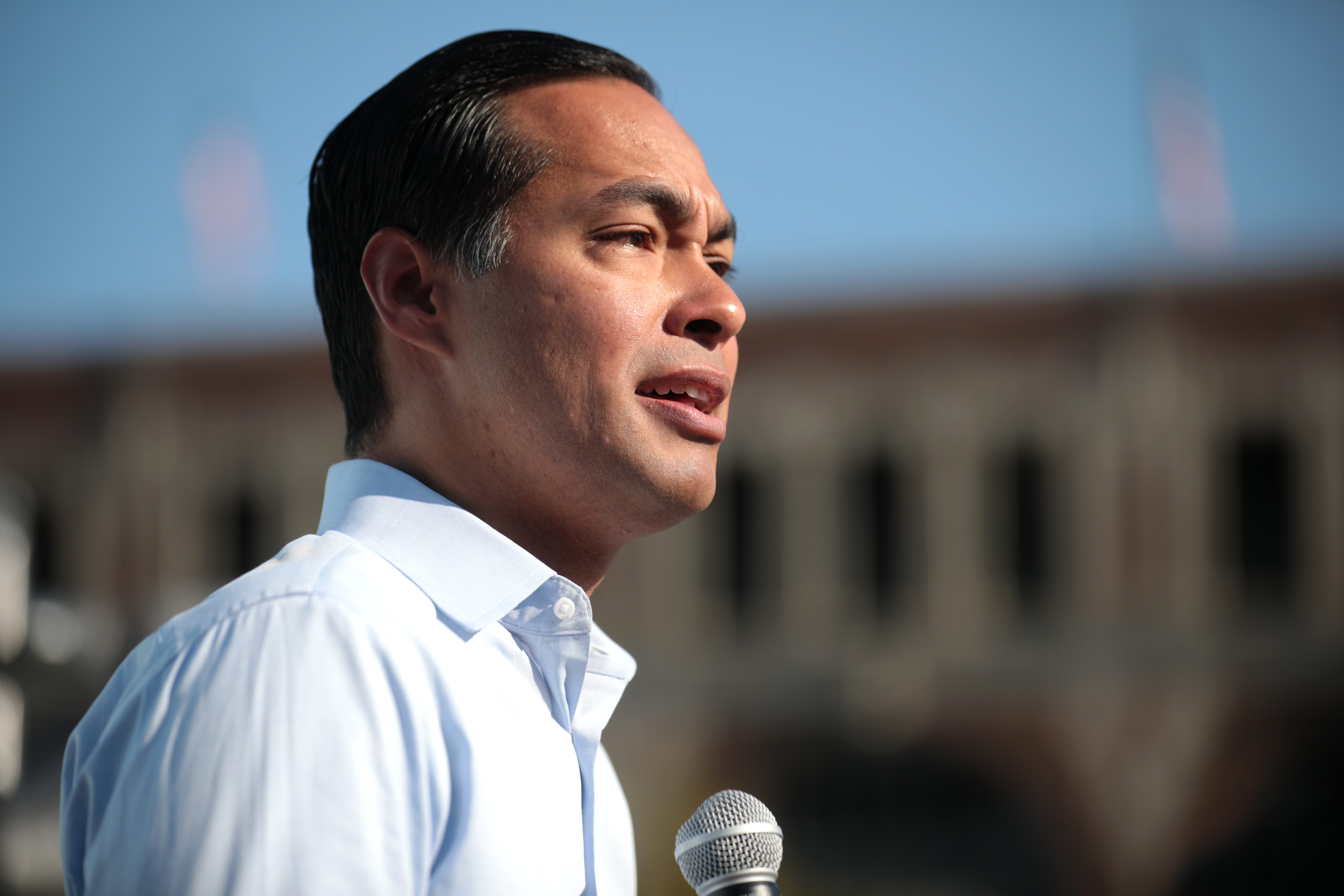
Castro anunció su candidatura el 12 de enero de 2019.

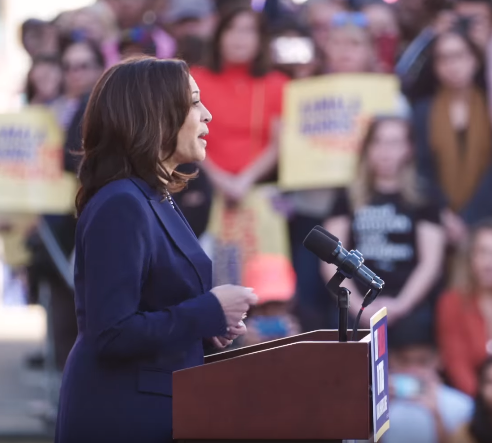
Harris en su rally de inicio de campaña en Oakland, California.

- 11 de enero: la representante Tulsi Gabbard de Hawái anunció su candidatura durante una entrevista con Van Jones.[202]
- 12 de enero: Castro oficialmente anuncia su candidatura durante un rally en San Antonio, Texas.
- 15 de enero: la senadora Kirsten Gillibrand de Nueva York anuncia la formación de un comité exploratorio durante una entrevista en The Late Show with Stephen Colbert.[203]
- 21 de enero: la senadora Kamala Harris de California anuncia su candidatura durante una entrevista en Good Morning America.[204]
- 23 de enero: el alcalde Pete Buttigieg de South Bend, Indiana forma un comité exploratorio.[205]
- 25 de enero: Ojeda sale de la contienda.[206]
- 27 de enero: Harris lanza su rally de inicio de campaña en Oakland, California.[207]
- Enero 28: Williamson anuncia su candidatura en un rally en Los Ángeles, California.

#### Febrero

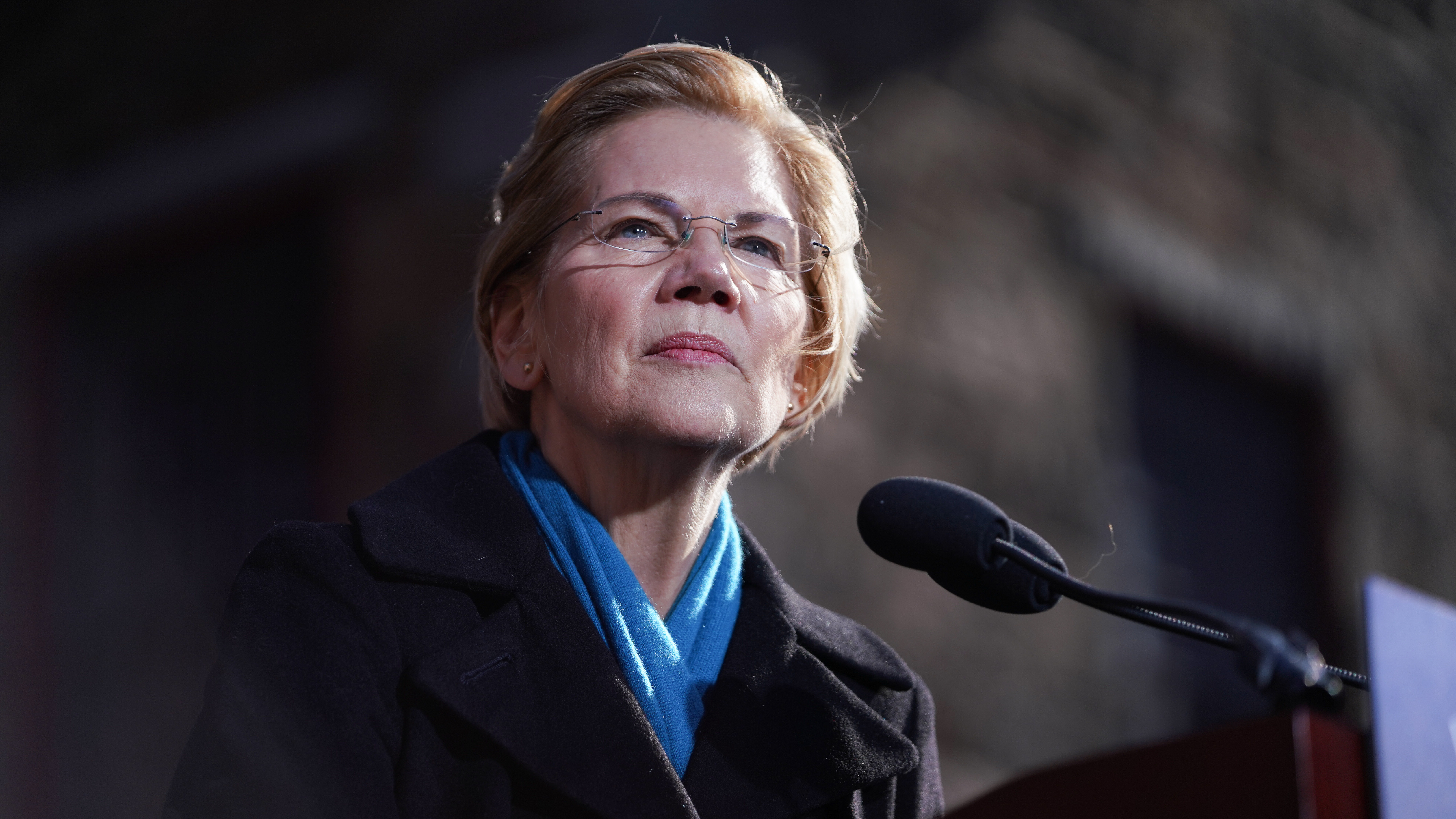
Warren en su rally de inicio de campaña en Lawrence, Massachusetts.

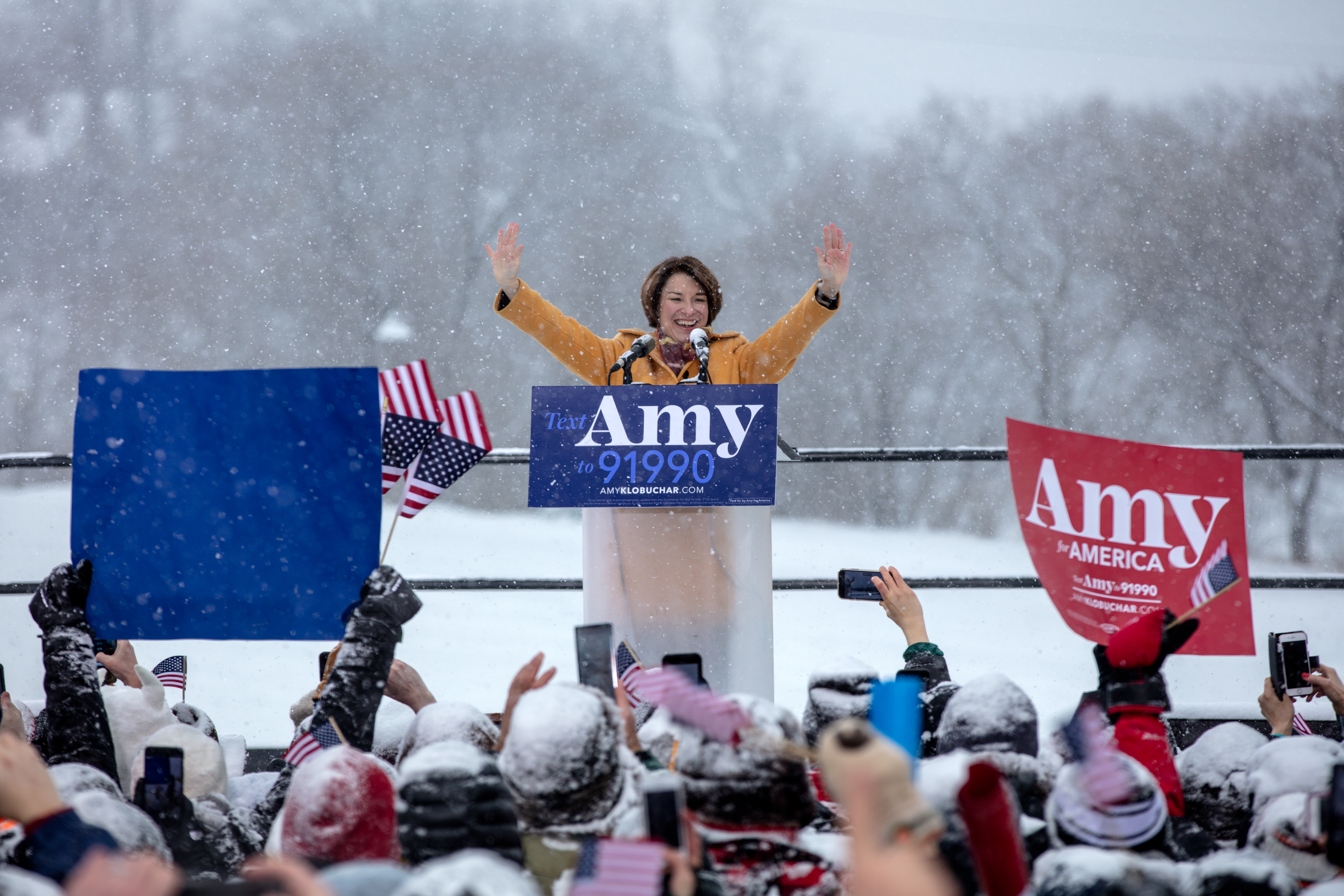
Klobuchar lanzó su candidatura en un rally en Mineápolis, Minesota en medio de una nevasca.

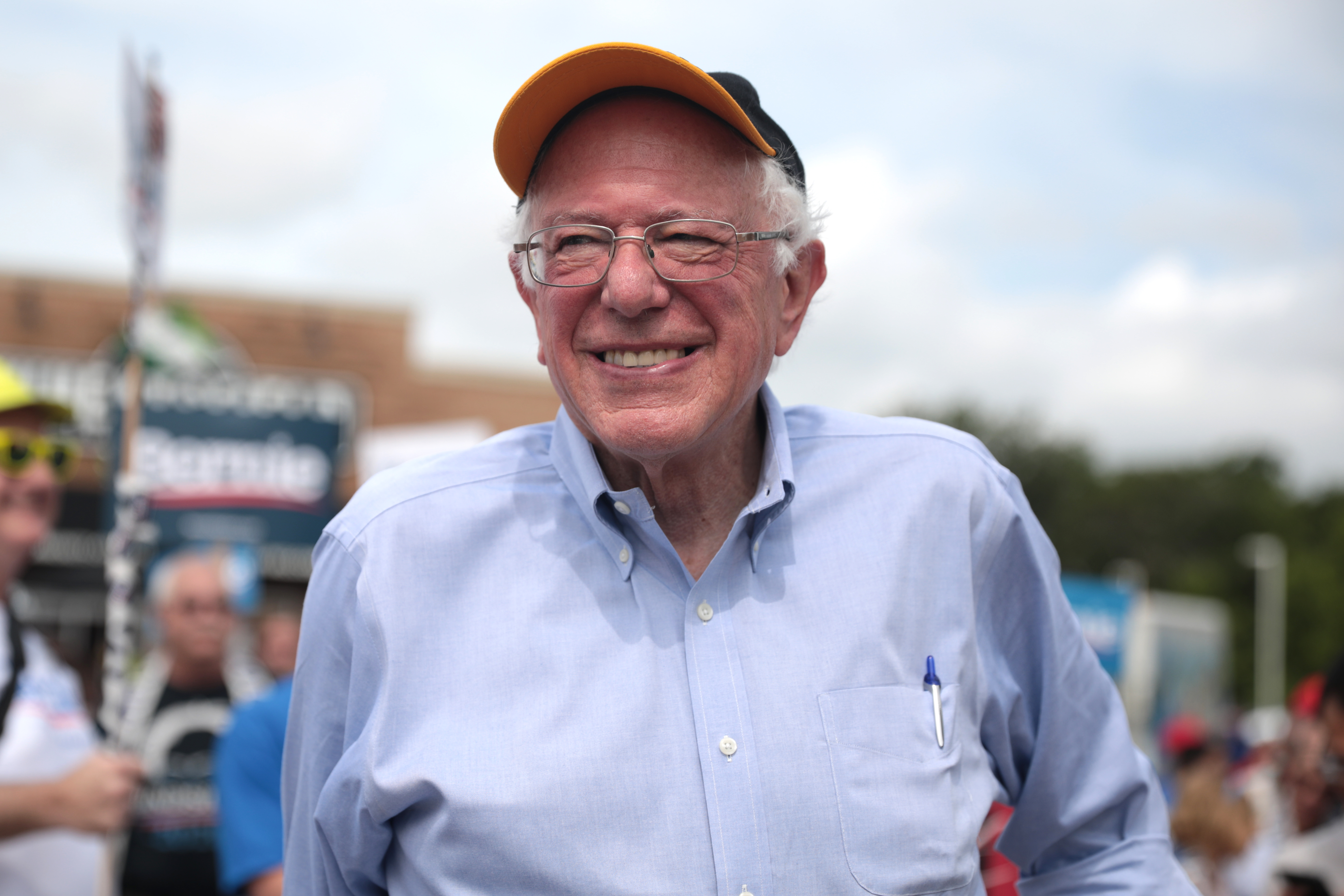
Sanders lanzó su segunda campaña para la presidencia el 19 de febrero.

- 1 de febrero: el senador Cory Booker de Nueva Jersey anuncia su candidatura.
- February 2: Gabbard sostiene su rally de inicio de campaña en Honolulu, Hawái.[208]
- 9 de febrero: Warren anuncia oficialmente su candidatura en Lawrence, Massachusetts.[209]
- 10 de febrero: la senadora Amy Klobuchar de Minnesota anuncia su candidatura en un rally en Mineápolis, Minnesota.
- 19 de febrero: el senador Bernie Sanders de Vermont anuncia su candidatura vía correo electrónico a sus seguidores y tuvo apariciones en radio local y en CBS This Morning como parte del inicio de su campaña.[210]

#### Marzo

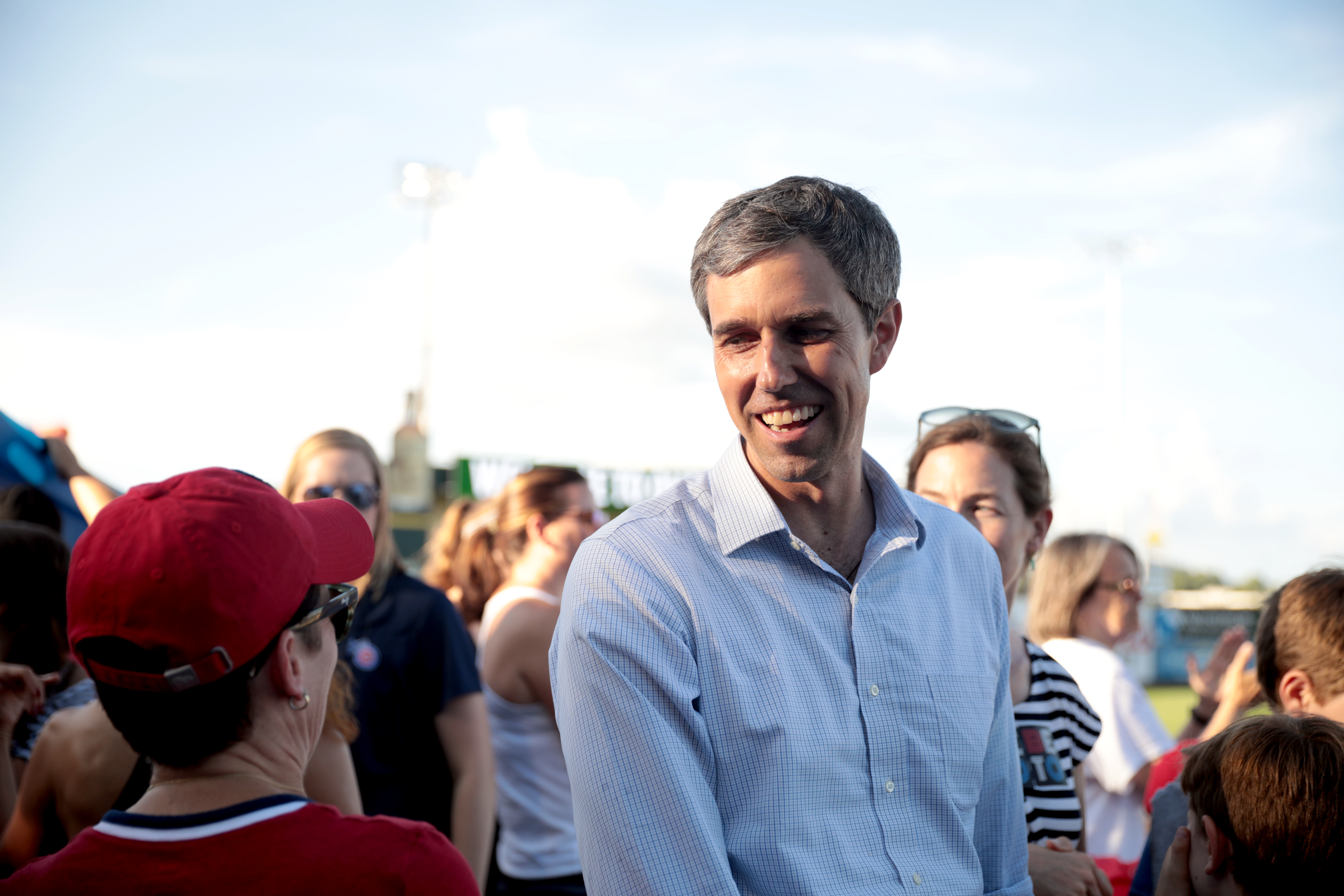
O'Rourke lanzó su campaña el 14 de marzo luego de su fallida candidatura al para el Senado en Texas en 2018.

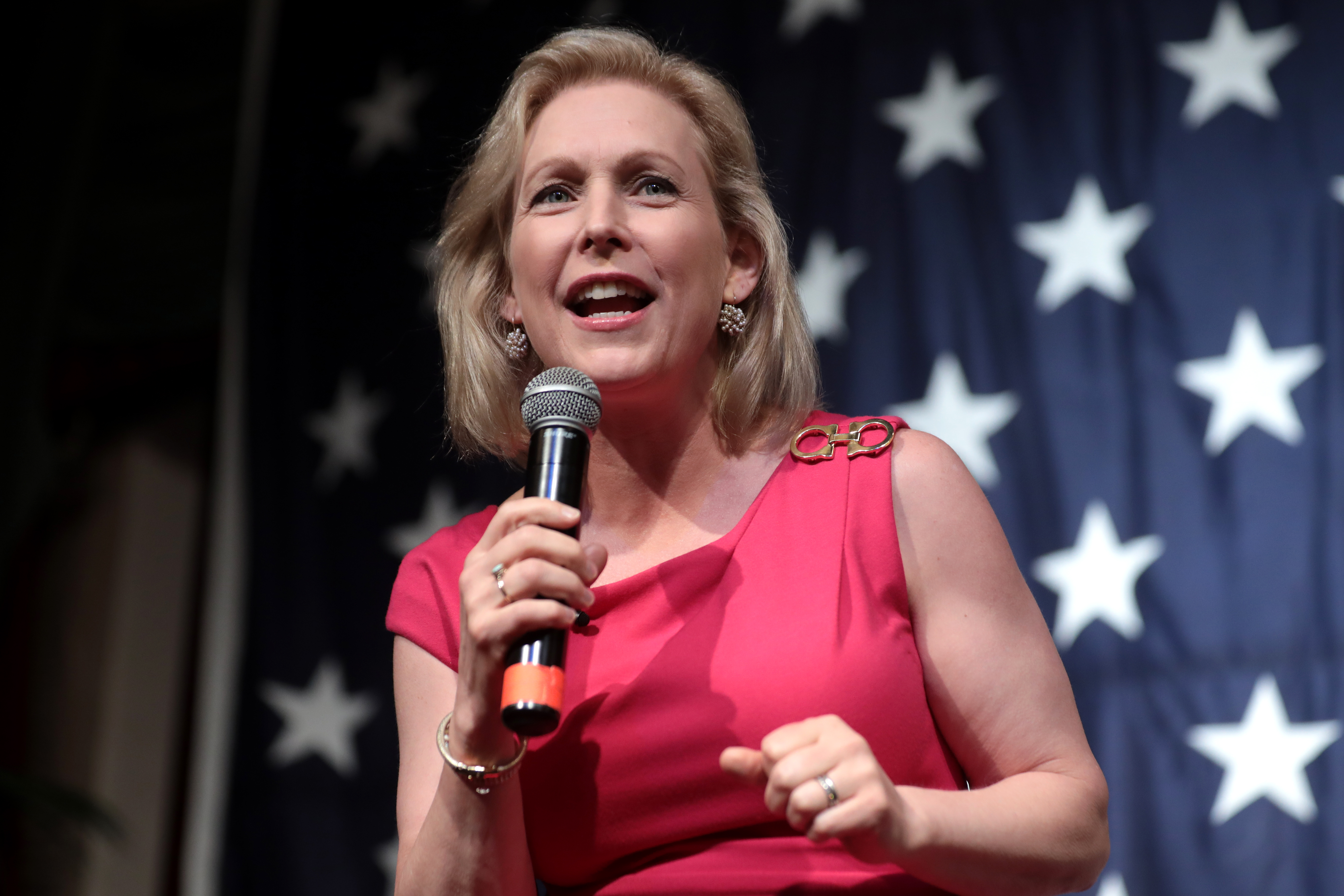
Gillibrand lanzó su candidatura en las afueras de la Trump Tower.

- 1 de marzo: el gobernador Jay Inslee de Washington anuncia su candidatura.[211]
- 2 de marzo: Sanders sostuvo su rally de inicio de campaña en Brooklyn College en Brooklyn, Nueva York.[212]
- 4 de marzo: el exgobernador John Hickenlooper de Colorado anuncia su candidatura.[213]
- 7 de marzo: Hickenlooper sostiene su rally de inicio de campaña en Denver, Colorado.[214]
- 11 de marzo: el Partido Demócrata anuncia a Milwaukee, Wisconsin como sede para la Convención Nacional Demócrata de 2020.[215]
- 13 de marzo: el alcalde Wayne Messam de Miramar, Florida, forma un comité exploratorio.
- 14 de marzo: el exrepresentante Beto O'Rourke de Texas anuncia su candidatura.
- 17 de marzo: Gillibrand formalmente anuncia su candidatura vía un video en línea.[216]
- 19 de marzo: se formó un comité exploratorio para el exsenador Mike Gravel de Alaska.
- 24 de marzo: Gillibrand sostiene su rally de inicio de campaña afuera de la Trump Tower en Nueva York.[217]
- 28 de marzo: Messam formalmente anuncia su candidatura vía un video en línea.
- 30 de marzo: O'Rourke sostiene su rally de inicio de campaña en la frontera entre Estados Unidos y México en El Paso, Texas.[218]

#### Abril

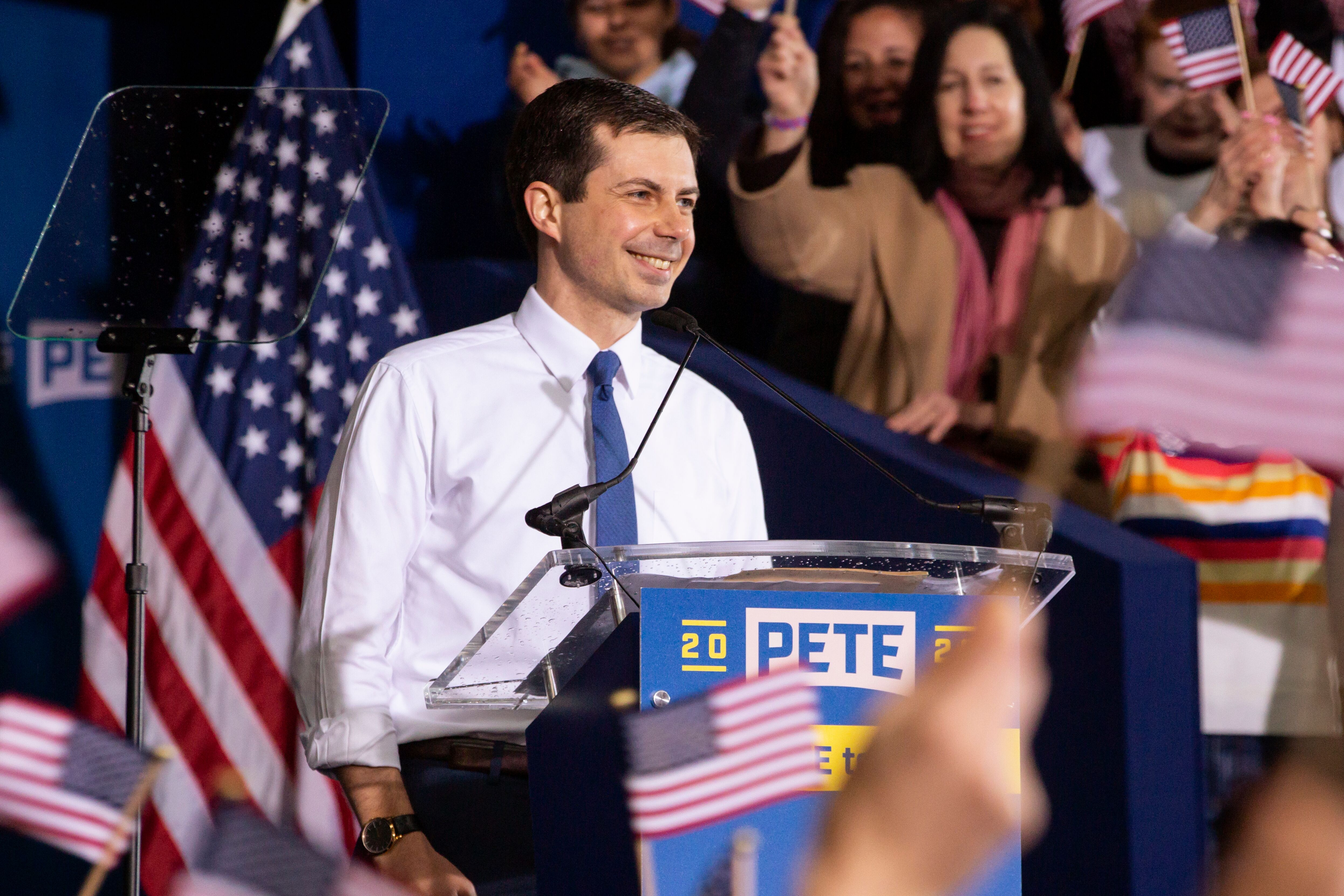
Buttigieg oficialmente lanzó su campaña el 14 de abril convirtiéndolo así en el primer demócrata abiertamente gay en buscar la candidatura para la presidencia de los Estados Unidos.

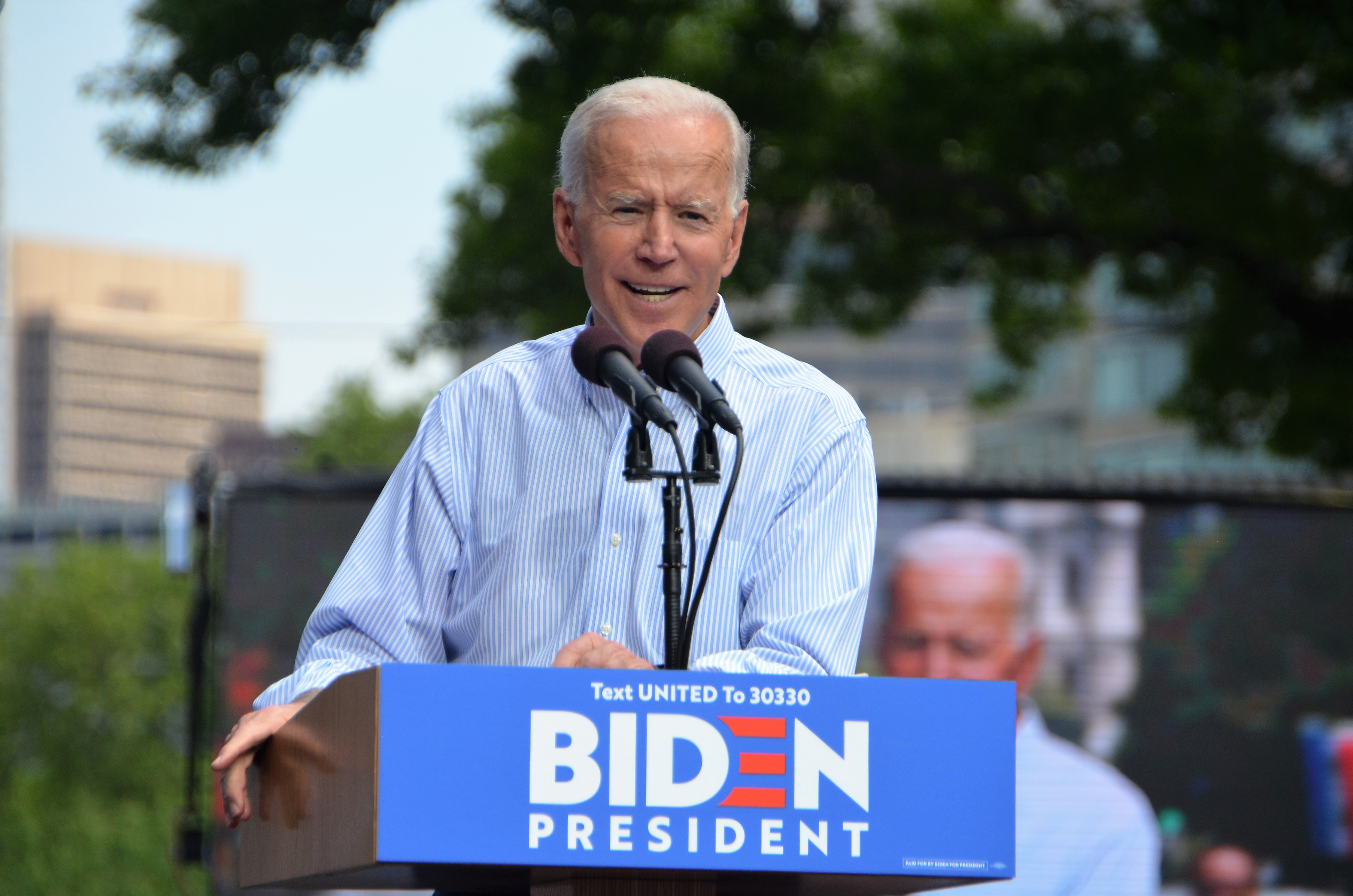
Biden lanzó su tercera candidatura presidencial el 25 de abril.

- 4 de abril: el representante Tim Ryan de Ohio anunció su candidatura y apareció en el talk-show The View como parte de su campaña.[219]
- 8 de abril:
  - Gravel formalmente anuncia su candidatura vía un video en línea.[220]
  - el representante Eric Swalwell de California anunció su candidatura durante una entrevista en The Late Show with Stephen Colbert.
- 13 de abril: Booker sostiene su rally de inicio de campaña en Newark, New Jersey.[221]
- 14 de abril:
  - Buttigieg anuncia su candidatura con un rally en South Bend, Indiana.
  - Swalwell sostiene su rally de inicio de campaña en un bachillerato en Dublin, California.[222]
- 22 de abril: el representante Seth Moulton de Massachusetts anuncia su candidatura vía un video en línea.
- 25 de abril: el exvicepresidente Joe Biden de Delaware anuncia su candidatura vía un video publicado en línea.
- 29 de abril: Biden sostiene su rally de inicio de campaña en Pittsburgh, Pensilvania.[223]

#### Mayo

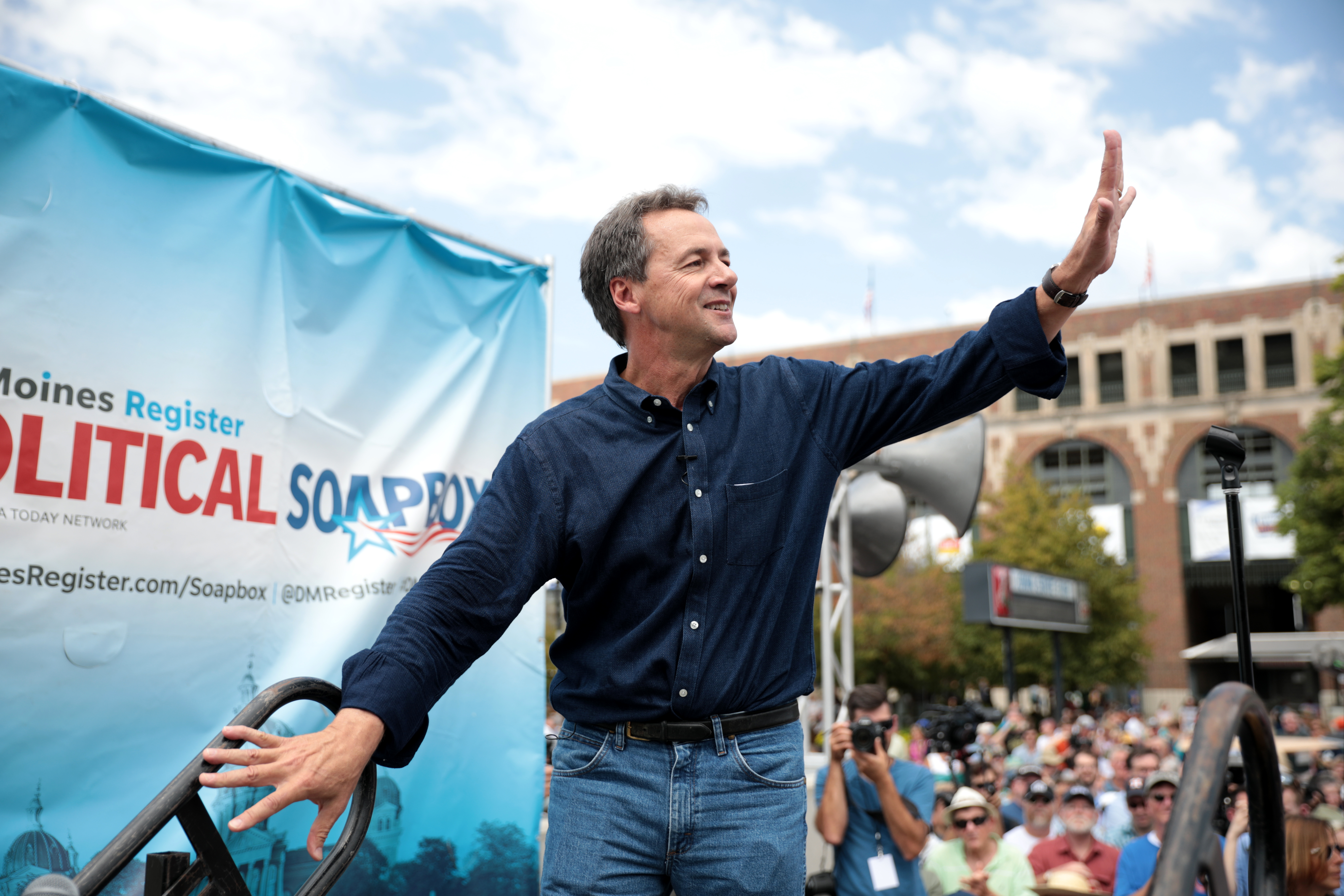
Bullock lanzó su campaña el 14 de mayo.

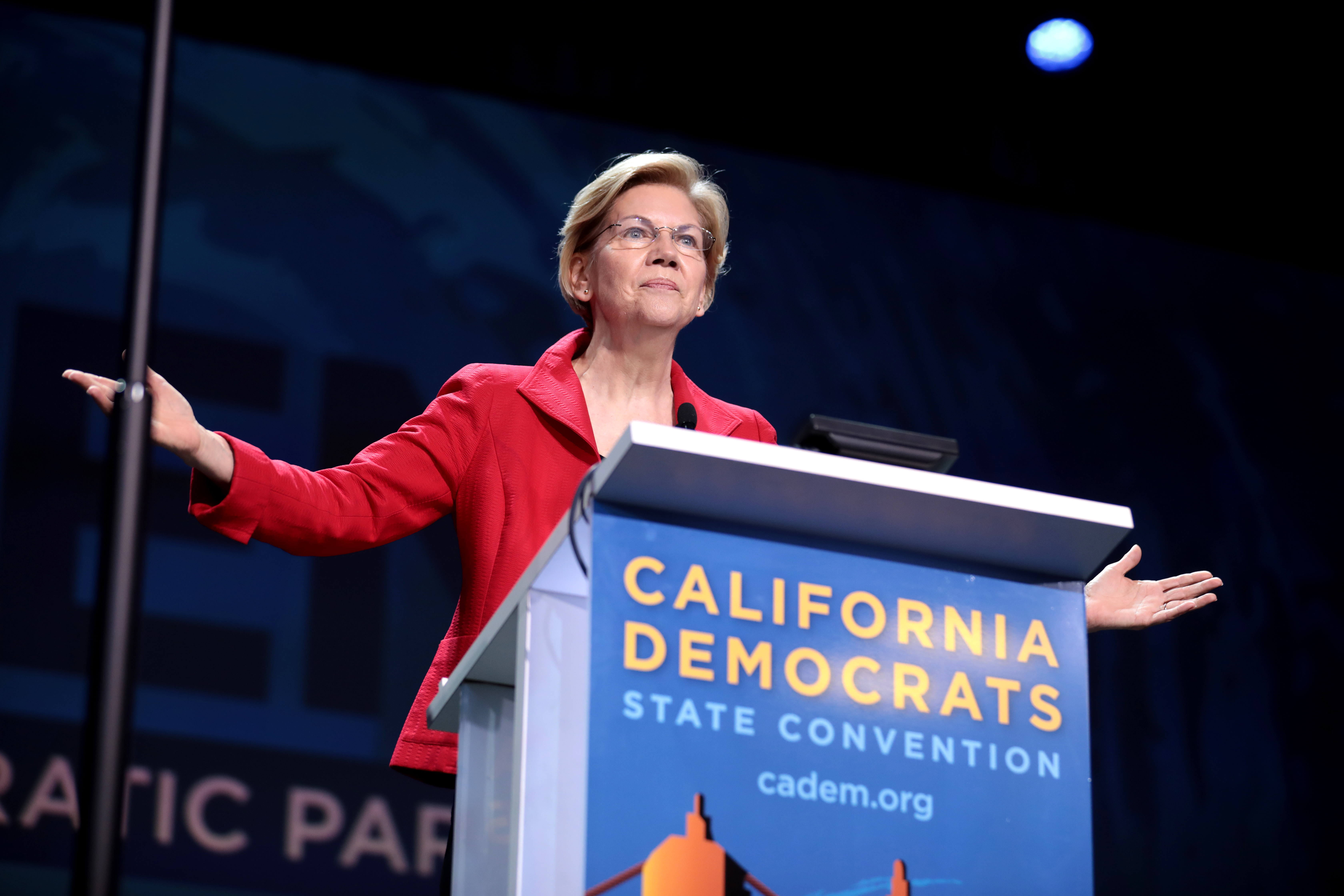
Warren hablando en la Convención del Partido Demócrata de California el 1 de junio.

- 2 de mayo: el senador Michael Bennet de Colorado anuncia su candidatura durante una entrevista en CBS This Morning.
- 14 de mayo: el gobernador Steve Bullock de Montana anuncia su candidatura vía un video en línea.
- 16 de mayo: el alcalde Bill de Blasio de Nueva York anuncia su candidatura vía un video publicado en línea[224] y apareció en Good Morning America como parte del inicio de su campaña.
- 31 de mayo-2 de junio: la Convención del Partido Demócrata de California toma lugar. El evento es atendido por la mayoría de los candidatos a la presidencia.[225][226]

#### Junio

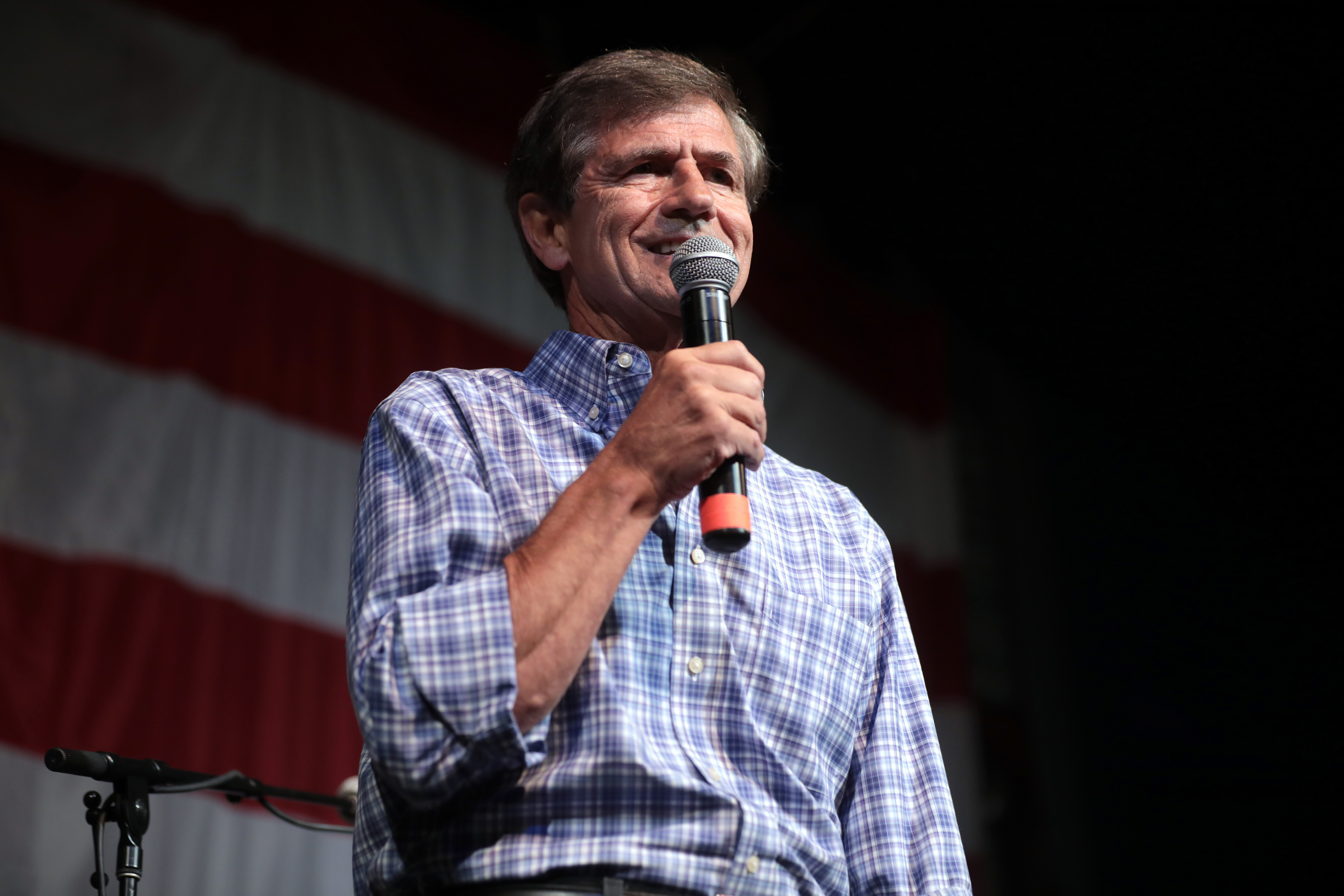
Sestak se sumó a la contienda electoral el 22 de junio.

- 1 de junio: el "Big Ideas Forum" se llevó a cabo en el Warfield Theatre de San Francisco, California.[227][228]
- 5 de junio: el "Iowa Democrats' Hall of Fame Dinner" se llevó a cabo con 19 de los candidatos presentes.[229]
- 12 de junio: fecha límite para calificar al primer debate demócrata.[230]
- 13 de junio: el Comité Nacional Demócrata anuncia que 20 candidatos participarán en el primer debate oficial que se llevará a cabo el 26 y 27 de junio.[231]
- 15 de junio: el Foro de Candidatos Presidenciales se llevó a cabo en Charleston, Carolina del Sur.[232][233]
- 21 de junio: el Foro NALEO de Candidatos Presidenciales se llevó a cabo en el Telemundo Center en Miami, Florida.[234]
- 22 de junio:
  - el exrepresentante Joe Sestak de Pensilvania anuncia su candidatura a media noche con el lanzamiento de su página web.[235]
  - La Convención del Partido Demócrata de Carolina del Sur se lleva a cabo en Columbia, Carolina del Sur.[236][237]
- 26 de junio: la primera parte del primer debate Demócrata se lleva a cabo en Miami, Florida.[238]
- 27 de junio: la segunda parte del primer debate Demócrata se lleva a cabo en Miami, Florida.[238]

#### Julio

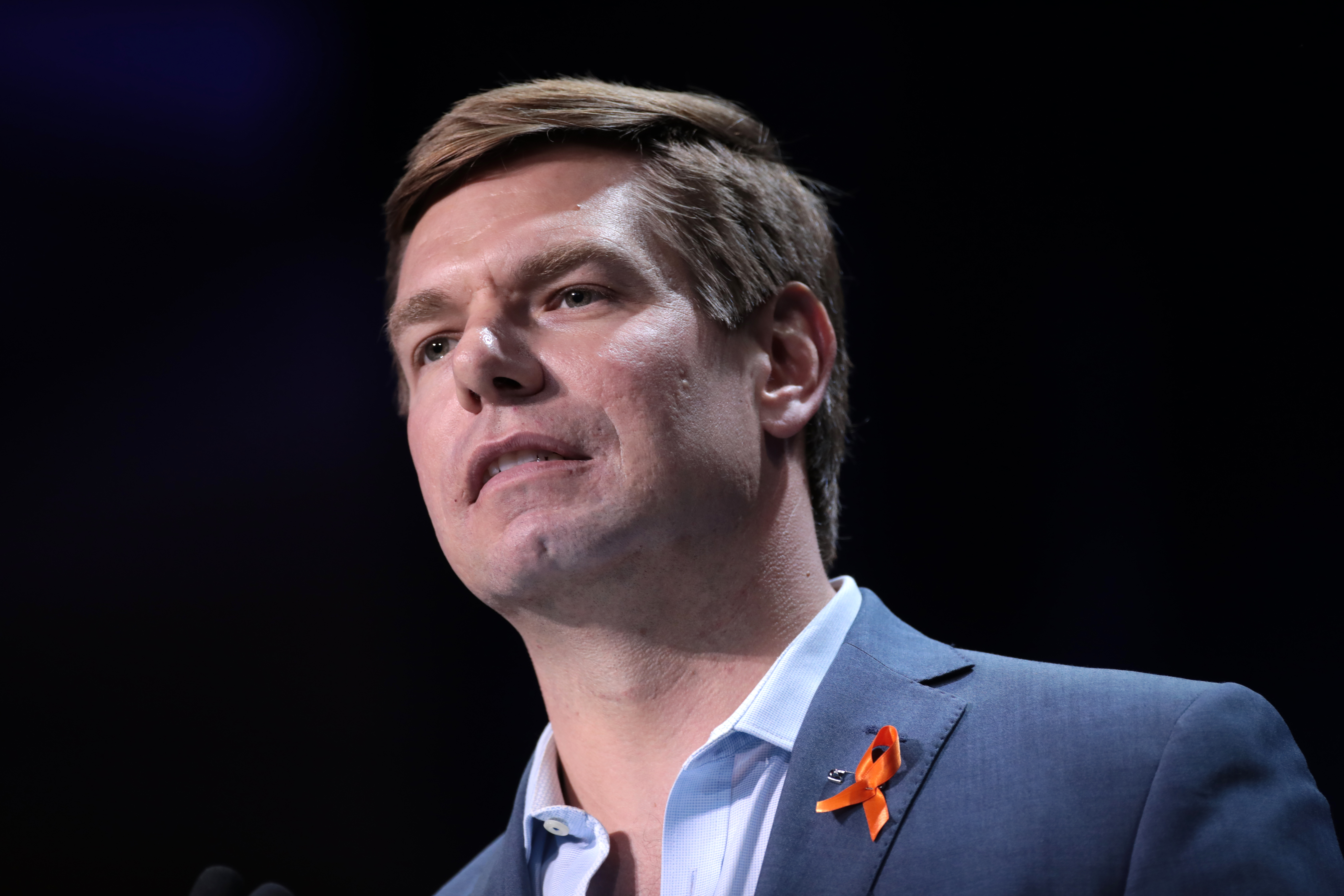
Swalwell fue el primer representante y segundo candidato en suspender su campaña.

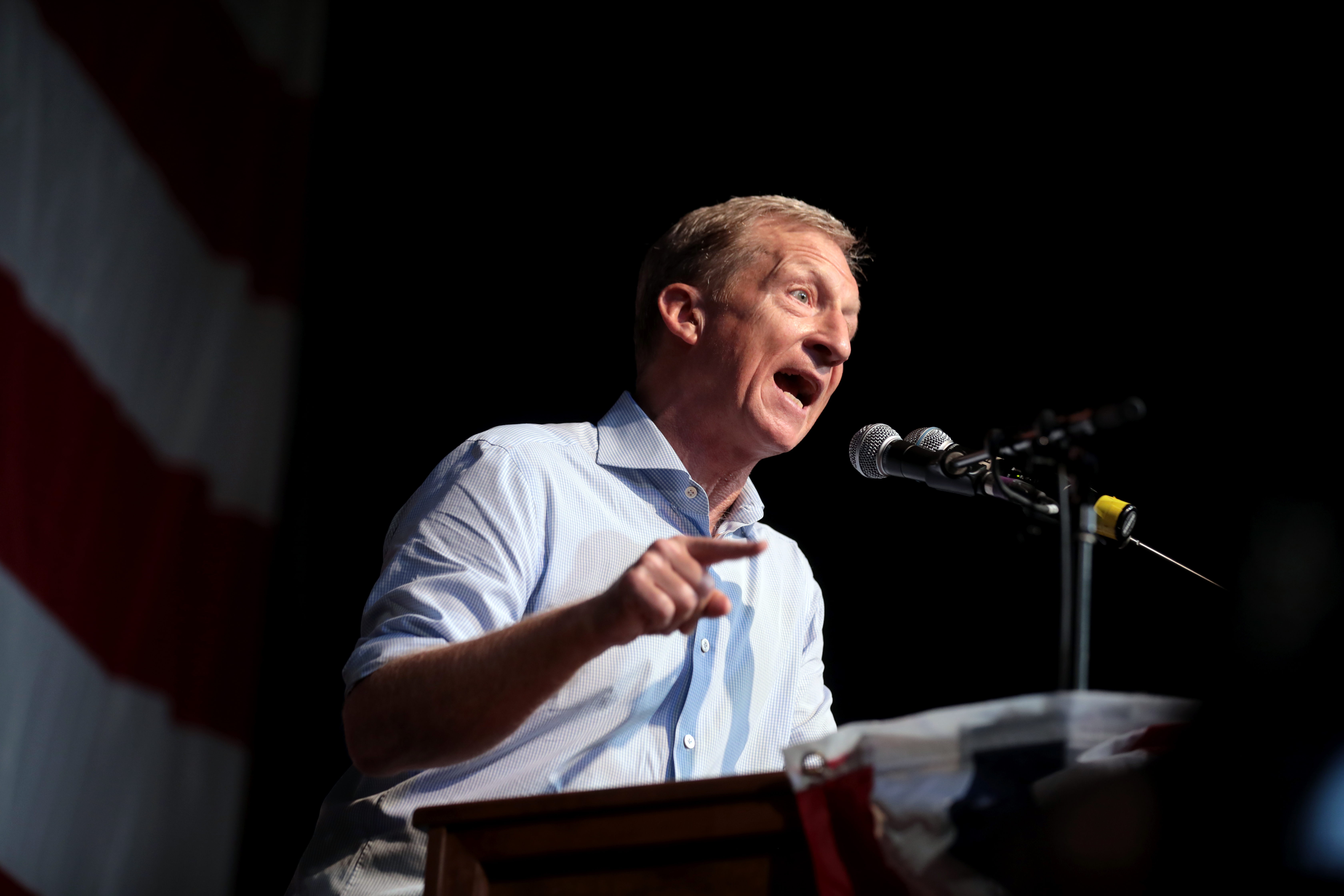
Tom Steyer fue el primer multimillonario y el tercer individuo sin experiencia política en anunciar su candidatura.

- Julio 5: El "Strong Public Schools Presidential Forum" se llevó a cabo en el Centro de Convenciones George R. Brown, Houston, Texas por la Asociación Nacional de Educación.[239][240]
- Julio 8: Eric Swalwell sale de la contienda presidencial y anuncia que buscará la reelección en la Cámara de Representantes.
- Julio 9: El multimillonario Tom Steyer anuncia su candidatura vía un video en línea.
- Julio 11: El foro presidencial de la Liga de Ciudadanos Latinoamericanos Unidos (LULAC por sus siglas en inglés) se lleva a cabo en el Wisconsin Center, Milwaukee, Wisconsin. Cuestiones que afectan a hispanos y latinos son discutidas.[241][242]
- Julio 16: Fecha límite para calificar al segundo debate Demócrata.[243]
- Julio 24: El Foro de Candidatos Presidenciales 2020 toma lugar en Detroit, Míchigan por la NAACP.[244]
- Julio 30: Primera parte del segundo debate Demócrata toma lugar en Detroit, Míchigan.[245]
- Julio 31: Segunda parte del segundo debate Demócrata toma lugar en Detroit, Míchigan.[246]

#### Agosto

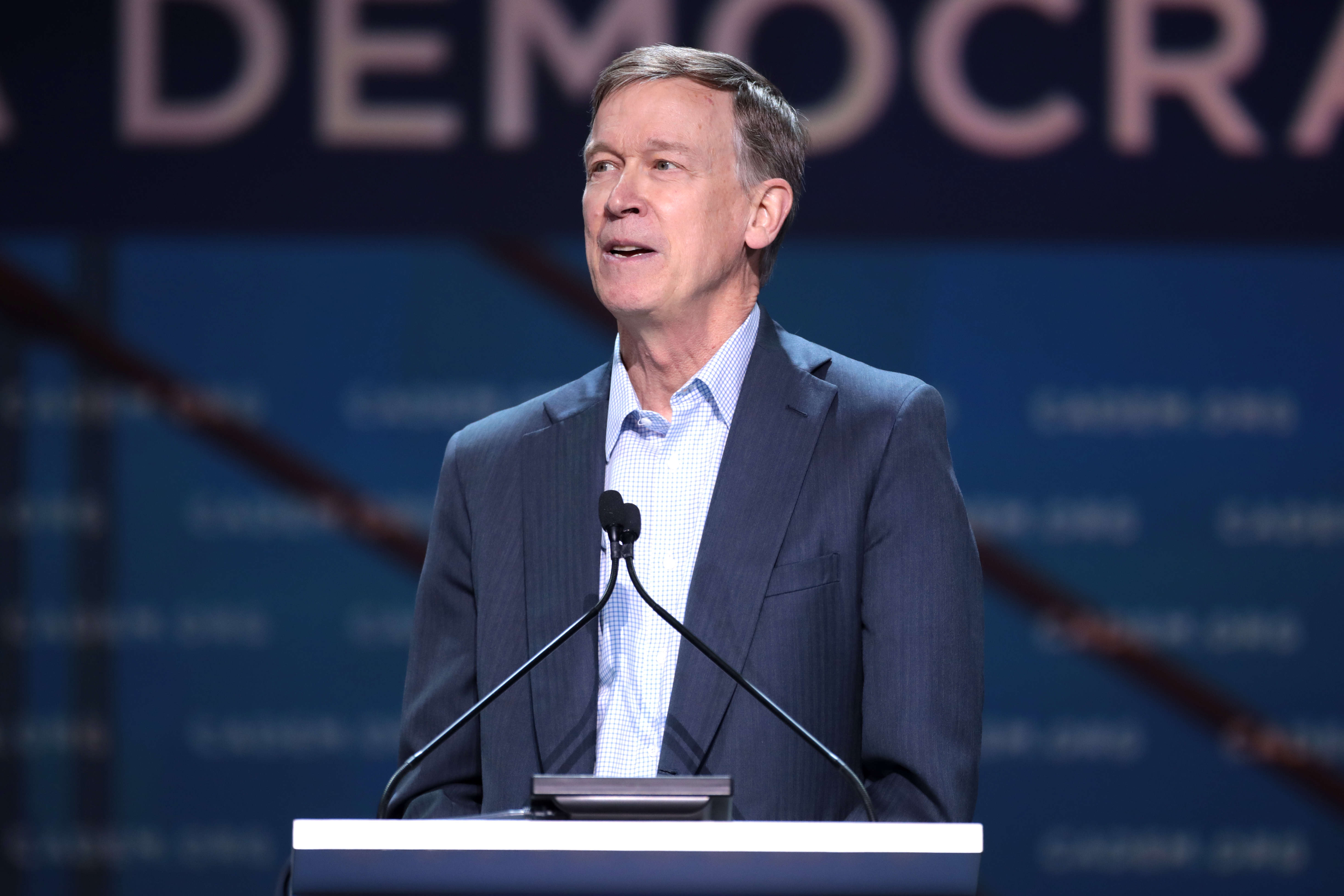
Hickenlooper fue el primer gobernador en suspender su campaña.

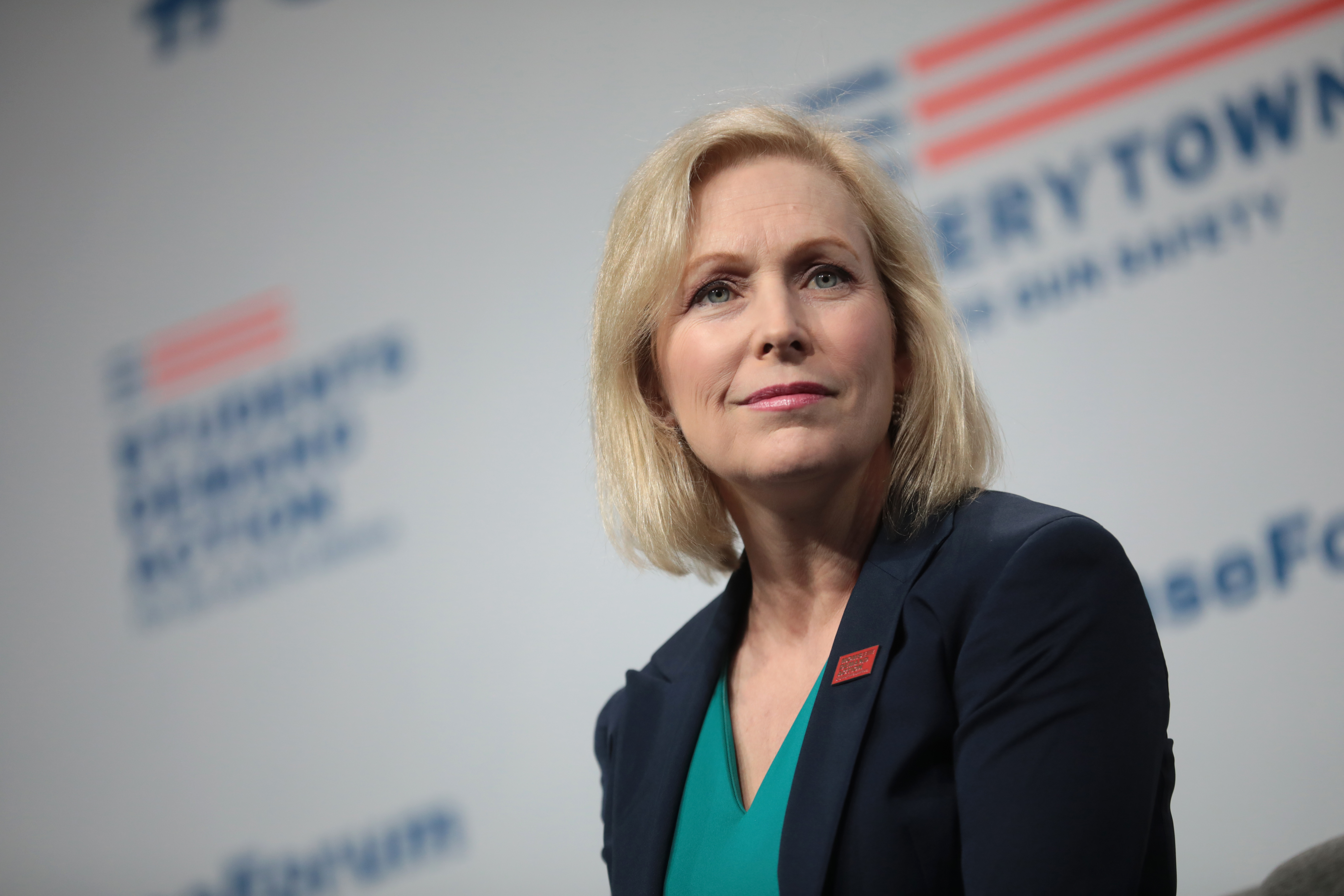
Gillibrand fue la primera mujer y la segunda senadora en suspender su campaña.

- Agosto 3: El Foro de Servicio Público toma lugar en la Universidad de Nevada, Las Vegas, por AFSCME y el HuffPost.[247]
- Agosto 6: Mike Gravel sale de la contienda presidencial y respalda a Tulsi Gabbard y Bernie Sanders.
- Agosto 10: El "Gun Sense Forum" toma lugar en Des Moines, Iowa por Everytown for Gun Safety y Moms Demand Action.[248]
- Agosto 15: John Hickenlooper sale de la contienda, anuncia que contenderá al Senado por Colorado en 2020.[249]
- Agosto 19–20, 2019: El Frank LaMere Native American Presidential Forum ocurre en el Teatro Orpheum, Sioux City, Iowa por Four Directions, Native Organizers Alliance, National Congress of American Indians, Native American Rights Fund, Coalition of Large Tribes y el Great Plains Tribal Chairmen's Association.[250]
- Agosto 21: Jay Inslee sale de la contienda y anuncia que buscará la reelección como gobernador de Washington en 2020.
- Agosto 23: Seth Moulton sale de la contienda y anuncia que buscará la reelección en la Cámara de Representantes.
- Agosto 28:
  - Fecha límite para calificar al tercer debate Demócrata en Houston, Texas.[251]
  - Kirsten Gillibrand sale de la contienda.
- Agosto 31:
  - El Foro Presidencial ISNA toma lugar en Houston, Texas por la Sociedad Islámica de Norteamérica.[252][253]

#### Septiembre

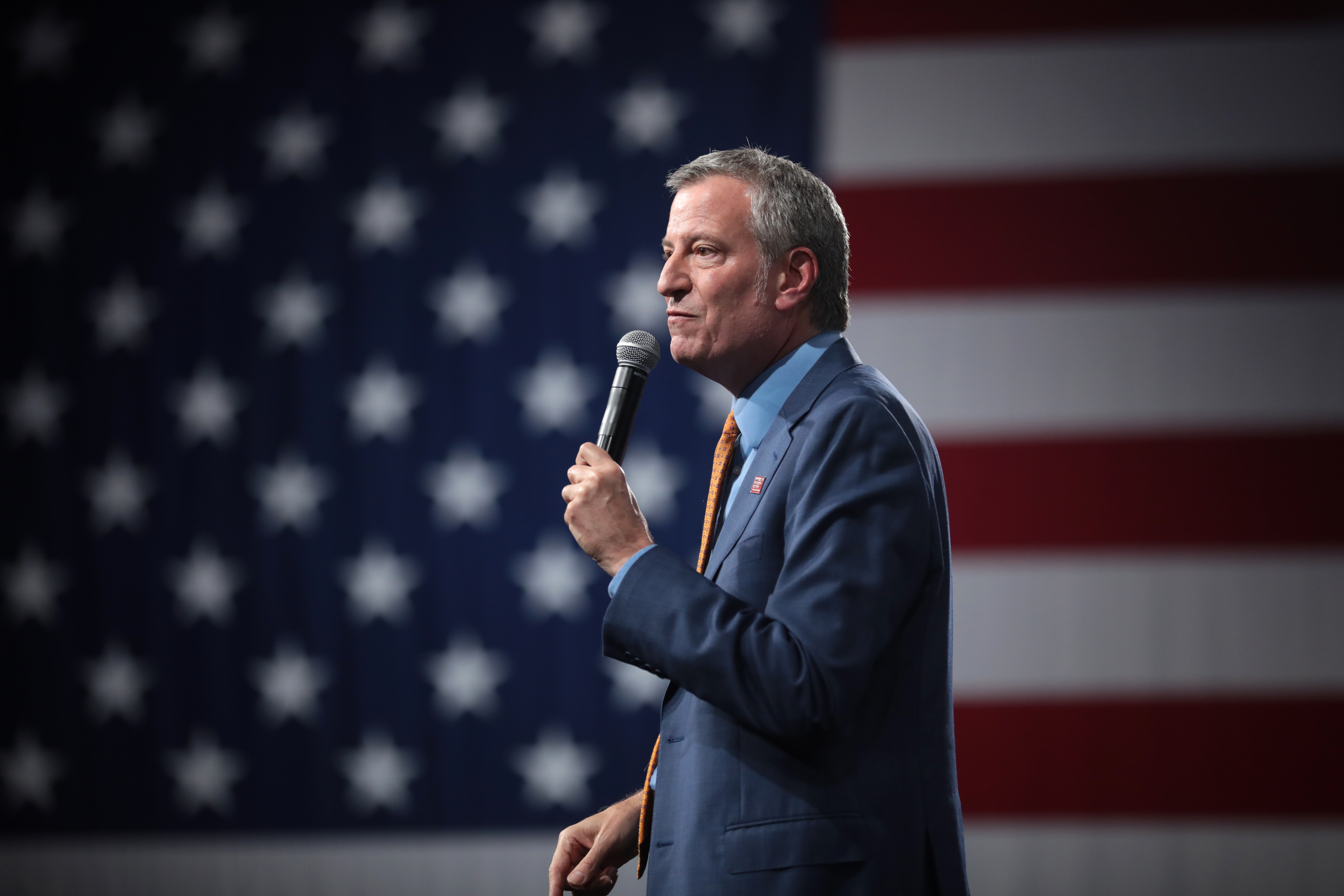
de Blasio fue el primer alcalde en suspender su campaña presidencial.

- Septiembre 4: La Asamblea de Crisis Climática toma lugar en Nueva York por CNN.[254]
- Septiembre 7: La convención estatal del Partido Demócrata de Nuevo Hampshire toma lugar en Mánchester. 19 candidatos se presentaron y hablaron con los delegados y votantes.[255]
- Septiembre 8: El "Asian American Pacific Islanders Progressive Democratic Presidential Forum" toma lugar en el Segerstrom Center for the Arts en Costa Mesa, California por el AAPI Victory Fund y el Asian Americans Rising.[256]
- Septiembre 12: El tercer debate Demócrata toma lugar en Houston, Texas en la Universidad del Sur de Texas.[257]
- Septiembre 19–20: Un Foro Climático toma lugar en Gaston Hall, Universidad de Georgetown en Washington D. C., por MSNBC, Universidad de Georgetown, y Our Daily Planet.[258]
- Septiembre 20: 
  - Bill de Blasio sale de la contienda.
  - Un Foro LGBTQ toma lugar en el Auditorio Sinclair en el Coe College en Cedar Rapids, Iowa por One Iowa, The Advocate, y GLAAD.[259]
- Septiembre 22: Un Foro de la Juventud toma lugar en la Preparatoria Theodore Roosevelt en Des Moines, Iowa por las Escuelas Públicas de Des Moines y el Des Moines Register.[260]

#### Octubre

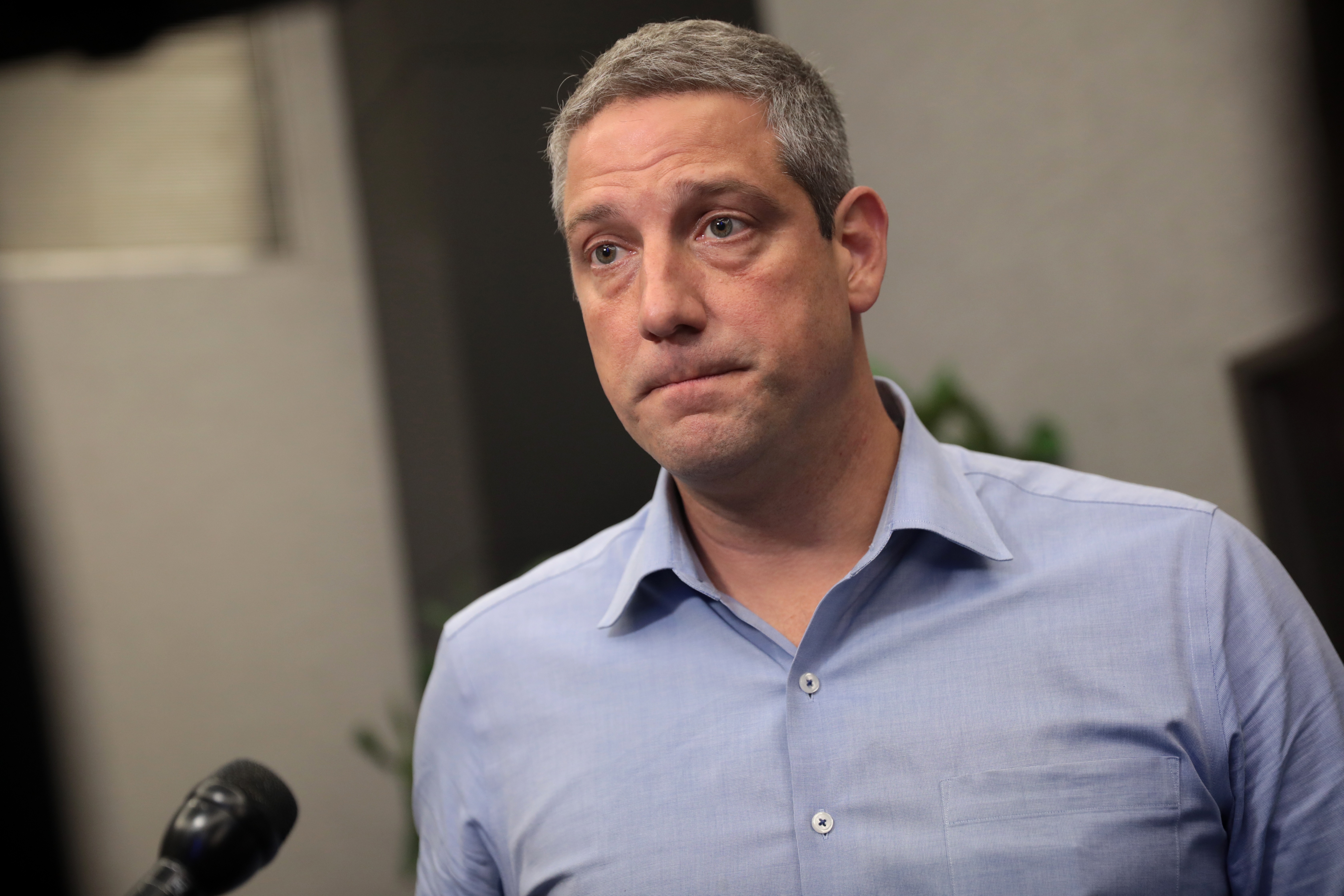
Ryan fue el octavo candidato en suspender su campaña.

- Octubre 1: Fecha límite para calificar al cuarto Debate Demócrata.[261]
- Octubre 2: Un Foro de Seguridad de Armas toma lugar Las Vegas, Nevada por Giffords y March for Our Lives.[262]
- Octubre 10: Un Foro LGBTQ toma lugar en El Novo por Microsoft en Los Ángeles, California por la Human Rights Campaign y UCLA.[263]
- Octubre 15: El cuarto debate Demócrata toma lugar en la Universidad Otterbein en Westerville, Ohio, por CNN. El debate contó con 12 candidatos (Biden, Booker, Buttigieg, Castro, Gabbard, Harris, Klobuchar, O'Rourke, Sanders, Steyer, Warren y Yang), imponiendo así el récord de mayor número de candidatos en un debate presidencial en la historia de Estados Unidos.[264][265]
- Octubre 24: Tim Ryan sale de la contienda presidencial y anuncia que buscará la reelección a la Cámara de Representantes. Tiempo después respalda a Joe Biden.
- Octubre 26–27: El Foro "Collegiate Bipartisan Presidential" ocurren en el Benedict College en Columbia, Carolina del Sur por el alcalde Steve Benjamin y el Benedict College.[266]
- Octubre 28: El foro "Justice Votes 2020" toma lugar en la Penitenciaría Estatal Eastern en Philadelphia, Pensilvania por The Marshall Project y el Voter Education Project.[267]

#### Noviembre
- Noviembre 1: 

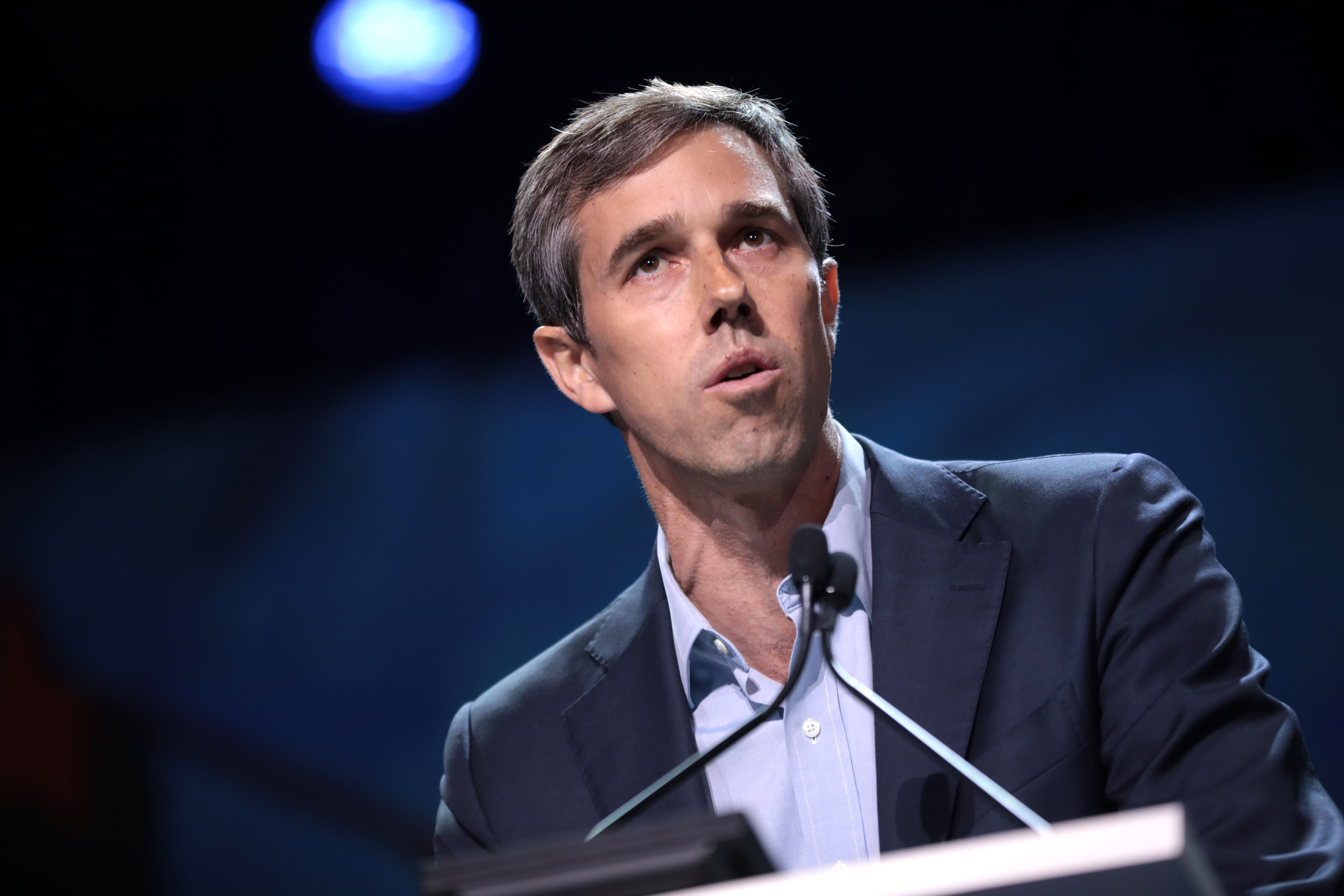
O'Rourke fue el primer candidato de primer nivel en salir de la contienda.

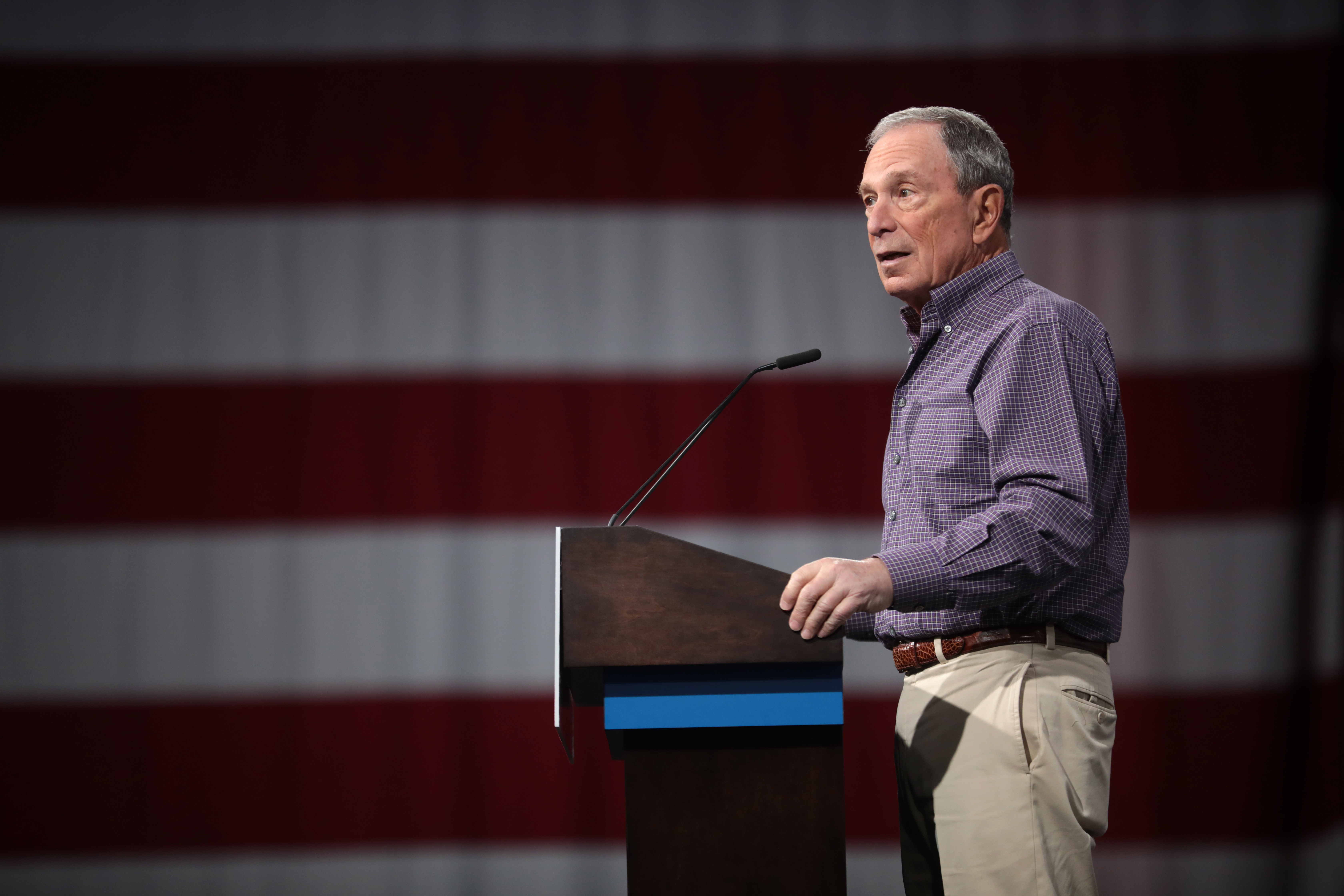
Bloomberg fue el tercer alcalde y segundo multimillonario en anunciar su candidatura.

  - Beto O'Rourke sale de la contienda presidencial.
  - La Celebración de Libertad y Justicia toma lugar en la Wells Fargo Arena en Des Moines, Iowa por el Partido Demócrata de Iowa.[268]
- Noviembre 3: La Convención de Solución de Problema ocurren en DoubleTree Hotel en Mánchester, Nuevo Hampshire por No Labels.[269]
- Noviembre 8: El exalcalde de Nueva York Michael Bloomberg se prepara para entrar a la contienda al aplicar para la primaria de Alabama.[270]
- Noviembre 13: Fecha límite para calificar al quinto debate Demócrata.[271]
- Noviembre 14: El exgobernador de Massachusetts Deval Patrick entra a la contienda presidencial.
- Noviembre 16: La Convención de Otoño de Respaldos toma lugar en Long Beach por el Partido Demócrata de California.[272]
- Noviembre 19: Wayne Messam sale de la contienda presidencial.
- Noviembre 20: El quinto debate Demócrata toma lugar en Atlanta, Georgia en los Tyler Perry Studios, por MSNBC and The Washington Post.
- Noviembre 21: Michael Bloomberg forma un comité exploratorio.[273]
- Noviembre 24: Michael Bloomberg anuncia su candidatura lanzando su sitio web.[274]

#### Diciembre

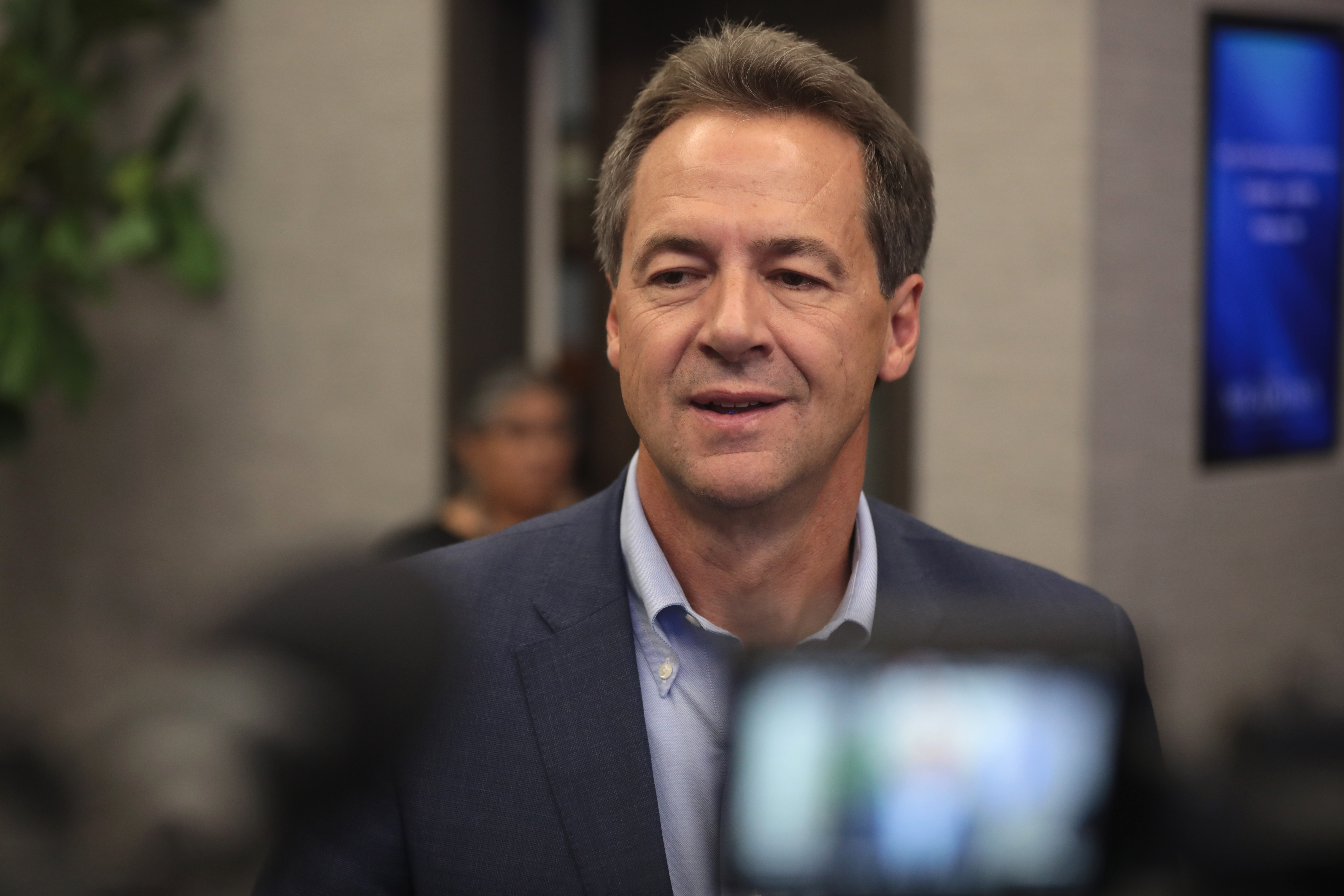
Bullock fue el tercer gobernador y decimotercer candidato en suspender su campaña.

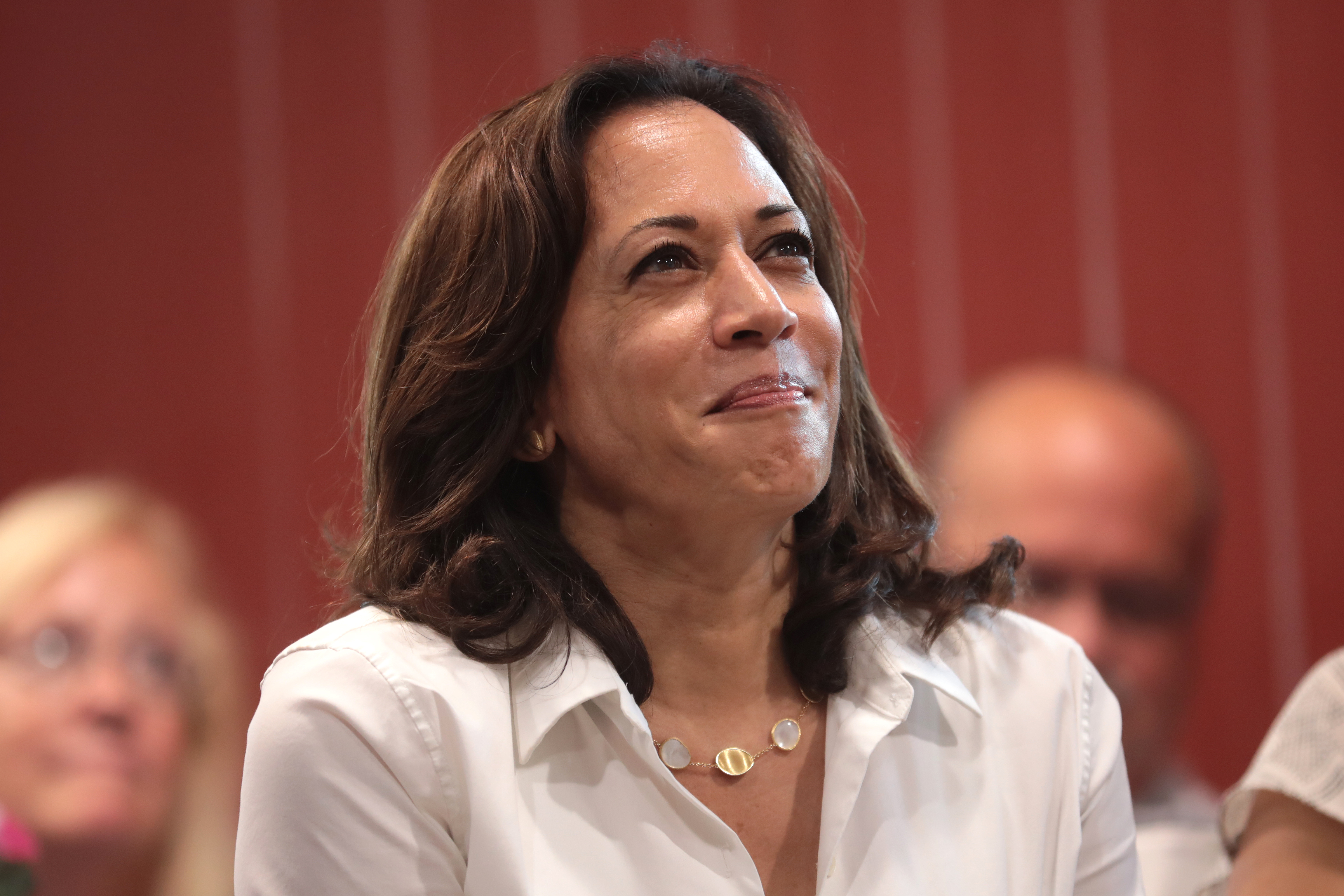
Harris fue la segunda candidata de primer nivel, tercera senadora y decimocuarta candidata en suspender su campaña.

- Diciembre 1: Joe Sestak sale de la contienda presidencial.
- Diciembre 2: Steve Bullock sale de la contienda presidencial.
- Diciembre 3: Kamala Harris sale de la contienda presidencial.
- Diciembre 7: El foro de la Hermandad internacional de camioneros, fue llevada a cabo por la propia Hermandad, el Storm Lake Times y The Guardian en Cedar Rapids, Iowa.[275]
- Diciembre 12: Fecha límite para calificar al sexto debate Demócrata.[276]
- Diciembre 14: El Foro de Educación Pública 2020 ocurre en Pittsburgh, Pensilvania por la Federación Americana de Profesores, la Asociación Nacional de Educación y la Alianza para Retomar Nuestras Escuelas.[277]
- Diciembre 19: El sexto debate Demócrata toma lugar en Los Ángeles, California, en la Universidad Loyola Marymount.[278]

### 2020

#### Enero
- Enero 2: 

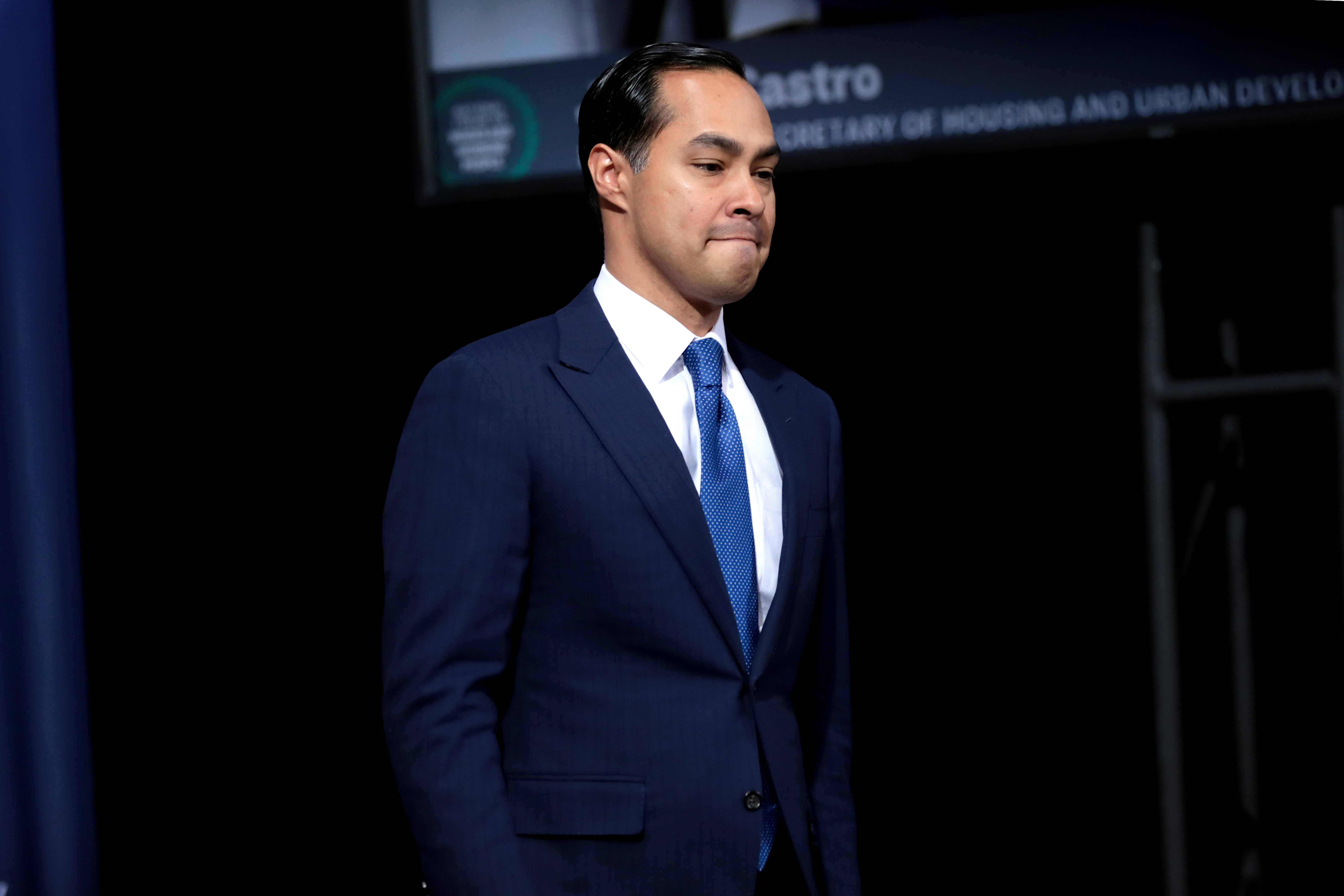
Castro fue el primer candidato en suspender su campaña en 2020.

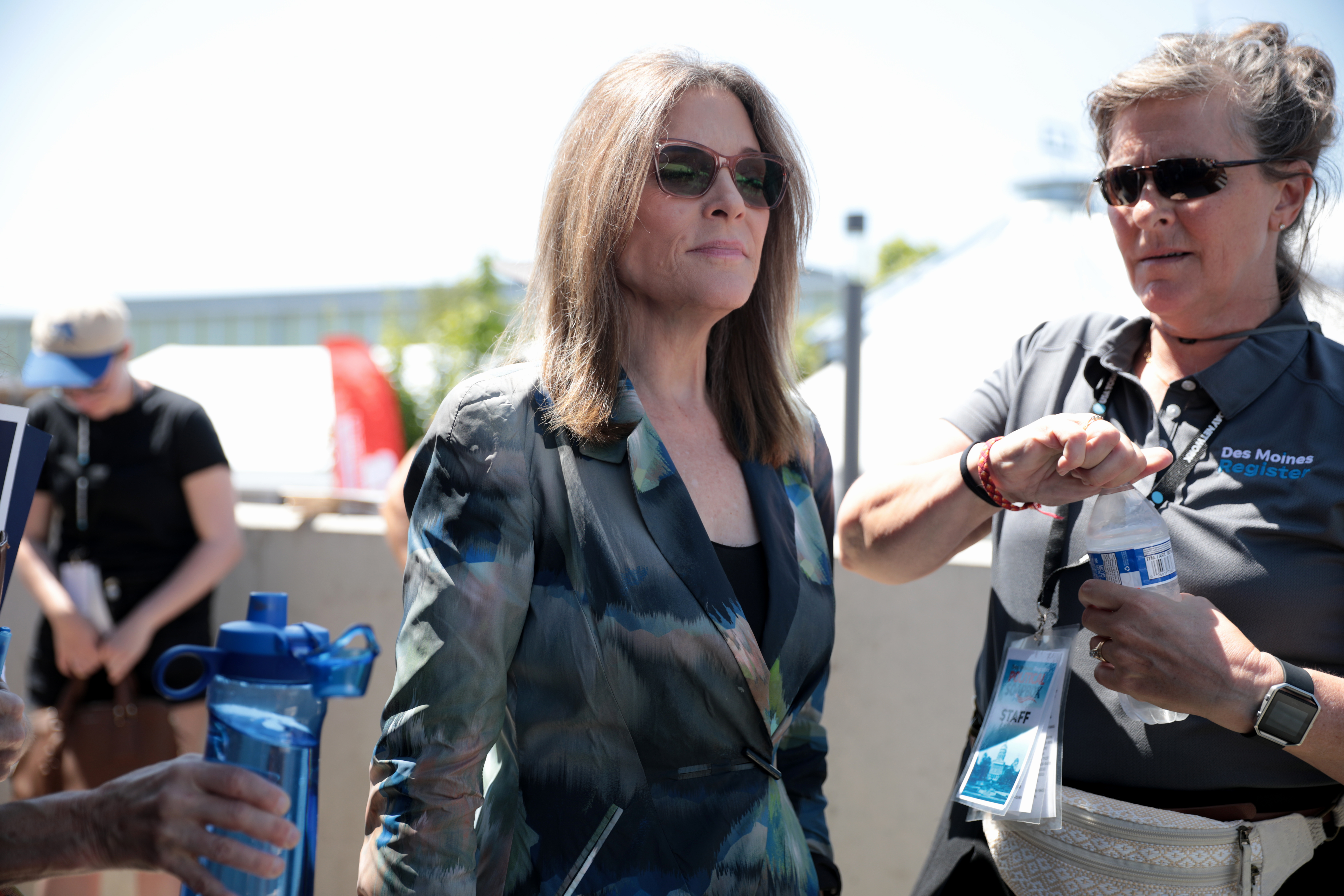
Williamson fue la tercera mujer y decimosexta candidata en suspender su campaña.

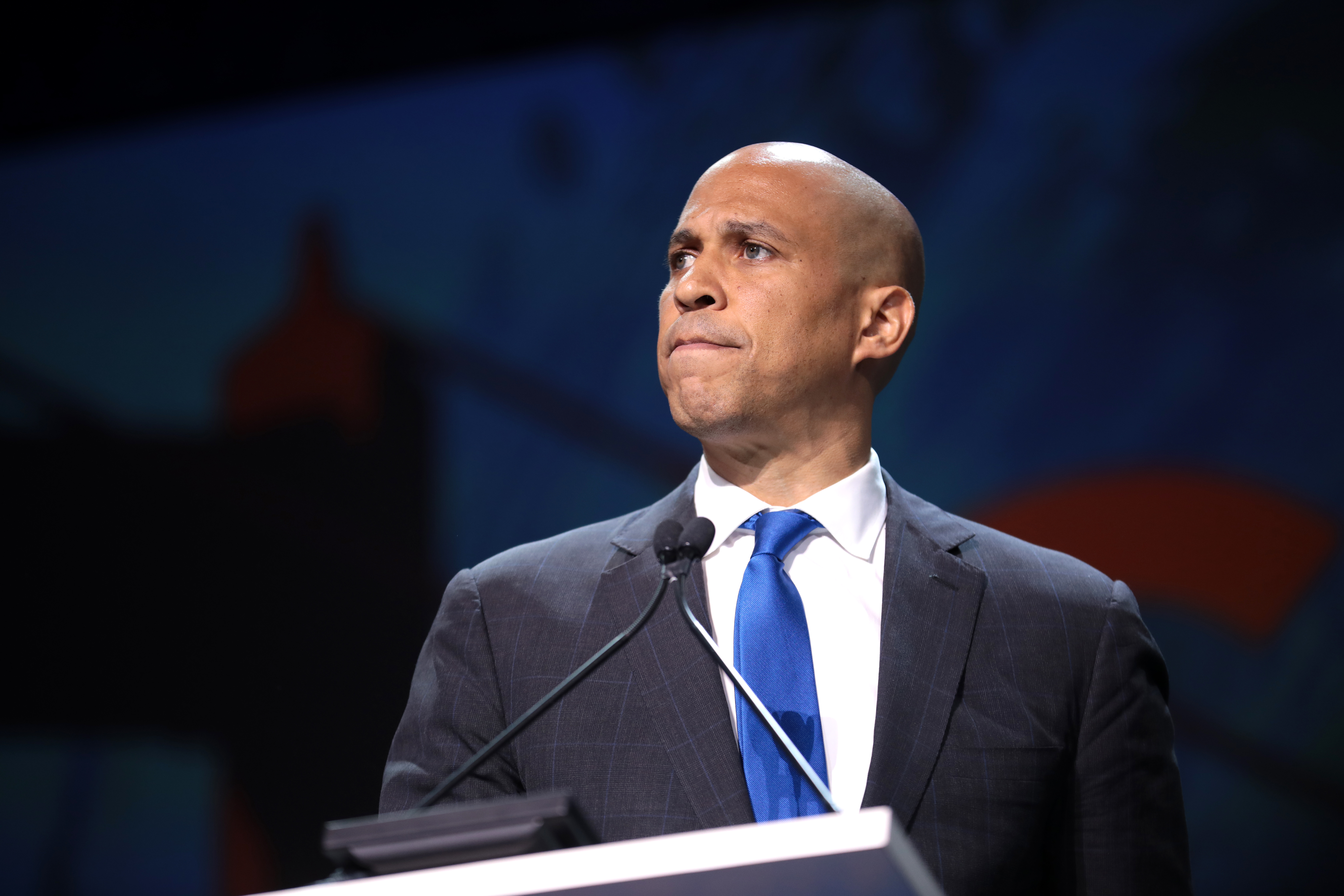
Booker fue el cuarto senador, segundo afroamericano y decimoséptimo candidato en suspender su campaña.

  - Julián Castro sale de la contienda presidencial. Posteriormente respalda a Elizabeth Warren.
  - Marianne Williamson despide a todo el personal de su campaña,[279] pero promete mantenerse en la contienda.[280]
- Enero 10: 
  - Fecha límite para calificar al séptimo debate Demócrata en.[281]
  - Marianne Williamson sale de la contienda presidencial.
- Enero 13: Cory Booker sale de la contienda presidencial.
- Enero 14: El séptimo debate Demócrata toma lugar en Des Moines, Iowa.
- Enero 31:
  - John Delaney sale de la contienda presidencial.
  - Un pequeño grupo de alrededor 6 miembros del Comité Nacional Demócrata discuten la posibilidad de cambiar las reglas para así permitir a los superdelegados votar en la primera ronda de votación, un movimiento que estaría diseñado para debilitar la campaña de Bernie Sanders debido a su reciente surgimiento en las encuestas.[282] El mismo día, Tom Perez, el presidente del Comité Nacional Demócrata, respondió al artículo y dijo que "Absolutamente no. Nos pusimos en el trabajo para garantizar que el poder estuviera en las manos de la gente, estaremos siguiendo las reglas establecidas por el DNC. No cambiaremos en esto, no cambiaremos nuestras reglas."[283]

#### Febrero
- Febrero 3: Asambleas de Iowa.

- Febrero 7: El octavo debate Demócrata toma lugar en Mánchester, Nuevo Hampshire.

- Febrero 11: 
  - Primaria de Nuevo Hampshire.
  - Michael Bennet y Andrew Yang suspenden sus campañas.
- Febrero 12: Deval Patrick sale de la contienda presidencial.

- Febrero 19: El noveno debate Demócrata toma lugar en Las Vegas, Nevada.

- Febrero 22: Asambleas de Nevada.
- Febrero 29: 
  - Primaria de Carolina del Sur.
  - Después de no haber obtenido los resultados esperados en Carolina del Sur, Tom Steyer sale de la contienda.[37]

#### Marzo
- Marzo 1: Pete Buttigieg suspende su campaña presidencial; a pesar de haber obtenido resultados óptimos en los dos primeros estados fue incapaz de construir una amplia coalición de votantes.[35]
- Marzo 2: Amy Klobuchar suspende su campaña presidencial después de dos decepcionantes resultados en Nevada y Carolina del Sur.[31]
- Marzo 3: Súper Martes (Primaria de Alabama, Asambleas de Samoa Americana, Primaria de Arkansas, Primaria de California, Primaria de Carolina del Norte, Primaria de Colorado, Primaria de Maine, Primaria de Massachusetts, Primaria de Minnesota, Primaria de Oklahoma, Primaria de Tennessee, Primaria de Texas, Primaria de Utah, Primaria de Vermont, Primaria de Virginia, Democrats Abroad)
- Marzo 4:  Michael Bloomberg sale de la contienda después de pobres resultados en el Súper Martes.[27]
- Marzo 5:  Elizabeth Warren sale de la contienda presidencial; quien en algún punto de la campaña presidencial fue considerada la favorita para ganar la nominación, su apoyo se había disipado para el Súper Martes.[26]
- Marzo 10: Súper Martes II (Primaria de Idaho, Primaria de Míchigan, Primaria de Misisipi, Primaria de Misuri, Primaria de Washington, Asambleas de Dakota del Norte).
- Marzo 14: Asambleas de las Islas Marianas del Norte.
- Marzo 15: El decimoprimer debate Demócrata estaba programado para tomar lugar en Phoenix, Arizona pero fue movido a Washington D. C. a causa de la pandemia de COVID-19.[176]
- Marzo 16: Ohio anunció que tenía la intención de posponer su primaria presidencial, un plan que fue negado por un juez ese mismo día.[284]  Tras la decisión del juez, el gobernador DeWine anunció que las casillas estarían cerradas por una orden de la Directora de Salud de Ohio Amy Acton debido a una "emergencia sanitaria". Los funcionarios del estado tratarán de ampliar el proceso de votación.[285]
- Marzo 17: Primarias de Arizona, Florida e Illinois.
- Marzo 19: Tulsi Gabbard, la última mujer y persona de color en la contienda, suspende su campaña citando la necesidad de unidad surgida por la pandemia de COVID-19.[6]

#### Abril
- Abril 8: Bernie Sanders suspende su campaña presidencial. Joe Biden se convierte en el presunto nominado del partido.[5]

## Calendario de elecciones primarias y asambleas

Fechas programadas de elecciones primarias y Asamblea
Febrero
3 de marzo (Super Martes)
10 de marzo
17 de marzo
24 de marzo
4-7 de abril
28 de abril
Mayo
Junio

El calendario previsto para la realización de las elecciones primarias y asambleas (o caucus en inglés) por estado está programada de la siguiente manera:
| Fecha                     | Primarias/Asambleas |
| ------------------------- | --- |
| 3 de febrero              | Asambleas de Iowa |
| 11 de febrero             | Primaria de Nuevo Hampshire |
| 22 de febrero             | Asambleas de Nevada |
| 29 de febrero             | Primaria de Carolina del Sur |
| 3 de marzo (Súper Martes) | Primaria de Alabama Asambleas de Samoa Americana Primaria de Arkansas Primaria de California Primaria de Carolina del Norte Primaria de Colorado Primaria de Maine Primaria de Massachusetts Primaria de Minnesota Primaria de Oklahoma Primaria de Tennessee Primaria de Texas Primaria de Utah Primaria de Vermont Primaria de Virginia Democrats Abroad |
| 10 de marzo               | Primaria de Idaho Primaria de Míchigan Primaria de Misisipi Primaria de Misuri Primaria de Washington Asambleas de Dakota del Norte |
| 14 de marzo               | Asambleas de las Islas Marianas del Norte |
| 17 de marzo               | Primaria de Arizona Primaria de Florida Primaria de Illinois |
| 29 de marzo               | Primaria de Puerto Rico |
| 4 de abril                | Primaria de Alaska Primaria de Hawái Asamblea de Wyoming |
| 7 de abril                | Primaria de Wisconsin |
| 28 de abril               | Primaria de Connecticut Primaria de Delaware Primaria de Maryland Primaria de Nueva York Primaria de Pensilvania Primaria de Rhode Island |
| 2 de mayo                 | Asambleas de Guam Primaria de Kansas |
| 5 de mayo                 | Primaria de Indiana |
| 12 de mayo                | Primaria de Nebraska Primaria de Virginia Occidental |
| 19 de mayo                | Primaria de Georgia Primaria de Oregón |
| 2 de junio                | Primaria de Dakota del Sur Primaria del Distrito de Columbia Primaria de Montana Primaria de Nueva Jersey Primaria de Nuevo México |
| 6 de junio                | Asambleas de las Islas Vírgenes de los Estados Unidos |
| 20 de junio               | Primaria de Luisiana |
| 23 de junio               | Primaria de Kentucky |
| TBD                       | Primaria de Ohio |

## Resultados

### Delegados
|  | 52.08 % |

|  | 26.87 % |

|  | 8.31 % |

|  | 7.46 % |

|  | 2.72 % |

|  | 1.56 % |

|  | 0.77 % |

|  | 0.77 % |

|  | 0.45 % |

|  | 1.12 % |

### Por estado
|  | 25.06% |

|  | 25.73% |

|  | 40.45% |

|  | 48.44% |

|  | 63.25% |

|  | 40.56% |

|  | 35.9% |

|  | 42.99% |

|  | 37.0% |

|  | 33.37% |

|  | 33.41% |

|  | 38.61% |

|  | 38.67% |

|  | 41.71% |

|  | 34.49% |

|  | 36.14% |

|  | 50.78% |

|  | 53.23% |

|  | 49.90% |

|  | 57.9% |

|  | 53.30% |

|  | 48.87% |

|  | 52.89% |

|  | 81.09% |

|  | 60.12% |

|  | 37.94% |

|  | 63.0% |

|  | 43.70% |

|  | 91.95% |

|  | 59.0% |

|  | 72.37% |

|  | 56.0% |

|  | 55.3% |

|  | 63.2% |

|  | 72.2% |

|  | 62.8% |

|  | 89.4% |

|  | 83.7% |

|  | 70.2% |

|  | 79.26% |

|  | 76.7% |

|  | 69.5% |

|  | 76.85% |

|  | 76.5% |

|  | 76.85% |

|  | 65.4% |

|  | 84.86% |

|  | 65.99% |

|  | 74.5% |

|  | 86.1% |

|  | 73.3% |

|  | 77.45% |

|  | 91.27% |

|  | 76.0% |

|  | 75.9% |

|  | 67.9% |

|  | 84.09% |

## Controversias

### Disputas laborales del sexto debate
El sexto debate fue inicialmente programado para llevarse a cabo en la Universidad de California, Los Ángeles (UCLA). Sin embargo, el DNC anunció el 6 de noviembre que la UCLA ya no sería la sede del debate debido a una disputa laboral en la universidad.
Debido a una huelga de trabajadores de Sodexo en la nueva sede, la Universidad Loyola Marymount, Warren anunció que no asistiría al debate a menos que la huelga laboral fuera resuelta, poco después Sanders y Yang se le unieron. Todos los candidatos restantes (Biden, Buttigieg, Klobuchar y Steyer) siguieron el ejemplo de Warren en los días siguientes. La controversia se resolvió el 17 de diciembre, permitiendo que el debate se llevará a cabo.

### Protestas en los debates
En el segundo, tercero y noveno debate, diversos manifestantes comenzaron a gritar e interrumpir el debate hasta que fueron escoltados fuera del lugar.

#### Protestas del segundo debate
En la segunda noche del segundo debate, manifestantes motivados por la muerte de Eric Garner y el continuo empleo del oficial de policía de Staten Island Daniel Pantaleo gritaron durante la primera intervención de Bill de Blasio, y luego detuvieron completamente a Cory Booker, interrumpiendo el debate durante casi 30 segundos.

#### Protestas del tercer debate
Durante las declaraciones finales del tercer debate, en las que se pidió a los candidatos que recordaran los momentos de resiliencia después de un retroceso profesional, los manifestantes interrumpieron Joe Biden durante aproximadamente dos minutos. Según Jess Davidson, gritaron "somos recipientes de DACA; nuestras vidas están en peligro". La campaña presidencial de Donald Trump defendió a Biden diciendo que los protestantes escogieron un mal momento para hacerlo.

#### Protestas del noveno debate
Durante las declaraciones finales de Joe Biden protestantes se manifestaron por las políticas de inmigración adoptadas por las administraciones de Barack Obama y Donald Trump gritando "tú deportaste a 3 millones de personas" (haciendo alusión a las deportaciones realizadas por la administración Obama-Biden) y "no más niños en jaulas" (referente a las políticas migratorias adoptadas por la administración Trump-Pence).

### Retraso en los resultados de Iowa
Hasta las 3:30 p. m. CST del 4 de febrero, un día después de la elección, el Partido Demócrata de Iowa (PDI) no había reportado ningún resultado final debido a lo que un portavoz del partido describió como un "control de calidad". De acuerdo con The New York Times, una nueva aplicación móvil diseñada para reportar los resultado de la elección habría sido la responsable del retraso de los resultados.
La empresa que desarrolló la aplicación móvil, Shadow Inc., entró en controversia cuando New York magazine y The Washington Post reportaron que esta habría recibido dinero de las campañas de Biden, Buttigieg y Kirsten Gillibrand. Además también fue reportado que la compañía estaba ligada a Hillary Clinton pues Shadow Inc. habría sido fundada por dos exmiembros de la campaña presidencial de 2016 de Clinton.
Aún sin haber obtenido los resultados oficiales, en la noche del 3 de febrero tanto Pete Buttigieg como Bernie Sanders declararon victoria en la elección, mientras que Justin Buoen (director de campaña de Amy Klobuchar) declaró que la senadora obtuvo resultados óptimos en Iowa y que incluso podrían haber superado al vicepresidente Joe Biden. La campaña de Elizabeth Warren declaró que "cualquier candidato que se declare el vencedor [sin los resultado oficiales] está contribuyendo a la desinformación y al caos". Por su parte el vicepresidente Joe Biden aceptó que solo existía una pequeña probabilidad de que él ganara en Iowa.
El Partido Demócrata de Iowa dijo en un comunicado que planeaba dar a conocer resultados parciales a las 4 p. m. hora local del día siguiente de la elección, un poco menos de 24 horas después de que las elecciones iniciaran. Minutos antes de las 4 p. m. hora local se dieron a conocer el 62.27% de los resultados. El 99.94% de los resultados fueron dados a conocer el 6 de febrero a las 7:54, más de 72 horas después de que las asambleas iniciaran.
Debido a las inconsistencias presentadas en los resultados, la Associated Press declinó declarar a algún candidato como ganador al igual que NBC News, mientras que Reuters declaró a Buttigieg como el vencedor después del retraso de casi 72 horas de los resultados.
El Partido Demócrata de Iowa publicó los resultados oficiales la tarde del 9 de febrero, siete días después del inicio de la elección, en donde se le otorgan un mayor número de delegados a Buttigieg.
Debido a las inconsistencias que los resultados oficiales presentaron, las campañas de Bernie Sanders y Pete Buttigieg solicitaron al PDI una inspección de los votos. Sanders solicitó que se revisaran 25 precintos y tres sitios satélites, mientras que Buttigieg solicitó la revisión de 27 precintos y de todos los sitios satélites dentro de Iowa. La revisión parcial de los precintos terminó el 19 de febrero sin cambio alguno en los delegados ya otorgados pero si se redujo el margen de victoria de Buttigieg a un poco más de una décima de punto porcentual. Debido a lo anterior las campañas de Sanders y Buttigieg solicitaron un recuento de votos en 10 y 54 precintos respectivamente. El Comité de Revisión y Recuento del Partido Demócrata de Iowa revisó ambas solicitudes y determinó que estas si contaban con evidencia que sugiriera que los errores en las asambleas cambiarían la distribución de delegados.
El recuento de votos finalizó el 27 de febrero y se le otorgaron 14 delegados a Buttigieg y 12 a Sanders, no cambiando así los resultados anteriores.
Horas después de que se anunciaran los resultados del recuento, la campaña del senador Sanders desafió los resultados del recuento al enviar una queja al Partido Demócrata de Iowa y al Comité Nacional Demócrata. En la queja alegan que el partido estatal violó sus propias reglas al permitir que la campaña de Buttigieg tomara parte en el proceso del recuento "porque no cumplían con los requisitos adecuados al no proveer en su solicitud de recuento una explicación de cómo el recuento de ciertos precintos afectarían la designación de los delegados" y al carecer de esto "su solicitud debió haber sido negada".

### Interferencias de Donald Trump
En septiembre de 2019, la prensa confirmó la afirmación de un abogado de Donald Trump de que el presidente estadounidense había pedido ocho veces a su homólogo ucraniano investigaciones contra Hunter Biden, hijo de Joe Biden, sospechoso de corrupción cuando trabajaba para un grupo gasístico ucraniano del que su padre era vicepresidente.